# Torino
Torino (Turin in piemontese [tyˈɾiŋ] ) è un comune italiano di 857 917 abitanti, capoluogo della regione Piemonte e dell'omonima città metropolitana. Fu la prima capitale d'Italia all'unificazione nel 1861.
Torino è il quarto comune italiano per popolazione (dopo Roma, Milano e Napoli) e il terzo complesso economico-produttivo del Paese (insieme a Milano e Genova componeva il triangolo industriale, centro dell'industrializzazione su larga scala dell'economia italiana alla fine del XIX secolo, e durante gli anni del boom economico) e costituisce uno dei maggiori poli universitari, artistici, turistici, scientifici, gastronomici e culturali d'Italia. Nel suo territorio sono inoltre presenti aree ed edifici inclusi in due beni protetti dall'UNESCO: alcuni palazzi e zone facenti parte del circuito delle residenze sabaude in Piemonte (patrimonio dell'umanità) e l'area delle Colline del Po (riserva della biosfera).
Sede nel 1911 dell'Expo, nel 2006 dei XX Giochi olimpici invernali, dal 2021 (fino ad almeno il 2027) delle ATP Finals e nel 2022 della 66ª edizione dell'Eurovision Song Contest, città natale di alcuni fra i maggiori simboli del Made in Italy nel mondo, tra cui il vermut, i gianduiotti, i grissini e il caffè espresso, Torino è stata il fulcro dell'industria automobilistica italiana, nonché importante centro dell'editoria, del sistema bancario e assicurativo, delle tecnologie dell'informazione, del cinema, dell'enogastronomia, del settore aerospaziale, del disegno industriale, dello sport, della moda e dell'intelligenza artificiale. Nel 2006 fu insignita del titolo di Capitale mondiale del libro e nel 2015 di Capitale europea dello sport.
La costante crescita d'importanza a livello internazionale ha fatto raggiungere a Torino il rango di città globale (quarta città italiana dopo Milano, Roma e Bologna) nella categoria Gamma -.

## Geografia fisica

### Territorio
200 m
     250 m
     300 m
     350 m
     400 m
     450 m
     500 m
     550 m
     600 m
     650 m
     700 m
     750 m

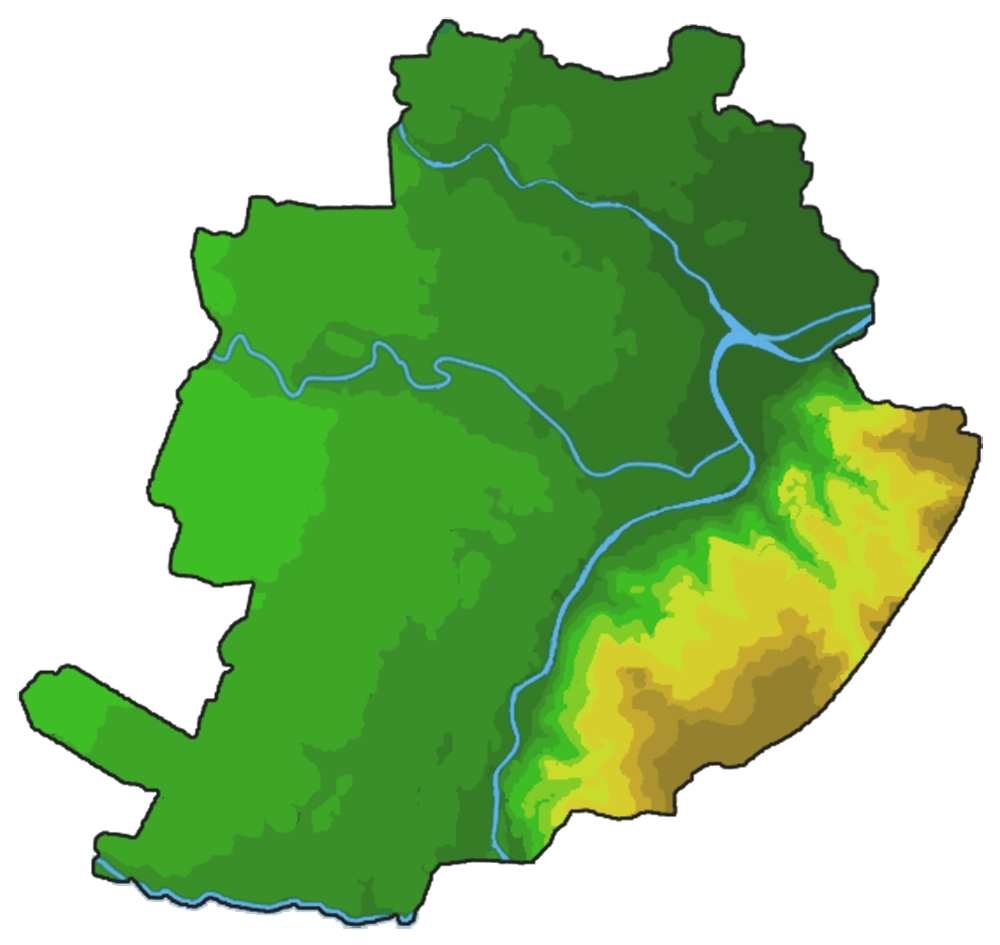
Mappa fisica del territorio di Torino
200 m
250 m
300 m
350 m
400 m
450 m
500 m
550 m
600 m
650 m
700 m
750 m

Torino sorge tra pianura e altopiano delimitato dai fiumi Stura di Lanzo, Sangone e Po (quest'ultimo attraversa la città da sud verso nord), di fronte allo sbocco di alcune vallate alpine: Val di Susa, che collega la città con la vicina Francia attraverso i trafori del Frejus (ferroviario e stradale), Valli di Lanzo, Val Sangone. Torino è detta "la città dei quattro fiumi": oltre ai tre corsi d'acqua prima citati che ne incorniciano il territorio, abbiamo la Dora Riparia che taglia la città da ovest a est, scorrendo prossima al centro storico.
Il fiume Po accentua la divisione tra la parte della collina e quella, quasi pianeggiante, della città, collocata tra i 220 e i 280 metri sul livello del mare; il punto più elevato del territorio comunale è il Colle della Maddalena, a 715 metri sul livello del mare, nei pressi del Faro della Vittoria.
La città è al centro di un anfiteatro montuoso che ingloba alcune delle più belle vette alpine: il Monviso, monte dal quale nasce il Po, il Rocciamelone, e i massicci del Gran Paradiso e del Monte Rosa, mentre il Cervino diventa visibile dalla zona sud-est dell'area urbana.
Torino dista 57 km da Asti, 79 km da Vercelli, 84 km da Biella, 93 km da Alessandria, 96 km da Novara, 98 km da Cuneo, 100 km da Pavia, 143 km da Milano, 155 km da Verbania. Il confine francese dista circa 70 km nei pressi del Colle del Moncenisio, mentre sono 206 i chilometri che separano Piazza Castello da Chambéry, 222 da Nizza, 250 da Ginevra e 314 da Lione.
Il 19 marzo 2016 l'UNESCO ha riconosciuto il parco del Po e la collina torinese come riserva della biosfera, mentre nel 2020 la FAO e l'Arbor Day Foundation hanno conferito alla città di Torino il riconoscimento di Tree City of the World 2019.

### Clima
Secondo la classificazione dei climi di Köppen, Torino appartiene alla fascia Cfa: clima temperato umido delle medie latitudini con estate calda (mediamente i 30 °C sono raggiunti e superati quindici giorni all'anno a Torino e la media di luglio si attesta intorno ai 23 °C). Dagli anni novanta in poi l'estate torinese ha subito un riscaldamento. Gli inverni risultano moderatamente freddi, asciutti e spesso soleggiati. Se si prende in considerazione il periodo di riferimento climatico 1971-2000, la media nivometrica nell'anno idrologico è di 24,5 cm annui.
Il record assoluto di temperatura, 37,1 °C, è stato registrato nella stazione meteorologica di Torino Caselle l'11 agosto 2003, a causa di una pressoché continua persistenza di masse di aria di origine subtropicale. Gli anni fra il 2000 e il 2010 hanno registrato molte estati decisamente più calde rispetto alla media climatica storica.
Durante la stagione invernale la zona di Torino, così come buona parte del Piemonte occidentale di pianura e meridionale, è interessata dalla formazione del cosiddetto "cuscinetto freddo", a seguito di afflussi di masse d'aria continentali; grazie alla particolare conformazione orografica del catino padano occidentale, detto "cuscinetto" può resistere tenacemente ai venti miti che scorrono a quote medio-alte, come lo scirocco, provocando occasionalmente nevicate denominate "da addolcimento", per via della progressiva risalita termica. Molto diversa la situazione nelle numerose zone collinari e prealpine, spesso più calde delle pianure di parecchi gradi e quasi sempre prive di ristagni freddi. Prendendo in esame i dati rilevati dall'Ufficio Idrografico del Po (presso Porta Susa), nel periodo 1961-1990, si evince che, in città, la temperatura media annua è stata di 12,3 °C, con la minima, a gennaio, di 0,9 °C.
I periodi più piovosi sono il trimestre da aprile a giugno, e il mese di ottobre; il minimo più accentuato e duraturo delle precipitazioni è situato in inverno, ed è seguito dal minimo secondario di luglio-agosto. Le precipitazioni della tarda estate, che sulla carta sembrano rappresentare un ulteriore minimo secondario, sono molto variabili a seconda degli anni. I temporali, in media circa venti all'anno, di cui due con grandine, si verificano quasi esclusivamente nei mesi da aprile a ottobre, causando precipitazioni di durata inferiore, ma d'intensità maggiore. Il 1º luglio 1987 caddero 60 mm di pioggia in un'ora. Il record del luglio 1987 è stato superato il 22 giugno 2021, quando in una sola ora sono caduti tra i 60 e i 70 mm e in tre ore tra gli 87 e i 105 mm. Infatti a Torino non ha mai piovuto così tanto dal 1928. Il 13 settembre 2008 l'Osservatorio Meteorologico di Caselle Torinese, 14 km a nord-ovest di Torino, registrò una pioggia temporalesca di 220 mm in sei ore, quantitativo senza precedenti noti nella pianura torinese. L'ammontare delle precipitazioni annue, 833 mm, si è conservata sostanzialmente immutata dalla metà dell'Ottocento a oggi.
- Classificazione climatica: zona E.
- Classificazione secondo il sistema climatico di W. Köppen: clima Cfa.

Di seguito è riportata la media trentennale di riferimento (1961-1990) rilevata dall'Ufficio Idrografico del Po.
| Torino Centro       | Mesi | Mesi | Mesi | Mesi | Mesi | Mesi | Mesi | Mesi | Mesi | Mesi | Mesi | Mesi | Stagioni | Stagioni | Stagioni | Stagioni | Anno |
| Torino Centro       | Gen  | Feb  | Mar  | Apr  | Mag  | Giu  | Lug  | Ago  | Set  | Ott  | Nov  | Dic  | Inv      | Pri      | Est      | Aut      | Anno |
| ------------------- | ---- | ---- | ---- | ---- | ---- | ---- | ---- | ---- | ---- | ---- | ---- | ---- | -------- | -------- | -------- | -------- | ---- |
| T. max. media (°C)  | 3,7  | 6,9  | 11,8 | 16,4 | 21,0 | 25,3 | 27,8 | 26,6 | 22,8 | 16,1 | 9,3  | 4,9  | 5,2      | 16,4     | 26,6     | 16,1     | 16,1 |
| T. min. media (°C)  | −1,9 | 0,1  | 4,1  | 8,1  | 12,2 | 16,1 | 18,4 | 17,7 | 14,5 | 9,2  | 3,8  | −0,2 | −0,7     | 8,1      | 17,4     | 9,2      | 8,5  |
| Precipitazioni (mm) | 35   | 37   | 55   | 99   | 105  | 86   | 58   | 58   | 67   | 83   | 74   | 47   | 119      | 259      | 202      | 224      | 804  |
| Giorni di pioggia   | 4    | 5    | 6    | 9    | 10   | 9    | 6    | 6    | 6    | 7    | 6    | 5    | 14       | 25       | 21       | 19       | 79   |

## Storia

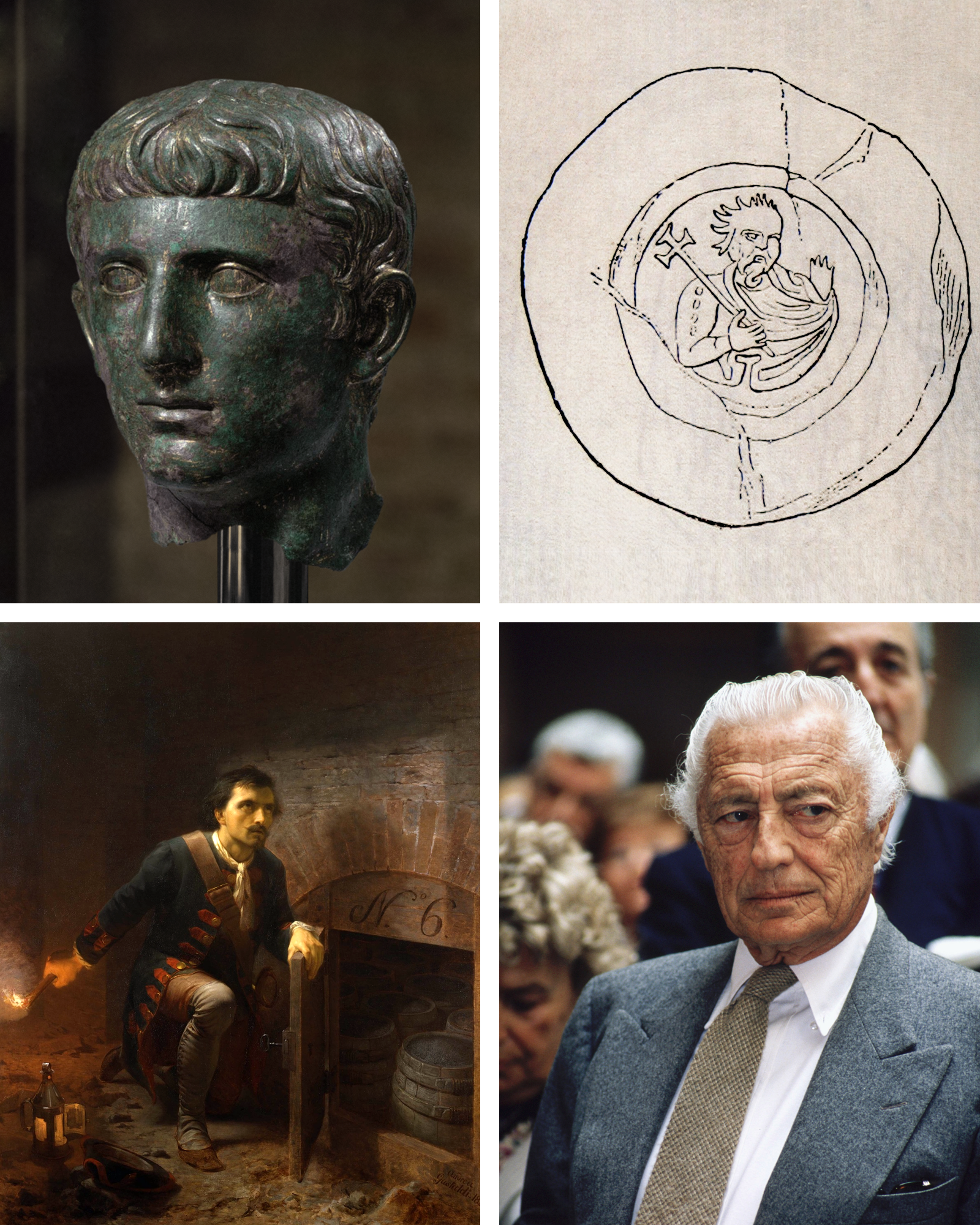
Personalità, di varie epoche, connesse con Torino: romana (governatore anonimo), medievale (sigillo di Adelaide di Torino), moderna (Pietro Micca) e contemporanea (Gianni Agnelli).

Città dalla storia bimillenaria, fu fondata probabilmente nei pressi della posizione attuale, attorno al III secolo a.C., dai Taurini, quindi trasformata in colonia romana da Augusto con il nome di Iulia Augusta Taurinorum nel I secolo a.C.. Dopo il dominio ostrogoto, fu capitale di un importante ducato longobardo, per poi passare, dopo essere divenuta capitale di marca carolingia, sotto la signoria nominale dei Savoia nell'XI secolo. Città dell'omonimo ducato, nel 1563 ne divenne capitale. Dal 1720 fu capitale del Regno di Sardegna (anche se solo de facto fino alla fusione perfetta del 1847, quando lo divenne anche formalmente), Stato che nel XIX secolo avrebbe portato all'unificazione italiana e che fece di Torino la prima capitale del Regno d'Italia (dal 1861 al 1865).

### Età antica
Si hanno scarse notizie, riferite a uno o più villaggi, che sarebbero sorti nell'area dell'attuale città, a partire dal III secolo a.C.; insediamenti riferibili a popolazioni di ceppo celto-Ligure, conosciute con il nome di Taurini, spesso confusi, già in età antica, con i Taurisci, che occupavano anche le vicine valli di Susa e di Lanzo. Sempre secondo antiche fonti storiche, uno di questi insediamenti, chiamato Taurasia o Taurinia, fu distrutto nel 218 a.C., dal condottiero cartaginese Annibale, dopo una strenua resistenza opposta dai suoi abitanti.
Sui resti del villaggio, gli ufficiali romani di Giulio Cesare, nel 58 a.C., installarono dapprima un presidio militare: Iulia Taurinorum, quindi un vero e proprio castrum, con lo scopo di supportare meglio le guerre galliche. Nel 28 a.C. il castrum fu eretto a colonia, con il nome di Julia Augusta Taurinorum o, più semplicemente, Augusta Taurinorum. In epoca romana il territorio di Torino era il terminale di un'importante strada romana, la via Gallica. Nel 312 d.C., nei suoi dintorni, ebbe luogo la Battaglia di Torino, per la successione al trono imperiale, tra le truppe di Massenzio e quelle di Costantino I, che ne uscì vincitore.

### Età medievale
Per la maggior parte del periodo che intercorre tra il V secolo e il XV secolo Torino non si contraddistinse particolarmente rispetto al contesto dell'Italia nordoccidentale, rimanendo una città di dimensioni piuttosto modeste. La città subì piuttosto una crescita progressiva che la portò, solo alla fine dell'epoca medievale, a spiccare: la sua importanza politica e culturale venne, infatti, definitivamente sancita con l'assegnazione del titolo di capitale dei territori circostanti e con la fondazione dell'università cittadina.

Dopo la caduta dell'Impero romano d'Occidente Torino passò sotto il controllo dei ostrogoti poi dei Romani Orientali. Nel 596 la città venne occupata dai Longobardi, divenendo la capitale di un loro importante ducato. La nomina del Duca di Torino, Agilulfo a re dei Longobardi, aumentò il prestigio della città. Torino rimase sotto il regno dei longobardi fino alla discesa dei Franchi di Carlo Magno nel 773: il ducato fu convertito in comitato (contea) mantenendo Torino come capitale. Nell'888 la contea venne assorbita dalla marca di Ivrea e Torino perse il titolo di capitale fino al 940, data della fondazione della Marca di Torino, un ampio territorio che comprendeva gran parte del Piemonte sud-occidentale e la Liguria occidentale. A capo di questa marca v'era la cosiddetta "dinastia arduinica" che, attraverso il matrimonio tra Adelaide di Susa e Oddone, figlio di Umberto I Biancamano (fondatore della casa Savoia), portò la città sotto l'influenza della dinastia sabauda. La città conobbe un periodo di grande sviluppo economico, grazie alla sua posizione strategica lungo le rotte commerciali che collegavano l'Italia alla Francia e alla Svizzera. Con la morte di Adelaide, la marca si sfaldò e Torino si costituì in libero comune, subendo varie dominazioni. Durante questo periodo, Torino aumentò il suo prestigio religioso, con la costruzione di numerose chiese e l'arrivo di importanti ordini monastici, tra cui i benedettini e i cistercensi. Nel 1280 Guglielmo VII di Monferrato cedette Torino a Tommaso III di Savoia, sancendo la definitiva appartenenza della città alla famiglia sabauda. Nel 1295, con l'insediamento al potere del figlio Filippo I, capostipite del ramo-cadetto degli Acaia, la capitale della contea venne spostata a Pinerolo, dove rimase fino alla morte dell'ultimo membro dei Savoia-Acaia, Ludovico di Savoia-Acaia, avvenuta nel 1418. Il territorio tornò sotto il dominio diretto del ramo principale dei Savoia, nella persona di Amedeo VIII, il quale lo incorporò nel suo stato, il Ducato di Savoia. L'accresciuta importanza di Torino dovuta, fra l'altro, alla presenza dello Studium, istituito nel 1404, portò il duca a eleggere la città sede del Consiglio ducale Cismontano, la sede del governo amministrativo itinerante del ducato.

### Età moderna

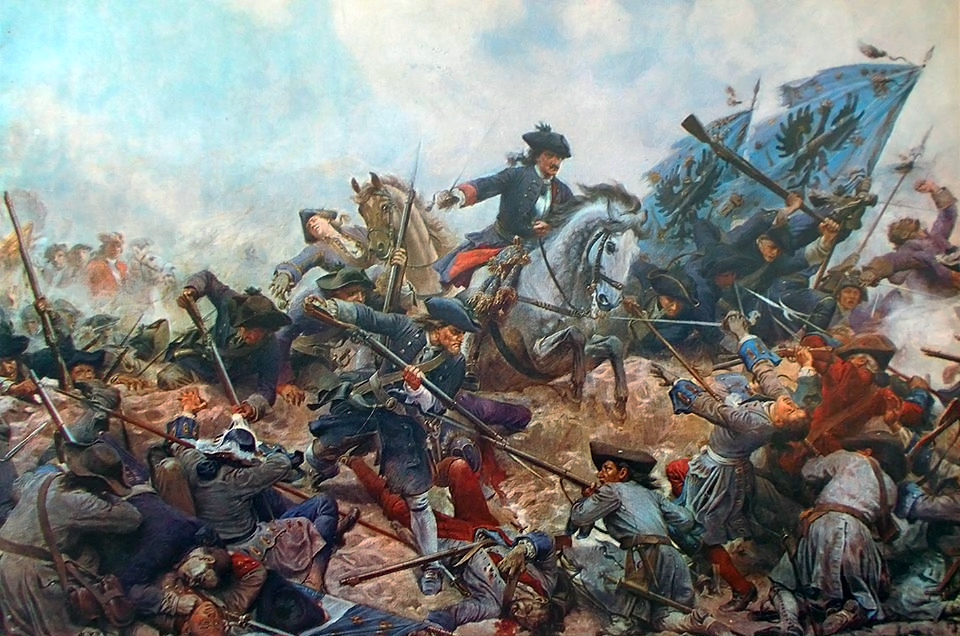
Carica del Principe d'Anhalt di
E. Knackfuss

Il periodo moderno della storia di Torino è caratterizzato da una significativa crescita economica, politica e culturale della città, crescita evidenziata dall'assegnazione del titolo di capitale del Ducato di Savoia, dall'ampliamento della città e dalla costruzione della maggior parte delle regge Sabaude presenti sul suo territorio. Tuttavia, nello stesso periodo, la città ha affrontato diverse difficoltà, in particolare diverse epidemie di peste e la continua competizione con il vicino Regno di Francia, scaturita in diverse battaglie, assedi e occupazioni da parte di quest'ultimo.
La prima metà del XVI secolo è, per Torino, un'epoca difficile, segnata da due epidemie di peste (nel 1510 e nel 1522) e continue scorrerie da parte degli eserciti di Francesco I e Carlo V: fra il 1536 e il 1559 la città venne occupata e annessa al Regno di Francia. L'inizio del secolo è anche segnato, però, da un aumento del prestigio religioso grazie alla costruzione del Duomo e l'elevazione, nel 1515, a sede arcivescovile.
Nel 1563, dopo la pace di Cateau-Cambrésis (1559), per disposizione del duca Emanuele Filiberto di Savoia, la città divenne capitale al posto di Chambéry, e venne dotata di mura moderne e di una cittadella pentagonale. Il secolo si concluse con la terza epidemia di peste, avvenuta nel 1599.

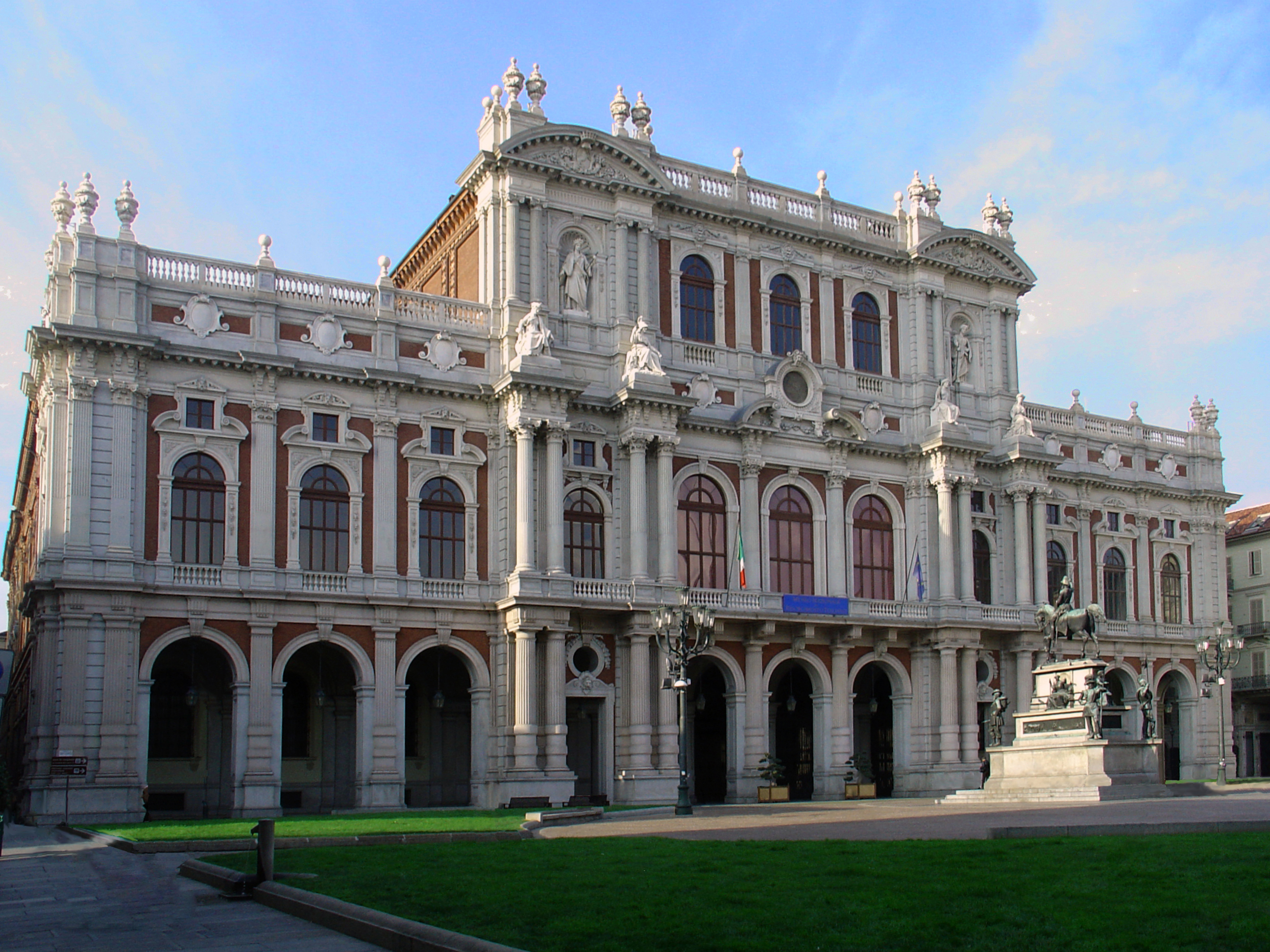
Palazzo Carignano (lato p.zza Carlo Alberto), sede, dal 1848 al 1860, della Camera dei deputati del Regno di Sardegna e poi, dal 1861 al 1865, della Camera dei deputati italiana.

Il XVII secolo fu un periodo complesso e fiorente per la città, che dovette affrontare guerre e malattie ma, al contempo, il progressivo aumento del prestigio e della potenza del ducato si rifletté nella crescita delle dimensioni e della ricchezza della città, la quale registrò due espansioni. Tra il 1600 e il 1630, Torino e il suo territorio subirono molti episodi bellici di carattere politico o religioso; le guerre tra cattolici e valdesi contribuirono fortemente a destabilizzare l'equilibrio sociale, provocando inevitabili ripercussioni sull'economia locale. Nel 1620, comunque, Carlo Emanuele I ordinò l'espansione della città verso sud, con la costruzione della cosiddettà "Città Nuova". Nel 1630 avvenne la quarta epidemia di peste di Torino, la più grave per la città, con circa ottomila morti in meno di un anno e il trasferimento temporaneo della corte a Cherasco. Un conflitto più severo avvenne, per Torino, nel 1639, nel contesto della guerra civile piemontese: in seguito a una disputa ereditaria, la città fu conquistata dalla fazione dei principisti e, successivamente, assediata dall'esercito francese. Sia la città che la cittadella subirono danni significativi durante gli scontri. Nel 1656 avvenne l'ultima epidemia di peste la quale, fortunatamente, colpì solo marginalmente la città.
La seconda metà del XVII secolo fu un periodo fiorente per la città: la cosiddetta "Torino barocca" vide un secondo ampliamento (1673, verso est) e la costruzione di diversi edifici, civili e religiosi, anche con grosse committenze. La richiesta di manodopera richiamò in città molte persone, portando la popolazione della città dai 36.649 abitanti del 1631 a 43.866 del 1702.
Nel 1706 Torino subì l'assedio da parte delle truppe franco-spagnole nell'ambito della guerra di successione spagnola. La città e l'esercito sabaudo resistettero per centodiciassette giorni e respinsero così la violenta controffensiva francese. Nel 1713 i duchi di Savoia ottennero il titolo di re, prima di Sicilia e poi, in cambio della Sicilia, di Sardegna. In entrambi i casi tuttavia i due regni rimasero separati dal Ducato di Savoia, e quindi da Torino, trovandosi solamente in unione personale sotto il Casato dei Savoia. La parentesi siciliana durò effettivamente molto poco (sette anni), mentre l'unione con la Sardegna rimase tale fino al 1847, allorché Carlo Alberto di Savoia concesse la cosiddetta Fusione perfetta fra i suoi domini e quindi Torino, anche formalmente, divenne la città capitale del Regno di Sardegna, anche se di fatto tutte le decisioni più importanti venivano già prese a Torino, anche per quanto riguardava la Sardegna.

### Età contemporanea

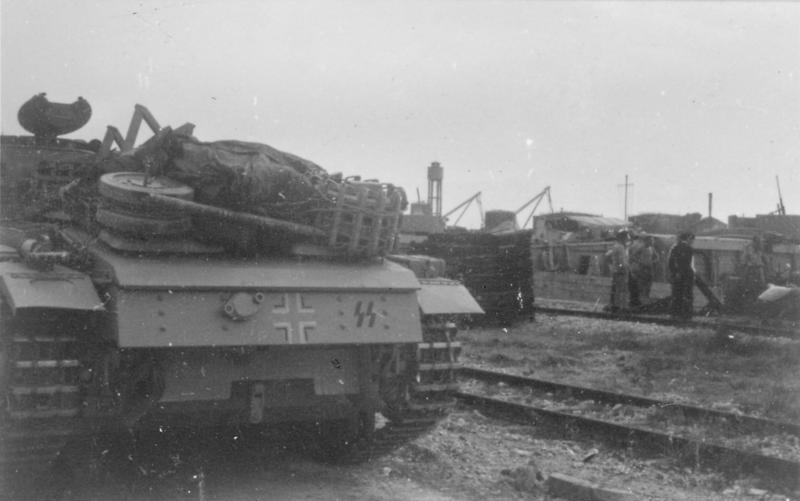
Semoventi d'artiglieria tedesca a Torino dopo l'annuncio dell'armistizio, nel settembre del 1943

Il 26 giugno 1800 Torino ebbe una breve visita del vincitore della seconda campagna d'Italia, Napoleone Bonaparte, e poco dopo iniziarono i preparativi per l'annessione del Piemonte alla Francia. S'insediò a Torino il generale Dupont, Ministro straordinario francese per il Piemonte, che nominò una Commissione di governo composta da sette membri, sostituita poi il 4 agosto dal successore di Dupont, il generale Jourdan. Il 19 aprile 1801 Jourdan soppresse tutte le istituzioni governative e divenne Amministratore generale del Piemonte, assistito da un Consiglio di sei membri piemontesi e infine, dopo l'abdicazione di Carlo Emanuele IV di Savoia, il 21 settembre 1802 i sei dipartimenti in cui era stato diviso il Piemonte (Torino apparteneva al dipartimento del Po e inoltre a essa faceva capo uno dei tre circondari in cui era diviso il dipartimento stesso) furono raggruppati in una regione francese denominata Au delà des Alpes, della quale Torino divenne il capoluogo e tale rimase fino alla Restaurazione. Durante l'occupazione francese, diverse opere d'arte presero la via della Francia a causa delle spoliazioni napoleoniche. Secondo il catalogo pubblicato nel Bulletin de la Société de l'art français del 1936 delle 66 opere d'arte provenienti da Torino e inviate in Francia nel 1799, solo 46 fecero ritorno in Italia dopo il Congresso di Vienna.
Il Congresso di Vienna e la Restaurazione diedero al Piemonte il territorio della Liguria (precedentemente repubbliche marinare di Genova e Noli) gettando così, anche se involontariamente, le basi del processo che porterà in poco più di cinquant'anni all'Unità d'Italia. Torino fu la prima capitale del nuovo Stato unitario dal 1861 al 1865, dopodiché la capitale divenne Firenze e, dal 1871, Roma.
La fine del XIX secolo e l'inizio del novecento videro Torino svilupparsi come città industriale: nel 1899 Giovanni Agnelli, insieme ad altri soci, vi fondò la FIAT, nel 1906 Vincenzo Lancia la fabbrica automobilistica che portava il suo nome, e insieme a esse sorsero numerose altre realtà produttive.

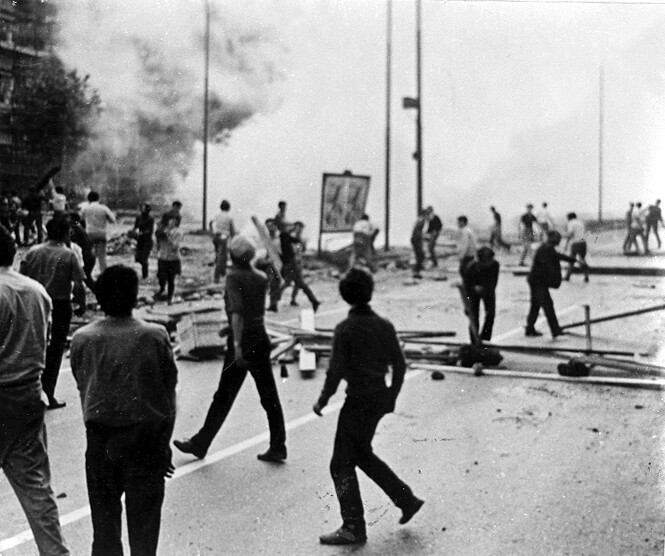
Scontri in corso Traiano a Torino nel luglio 1962

L'entrata in guerra dell'Italia nella prima guerra mondiale (1915-18) segnò pesantemente la popolazione. Nel 1919-20 si acuirono i conflitti sociali (il cosiddetto Biennio rosso), sulla spinta di un forte aumento dei prezzi. Molte fabbriche, in primis la FIAT, vennero occupate dagli operai che continuarono in alcuni casi la produzione autonomamente. Nel 1922, con la marcia su Roma, il fascismo conquistò il potere. Questo periodo venne segnato da numerose aggressioni squadriste nei confronti degli oppositori. In città la più nota è conosciuta come la strage di Torino: ebbe inizio il 18 dicembre 1922 (da cui l'omonima piazza) e causò la morte di 11 antifascisti e l'incendio della Camera del Lavoro della città, a opera dei fascisti guidati da Piero Brandimarte.
Dopo l'entrata in guerra dell'Italia il 10 giugno 1940, Torino, fondamentale polo industriale, venne ripetutamente bombardata dagli Alleati: il primo attacco ebbe luogo l'11 giugno 1940, gli ultimi nel 1945 (la massima intensità fu raggiunta nel 1943). Nel 1943 ebbe inizio a Torino l'ondata di scioperi nella grande industria che coinvolse quasi tutta l'Italia settentrionale e segnò la ripresa del movimento antifascista. Dopo l'8 settembre Torino venne occupata dalle truppe naziste e repubblichine che si macchiarono di numerosi eccidi, come quello del Pian del Lot, esecuzioni e deportazioni.
Furono altresì attive in città le formazioni partigiane dei Gruppi (GAP) e delle Squadre di azione patriottica (SAP). Il 25 aprile 1945 il Comitato di Liberazione Nazionale, che aveva la propria sede regionale presso la conceria Fiorio, proclamò l'ordine di insurrezione generale e con esso i Partigiani presero il controllo della città ponendo fine all'occupazione nazifascista. Alcuni giorni dopo, il 3 maggio 1945, giunsero anche le prime truppe alleate.
Nonostante fosse l'antica capitale sabauda, al referendum istituzionale del 1946 nel comune di Torino ben il 61,4% (252.001 elettori) votò per la Repubblica e solo il 38,5% (158.368) votò per il mantenimento della monarchia.
Dopo il secondo dopoguerra Torino fu il simbolo della crescita economica dell'Italia, tanto che riuscì ad attirare centinaia di migliaia di emigranti dal Sud dell'Italia e dal Veneto per via delle richieste di manodopera negli stabilimenti automobilistici (circa mezzo milione nel ventennio 1951-1971).
Nel 1974 la città raggiunse gli 1,2 milioni di abitanti. Il numero di immigrati fu tanto consistente che il sindaco Diego Novelli (1975–1985) definì Torino "la terza città meridionale d'Italia per popolazione dopo Napoli e Palermo".
Sul finire degli anni '80 cominciò un'importante opera di restauro del centro storico, in ragione della graduale conversione della città da polo industriale a polo culturale e turistico.

### Simboli
Lo stemma della Città di Torino, riconosciuto dallo Stato con decreto del Capo del Governo dell'11 agosto 1931, è costituito da uno scudo svizzero azzurro a cui è sovrapposto un toro rampante d'oro e con le corna d'argento; lo scudo è sormontato da una corona comitale a nove perle.

### Onorificenze
La città di Torino è la quinta tra le ventisette Città decorate di medaglia d'oro come "benemerite del Risorgimento nazionale" per le azioni patriottiche che ebbero luogo nella città nel periodo del Risorgimento:
Torino figura inoltre tra le Città decorate al valor militare per la guerra di liberazione, insignita della medaglia d'oro al valor militare per i sacrifici delle sue popolazioni e per la sua attività nella lotta partigiana durante la seconda guerra mondiale:

## Strade

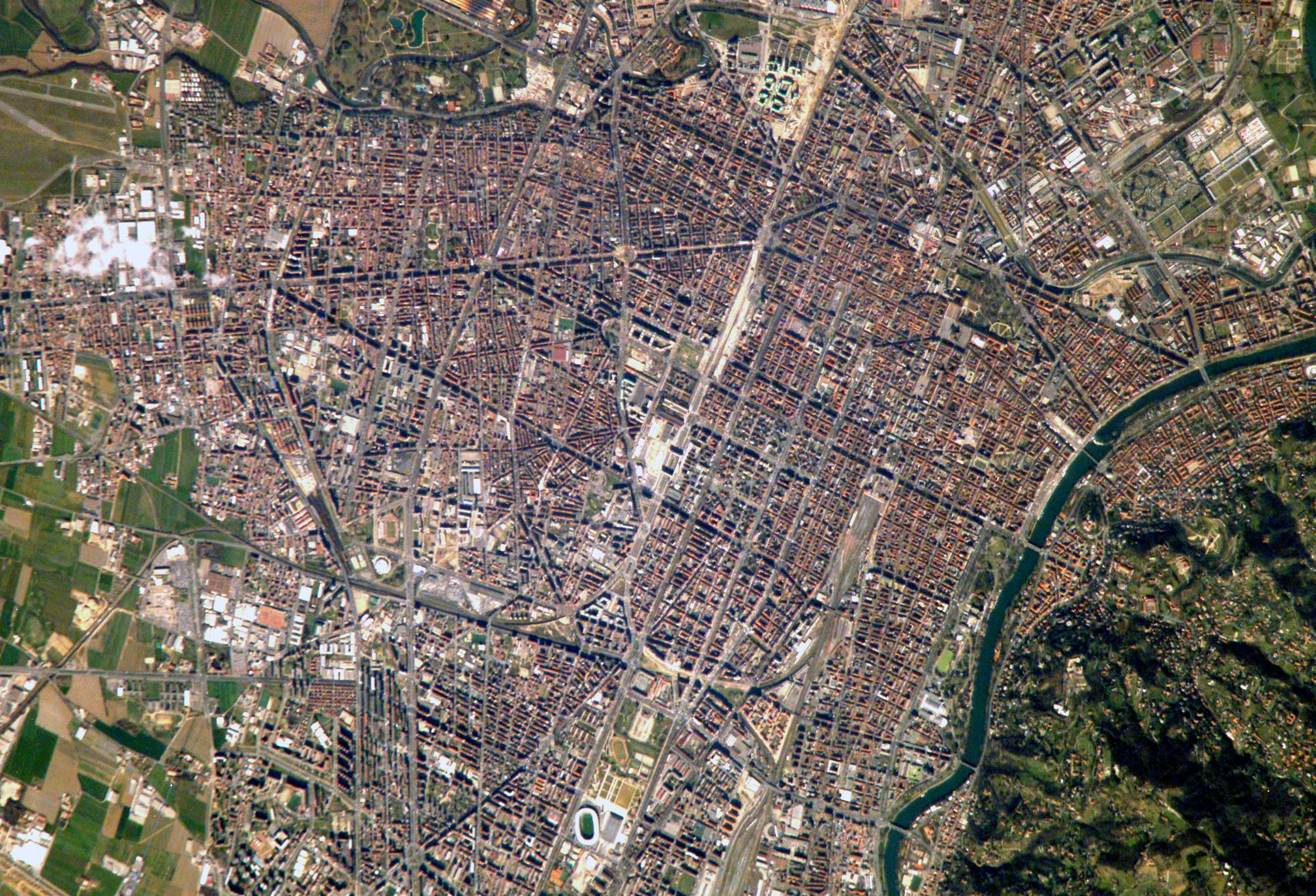
Torino dal satellite

### Reticolo viario
A differenza della stragrande maggioranza delle città italiane, che hanno una struttura viaria concentrica, con uno sviluppo di arterie radiali culminanti nel centro cittadino, sede delle principali attività pubbliche, il reticolo viario della città di Torino disegna una pianta a scacchiera, le sue vie cioè si sviluppano in linea retta incrociandosi a 90° con un orientamento simile a quello del castrum romano: un cardo maximus (direzione nord-sud) e un decumanus maximus (direzione est-ovest), incrociantisi al centro del castrum, e parallele alle quali dovevano svilupparsi tutte le altre vie interne al castrum. Questo assetto fu in parte perso durante il medioevo come in molte altre città (e infatti il moderno quadrilatero romano include molte strade non perpendicolari). La pianta a scacchiera della città odierna però discende principalmente dall'ampliamento avvenuto all'inizio del seicento a opera di Carlo di Castellamonte. La pianta a scacchiera si rifece non all'origine romana, ma ai principi di ordine del Rinascimento ed era intesa a rappresentare il nuovo ordine e potere ducale di Torino, nuova capitale dei duchi di Savoia. Successivi ampliamenti a scacchiera furono eseguiti dal figlio Amedeo di Castellamonte e proseguirono per il resto della storia cittadina.
Essa facilita notevolmente l'orientamento e, grazie anche ai grandi viali alberati (che naturalmente seguono le direttrici delle altre vie), rende più scorrevole anche la circolazione meccanizzata, sia dei mezzi pubblici che di quelli privati.

### Viali e corsi

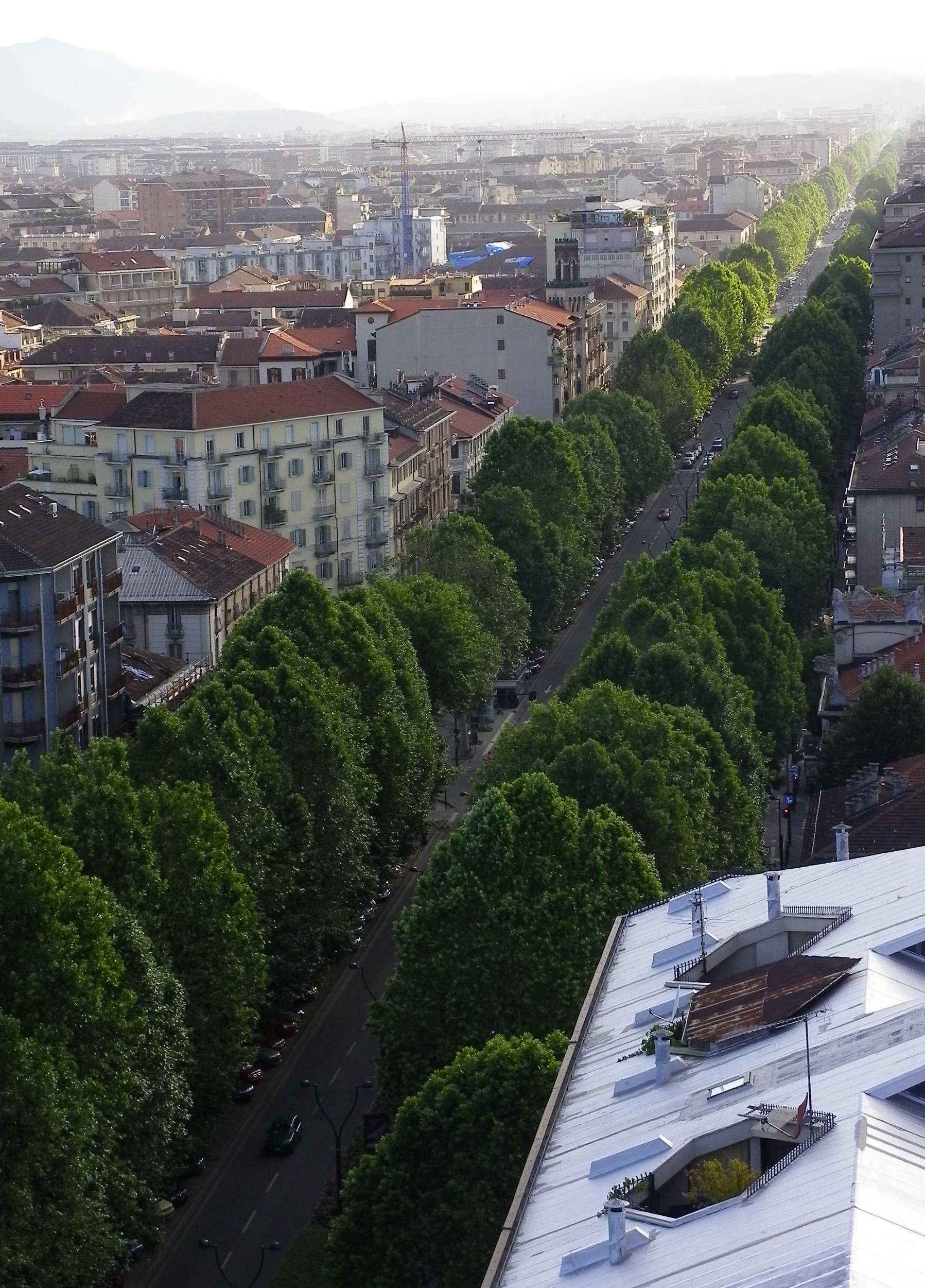
Corso Francia

I viali alberati di Torino rappresentano un elemento distintivo del tessuto urbano della città. Essi vengono spesso accostati, per storia e caratteristiche, ai boulevard di Parigi. Il patrimonio arboreo stradale di Torino si sviluppa lungo 320 km di viali, presenti in particolare nella zona centrale, ed è composto da circa 60000 esemplari; le specie più rappresentate sono platano, tiglio, bagolaro, acero e ippocastano. I boulevard di Torino sono suddivisi in due o tre diverse carreggiate: di norma i più antichi, come Corso Vittorio Emanuele, Corso Francia e Corso Regina Margherita, presentano una carreggiata centrale con almeno due corsie per senso di marcia, divisa da alberate dalle altre due carreggiate laterali, dette controviali.

Le prime piantumazioni di alberi nelle strade cittadine risalgono al XVII secolo: inizialmente, gli alberi, vennero piantati a delimitare i viali extracittadini (ma oggi inglobati nel tessuto urbano) che collegavano le residenze suburbane con la città; il più celebre era l'Allea Oscura, oggi scomparsa, che collegava la porta Nuova con il Castello del Valentino. Il primo viale urbano propriamente detto risale alla fine del XVIII secolo, quando venne realizzato un passeggio pubblico tra l’Arsenale militare e la cittadella. Con l'occupazione napoleonica di inizio ottocento, l'impianto cittadino, in particolare quello militare, venne completamente rivoluzionato secondo i canoni urbanistici illuministi: nel 1808 il consiglio degli edili, insieme all'allora sindaco Giovanni Negro, stilò un progetto urbanistico generale. La parte riguardante i viali venne effetivamente iniziata a partire dal 1814, con alcuni lievi rimaneggiamenti, realizzata principalmente a opera dell'architetto Lorenzo Lombardi. I lavori proseguirono per tutto l'Ottocento e, fra gli autori di questo incremento, vi fu anche l'architetto Jean-Pierre Barillet-Deschamps il quale fu direttore della "Divisione Giardini e Parchi di Torino" dal 1858 al 1891. Negli anni successivi, l'attenzione per i viali alberati crebbe, e con essa la consapevolezza dell'importanza di questi elementi per il benessere della città e dei suoi abitanti. Nel corso del Novecento, numerose furono le iniziative promosse dalle amministrazioni comunali per il potenziamento dei viali alberati, anche grazie alla collaborazione di importanti architetti e urbanisti, tra cui Marcello Piacentini.

## Monumenti e luoghi d'interesse
Torino vanta un patrimonio urbano di grande importanza storica ed artistica. La storia millenaria si riflette nella presenza di edifici che spaziano in moltissimi stili architettonici differenti, dagli edifici romani ai più contemporanei. A causa delle imponenti opere di pianificazione urbana effettuate a partire dal XVI secolo da parte della corte sabauda, però, Torino ha conservato un numero limitato di edifici e monumenti precedenti all'epoca barocca, rappresentati, per lo più, da edifici religiosi. L'impostazione urbanistica attuale deriva principalmente, dunque, degli imponenti rimaneggiamenti operati col passaggio della capitale a Torino: le zone centrali, in particolare, sono ricche di palazzi nobiliari, teatri e chiese; tipici della città sono anche i grandi viali alberati e i portici che adornano diverse strade e piazze, caratteristiche che iniziano a prodursi in questo periodo. Importanti anche gli interventi contemporanei, nati soprattutto in occasione dell'evoluzione industriale del XX secolo e quella post-industriale del XXI secolo. Altra caratteristica cittadina è la grande presenza di parchi e aree verdi, sia in centro che nelle zone periferiche. Pochi sono, invece, gli esempi di edilizia militare architettonicamente rilevante, a causa delle demolizioni operate nel periodo napoleonico. Da citare, infine, le cascine "a corte chiusa", presenti a partire dall'epoca medievale nel circondario di Torino (oggi facente parte del territorio comunale).

### Architetture religiose
Sul territorio comunale di Torino sono presenti 177 edifici di culto con architettura religiosa. Di questi, solo due, il tempio Valdese e la sinagoga, sono stati costruiti in principio con destinazione non cattolica; altri cinque edifici, Santa Croce, San Michele, la Santissima Annunziata delle Orfane, Sant'Antonio da Padova e Santissimo Redentore sono nate come chiese cattoliche ma sono oggi destinate a riti di culto ortodosso, bizantino o luterano. Per quanto riguarda gli stili architettonici, se si escludono le numerose chiese moderne costruite ex novo dopo la seconda guerra mondiale a seguito della forte espansione abitativa della città conseguente il grande flusso immigratorio degli anni cinquanta e sessanta, la maggior parte delle chiese di Torino sono state costruite nei secoli XVII e XVIII; lo stile architettonico prevalente è il barocco, ma non mancano esempi di stile rinascimentale e neoclassico o di commistioni fra uno di questi e il barocco (tipo facciata neoclassica e corpo barocco). Alla progettazione e realizzazione delle opere relative hanno contribuito architetti di chiara fama, fra i quali Amedeo e Carlo di Castellamonte, Andrea Costaguta, Guarino Guarini, Filippo Juvarra, Filippo Giovanni Battista Nicolis di Robilant, Giuseppe e Bartolomeo Gallo, Bernardo Antonio Vittone, Ascanio Vittozzi, Pietro Bonvicini e Nicola Mosso.

La cattedrale della città è il Duomo di Torino, dedicato a San Giovanni Battista, situata nel centro storico e sede dell'arcidiocesi di Torino. Altri tre edifici di altissimo pregio, considerati fra i monumenti-simbolo della città, sono la basilica di Superga, capolavoro Juvarriano in stile tardo-barocco, la chiesa della Gran Madre di Dio, suggestiva opera in stile neoclassico situata sulle rive del Po, e la Cappella della Sindone, opera di Guarino Guarini, contenente il sudario e inserita, insieme al palazzo reale di cui fa parte, nella lista dei patrimoni dell'umanità. Ulteriori edifici di rilevanza storica o architettonica comprendono la chiesa di san Domenico, edificio in stile gotico risalente al 1227, la chiesa più antica ancora in uso della città di Torino, le "chiese gemelle" di piazza San Carlo, ossia San Carlo e Santa Cristina, Santa Maria al Monte dei Cappuccini situata sulla collina omonima e famosa per la vista panoramica e, infine, la chiesa di Santa Elisabetta uno dei pochissimi esempi di chiese in stile liberty. Da citare, in ultimo, il fatto che la Mole Antonelliana fu progettata e finanziata inizialmente come tempio israelitico, ma la lievitazione dei costi in corso d'opera fu tale che la comunità israelitica non fu più in grado di sostenerne l'onere quindi vi subentrò il Comune che la terminò riconvertendola a uso civile. Per quanto riguarda l'architettura sepolcrale, Torino presenta sei cimiteri comunali. Fra questi, quello maggiore per importanza e dimensioni è certamente il Cimitero Monumentale, di pregevole fattura, il quale contiene numerosi monumenti funebri di personaggi famosi. Altro cimitero degno di nota è il Cimitero di San Pietro in Vincoli: sito nell'omonima via del borgo Aurora, fu il primo cimitero della città, costruito nel 1777 sui disegni dell'architetto Francesco Valeriano Dellala ma dismesso nel 1829 a causa delle dimensioni troppo esigue. Oggi è utilizzato come sede per eventi artistici e culturali.

### Architetture civili
Torino presenta un gran numero di edifici civili d'importanza storico-artistica elevata. Come per il resto del contesto urbano, gli stili più rappresentati sono quelli successivi ai rifacimenti cominciati nel XVII secolo.
Per quanto riguarda gli edifici dell'età antica o romana, in città son presenti più che altro resti murari e scavi archeologici: fra i più importanti il Teatro romano di Torino, alcune abitazioni e domus, soprattutto di epoca imperiale, una necropoli nel sottosuolo di Piazza San Carlo e un avamposto taurino, il Bric San Vito. Spicca, però, la presenza della Porta Palatina, uno degli esempi meglio conservati di porta urbica di epoca romana.
In merito all'epoca medievale e rinascimentale, gli edifici civili rimasti sono rappresentati da cinque palazzi (Casa dei Romagnano, Casa del Senato, Casa del Pingone, Casa Broglia e Palazzo Scaglia di Verrua). Di grande importanza è la residenza fortificata dei principi di Acaja in Piazza Castello, edificio in parte rimaneggiato e oggi inglobato nel complesso denominato Palazzo Madama e Casaforte degli Acaja.
Una caratteristica di Torino è costituita dai portici che si sviluppano per oltre 18 km, dei quali circa 12 sono interconnessi. I primi portici risalivano al Medioevo ma è a partire dal XVII secolo che s'incominciò a costruire i portici monumentali tuttora presenti. La prima testimonianza è l'ordinanza di Carlo Emanuele I di Savoia del 16 giugno 1606 in merito alla costruzione di piazza Castello secondo il progetto di Ascanio Vittozzi, che comprendeva portici attorno a tutta la piazza. Anche nel progetto di piazza San Carlo di Amedeo di Castellamonte di qualche anno successivo erano previsti portici tutt'intorno. Negli stessi anni Filippo Juvarra costruì i portici di porta Palazzo. Nel 1765 Benedetto Alfieri ebbe l'incarico di rifare i portici di piazza Palazzo di Città mentre nel corso del XIX secolo si aggiunsero quelli delle attuali piazza Vittorio Veneto, piazza Carlo Felice e piazza Statuto. Le stazioni ferroviarie di Porta Nuova e Porta Susa vennero congiunte con un percorso porticato attraverso via Nizza, via Sacchi, Corso Vittorio Emanuele II, Corso Vinzaglio e via Cernaia. Il portico che unisce piazza Castello a Piazza Vittorio Veneto attraverso via Po sul lato sinistro fu progettato in modo tale da proseguire anche nell'attraversamento delle vie laterali per permettere al re di giungere fino al Po senza bagnarsi in caso di pioggia.
Di gran lunga più numerosi sono gli esempi di edilizia civile di epoca moderna, in particolare in stile barocco. Con lo spostamento della capitale in città, infatti, la famiglia regnante dispose diverse espansioni e un rinnovamento dell'assetto cittadino basato su modelli assolutistici che è alla base dell'assetto urbanistico e architettonico del centro di Torino. Innumerevoli palazzi nobiliari o altoborghesi costellano le vie e le piazze porticate secondo i progetti di eccellenti architetti dell'epoca, contribuendo all'affermazione del barocco nella città sabauda; fra questi si possono citare Ascanio Vitozzi, Carlo di Castellamonte e suo figlio Amedeo, Guarino Guarini, Filippo Juvarra, Benedetto Alfieri e Bernardo Antonio Vittone. 
Tra i maggiori esempi dell'architettura civile barocca a Torino vi sono le residenze sabaude, ossia le nuove sedi della corte sabauda. Queste sono una serie di edifici nati nell'ambito di un progetto di pianificazione territoriale composto dal rifacimento di antichi castelli e la costruzione di nuove residenze, delizie e capricci, sia all'interno che nella cintura verde che circonda la capitale di quello che sarebbe diventato il Regno di Sardegna. Attualmente, la maggior parte di queste opere sono iscritte, collettivamente, nella lista del Patrimonio Mondiale dell'UNESCO e, di queste, undici sono situate entro il perimetro cittadino:
- Zona di comando, comprendente:
  - Palazzo Reale di Torino
  - Palazzo Chiablese
  - Biblioteca Reale
  - Armeria Reale
  - Facciata del Teatro Regio
  - Palazzo della Prefettura (ex-Regie Segreterie di Stato)
  - Cavallerizza Reale
  - Regia Zecca - attuale Questura in via Verdi
  - Archivio di Stato di Torino (ex-archivio di Corte)
  - Accademia Reale di Torino (ex-Accademia Militare)
- Palazzo Madama
- Palazzo Carignano
- Villa della Regina
- Castello del Valentino

Moltissimi anche gli esempi delle varie correnti revivaliste che si possono trovare in città, specialmente in stile neoclassico, neogotico ed eclettico. In particolare, il neoclassicismo a Torino, fortemente ispirato a quello parigino, ebbe una forte valenza urbanistica, piuttosto che architettonica: le antiche fortificazioni furono demolite, con la realizzazione di nuovi assi stradali e quartieri. Il ridotto controllo del governo sullo stile architettonico da mantenere fece sì che lo stile neoclassico e gli altri stili revivalisti furono espressione, principalmente, dell'edilizia privata: diversi palazzi, nobiliari ma, soprattutto, alto-borghesi, teatri e altre opere civili a firma di architetti quali Ferdinando Bonsignore, Bernardo Vittone, Giuseppe Battista Piacenza e Alessandro Antonelli, cominciarono a sorgere nei quartieri nuovi della città. Proseguì la porticatura di diverse vie e piazze rendendo i portici una vera e propria caratteristica urbana. Due opere di questo periodo che spiccano per importanza e peculiarità sono rappresentate dalla Mole Antonelliana, edificio oggi simbolo della città, e il Borgo Medievale, riproduzione alquanto fedele di un tipico borgo tardo medievale edificata in occasione dell'Expo del 1884. Infine, le tre gallerie commerciali storiche del capoluogo piemontese - Subalpina, Umberto I e San Federico, sono costruite secondo i canoni revivalisti.
Particolare successo ebbe lo stile liberty. Nello specifico panorama torinese il liberty risentì, nelle sue maggiori opere, dell'influenza dell'importante scuola parigina e di quella belga divenendo uno dei maggiori esempi italiani di questa corrente, tanto da decretare Torino come una delle capitali italiane dello stile liberty, non senza subire anche inevitabili incursioni eclettiche e déco. Sebbene vi siano diversi esempi di architetture liberty nelle zone centrali del capoluogo, come i quartieri del centro storico, Crocetta, San Salvario e collina, i quartieri che presentano la maggior parte delle opere sono quelli di San Donato e Cit Turin. L'architetto più prolifico fu, certamente, Pietro Fenoglio, autore, fra gli altri, di Villino Raby, Villa Scott e Casa Fenoglio-Lafleur. Altre opere d'interesse, edificate in questo stile, sono il villaggio Leumann, intero quartiere residenziale progettato per gli operai della fabbrica Leumann, sita nel quartiere stesso, e la prima fabbrica della Fiat (oggi museo e archivio storico della fabbrica). In virtù di questo ricco patrimonio architettonico, la città ha ricevuto, nel 2023, l'onorificenza Best LibertyCity ("Miglior città dell'"Art Nouveau" o "città liberty dell'anno") dall'Associazione Nazionale Italia Liberty.
Nell'epoca che intercorre fra le due guerre i risultati più significativi a livello urbano e architettonico sono stati influenzati dal contesto politico, con la costruzione di diversi edifici della cosiddetta architettura fascista. A differenza di altre località italiane, lo stile architettonico nella città di Torino risulta, però, più moderato, meno retorico e maggiormente pragmatico, in sintonia sia con l'assetto urbano cittadino che con la vocazione operaia della popolazione torinese di quell'epoca: i progetti risultano spesso essere una mediazione fra gli stili contemporanei (soprattutto di stampo funzionalista, razionalistae littorio) e una reinterpretazione di linguaggi tradizionali. Poco presente è, infatti, lo stile monumentale, ampiamente adottato in diverse realtà nazionali e invece riscontrabile, a Torino, in pochi esempi fra cui l'imponente ricostruzione di Via Roma ad opera dell'architetto Marcello Piacentini. Le opere civili comprendono opere pubbliche e private, di tipo residenziale, industriale, politico-governativo e sportivo. Fra i maggiori contributori si ritrovano architetti quali Armando Melis de Villa, Giovanni Antonio Porcheddu, Giuseppe Momo ed Eugenio Vittorio Ballatore di Rosana, autori, ad esempio, della controversa Torre Littoria (Torino), gli stabilimenti della FIAT a Lingotto e Fiat Mirafiori, lo Stadio Mussolini e il Palazzo della Moda.
I bombardamenti occorsi durante la seconda guerra mondiale produssero la distruzione di circa un terzo del patrimonio urbano torinese, a cui la municipalità rispose con una ricostruzione generalmente poco regolata e disomognea, atta a rispondere nel breve termine alle esigenze abitative e lavorative della popolazione cittadina: molti dei quartieri sorti in questo periodo, soprattutto nelle periferie, sono caratterizzati da edifici di scarso prestigio e qualità tipici dell'uso cosiddetto palazzinaro. Pochi gli esempi di particolare pregio costruiti nella seconda metà XX secolo: fra questi si possono citare la ricostruzione del Teatro regio, i grattacieli Lancia e RAI, il Palazzo della Provincia, la Torre BBPR, il Palazzo a Vela ed il vicino Palazzo del Lavoro. Con il nuovo millennio, in seguito ad una spinta di post-industrializzazione e politiche di riqualificazione cittadina, in città sono sorte diverse opere prestigiose: i grattacieli della Regione e di Intesa San Paolo, a firma delle archistar Renzo Piano e Massimiliano Fuksas, il modernissimo Juventus Stadium, la Stazione Porta Susa e il progetto della Spina Centrale, oltre al recupero del patrimonio edilizio in varie zone della città.

### Mercati

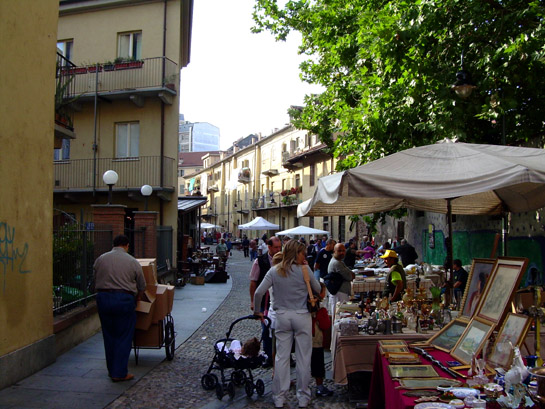
Il Balon

A Torino sono presenti 49 mercati rionali. Sebbene non sia la città che ne ospita il maggior numero, il record è tuttavia costituito dal fatto che sono fissi, aperti tutti i giorni e dislocati in tutti i quartieri. I più importanti per ampiezza e giro d'affari si svolgono in Piazza Benefica, in Corso Alcide De Gasperi, in via Onorato Vigliani, in corso Svizzera, in Corso Racconigi e in piazza Barcellona.
Il mercato più famoso è Porta Palazzo (Pòrta Pila in Lingua piemontese), che è il mercato all'aperto più grande d'Europa.
Ogni sabato nei pressi si tiene il Balon, un grande mercato all'aperto dell'usato, che la seconda domenica di ogni mese diventa Gran Balon, in cui si vendono anche oggetti di antiquariato.
Nel 2011 il regista torinese Daniele Gaglianone ha realizzato il film documentario Uomini e mercati centrato sui mercati di Porta Palazzo, Piazza Benefica e Corso Spezia.

### Aree naturali
Torino è una delle città italiane con più verde pubblico per abitante. Su una superficie cittadina di 130 km², vi sono infatti ben 21,37 km² di aree verdi: il che vuol dire che ogni abitante dispone di circa 23,6 m² di verde. In città sono presenti 60.000 alberi lungo le strade e 100.000 alberi nei parchi. In più, grazie ad un indice di verde visibile del 16,2%, Torino si piazza al tredicesimo posto tra le diciassette città con più alberi nel mondo.
Nel quartiere San Salvario, caratteristico è il Condominio 25 Verde, il cui principio è lo stesso del più imponente (perché grattacielo) Bosco Verticale di Milano.

#### Parchi

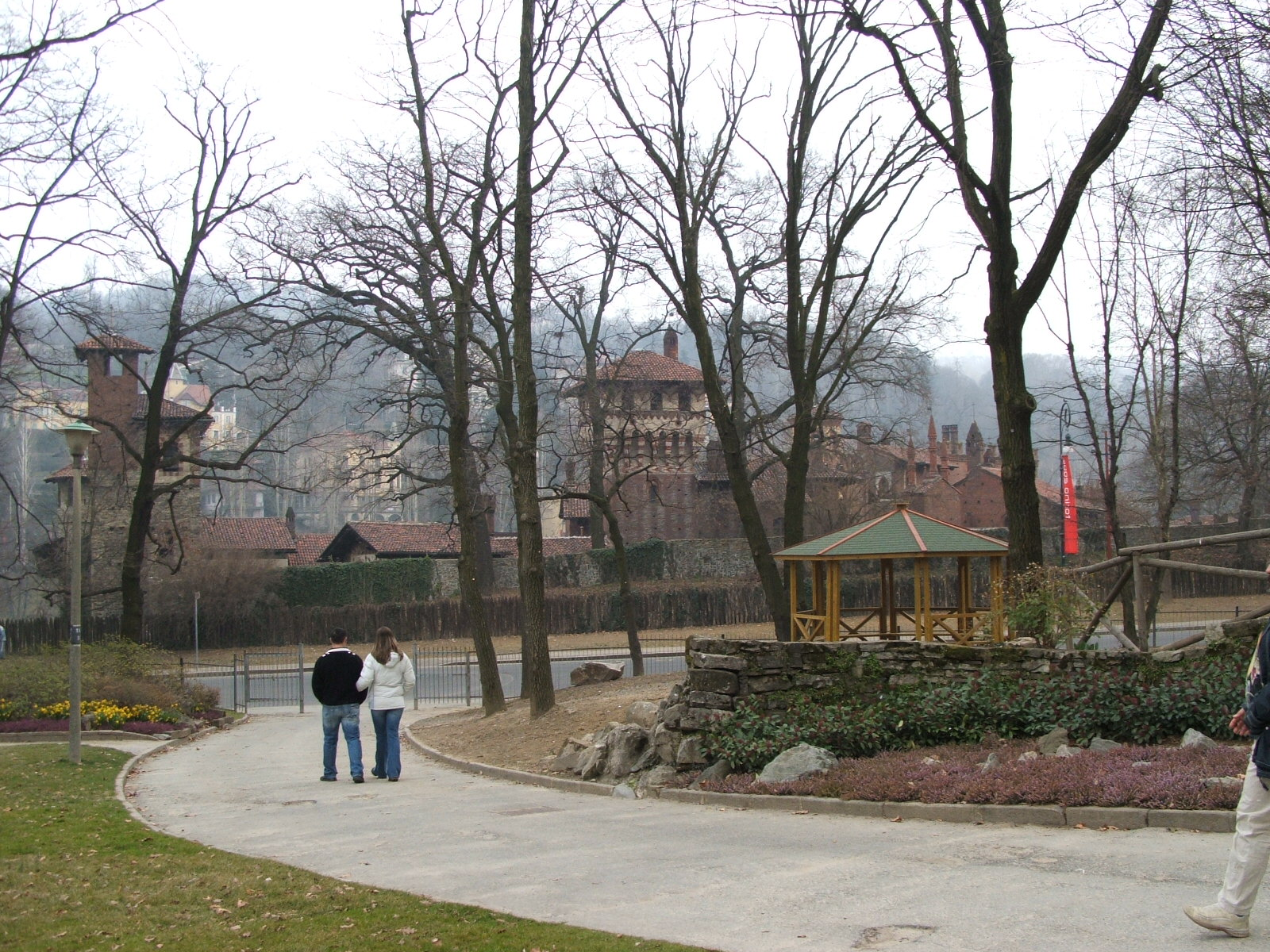
Parco del Valentino

Torino dispone di 51 parchi nell'area urbana e quelli più grandi e frequentati sono:
il Parco del Valentino, il Parco della Pellerina, il Parco Colletta, il Parco Rignon e i più recenti Parco Ruffini e Parco Colonnetti. Attorno alla città, ad anello, vi sono il Parco della Mandria (nei pressi di Venaria) e il Parco della Palazzina di caccia di Stupinigi (nei pressi di Nichelino), antiche riserve di caccia dei Savoia, e quelli situati sulla collina torinese quali il Parco della Rimembranza o il Parco Europa. Nei vari quartieri della città sono presenti molti piccoli parchi, che ospitano 240 aree gioco per bimbi. Il sindaco Amedeo Peyron realizzò, agli inizi degli anni sessanta, il primo giardino in Italia dotato di giochi per bambini. Secondo un rapporto di Legambiente del 2007, Torino è la prima città italiana per strutture e politiche dedicate all'infanzia.

#### Alberi monumentali e secolari

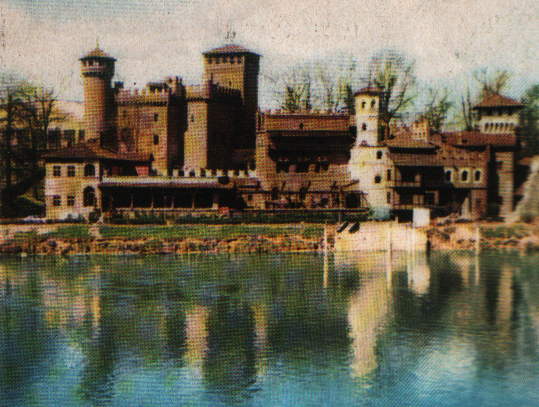
Il Borgo e la Rocca medievali, all'interno del Valentino

Torino ospita diversi grandi alberi. Dal grande platano del Parco della Tesoriera (660 cm di circonferenza del tronco, oltre due secoli di vita) ai platani del Parco del Valentino, dalle metasequoie del Giardino Roccioso inaugurato nel 1961 agli alberi più annosi dell'Orto Botanico fondato nel 1729, adiacente alle mura del Castello del Valentino. Torino ospita anche alberi esotici secolari come le sequoie costali (Sequoia sempervirens) dei parchi collinari di Villa Genero e Giacomo Leopardi, i numerosi esemplari di Noce del Caucaso (Pterocarya fraxinifolia) che costeggiano il Po e compaiono in parchi pubblici come i Giardini Cavour, il giardino Sambuy, i Giardini Reali Bassi (lungo Corso San Maurizio), il parco Millefonti. Due spettacolari esemplari di carpino bianco (Carpinus betulus) arricchiscono il grande Parco della Rimembranza che si dispiega lungo il Colle della Maddalena.

#### Via Francigena
Per Torino passa la Via Francigena, ramo del Moncenisio. L'itinerario, fra i preferiti nel Medioevo, valicato lo spartiacque Francia/Italia al Colle del Moncenisio, giunge dalla Valle di Susa terra delle grandi abbazie come Novalesa, Sacra di San Michele e Sant'Antonio di Ranverso e passando per Torino lungo il Parco Colletta tende a San Mauro Torinese e poi verso Chivasso e successivamente a Vercelli, dove si congiunge con l'altro ramo della Francigena, quella proveniente dal Colle del Gran San Bernardo.

#### Igiene urbana
L'igiene urbana e la raccolta rifiuti sono gestiti dal 1969 da Amiat, società che si occupa anche del recupero ambientale della Discarica Basse di Stura, di cui la parte più vecchia (esaurita nel 1983 e con una superficie complessiva di 300000 m²) è diventata parco fluviale, nota come Parco urbano della Marmorina.
Dal 2003 la città presenta un sistema di raccolta domiciliare che, al 2023, copre più del 50% della città; nei quartieri non raggiunti da questo servizio, dal 2019 è stato proposto un modello cosiddetto ad "ecoisole di prossimità", ossia servito da cassonetti smart, utilizzabili tramite una personale tessera elettronica.
Per quanto riguarda la raccolta differenziata, Torino presenta un buon andamento statistico, risultando quasi costantemente sopra la media italiana delle città al di sopra dei 500 000 abitanti
Raccolta differenziata nell'area metropolitana di Torino(%)

## Società

### Evoluzione demografica
A partire dal secondo dopoguerra, in particolare nel decennio 1951-1961, la popolazione della città conobbe un'improvvisa e repentina espansione (306.000 abitanti in più nel 1961 rispetto al 1951), dovuta alla migrazione interna dal Mezzogiorno, dal Triveneto e, seppur in misura minore, dalle vallate e dalle campagne di tutto il Piemonte, da dove la gente si spostava in cerca di lavoro nelle fabbriche cittadine (segnatamente la FIAT). Questa improvvisa e smisurata crescita, arrivata peraltro in un momento di precario equilibrio sociale di un Paese appena uscito da un disastroso conflitto, portò naturalmente a notevoli problemi di natura sociale e urbanistica, che solo durante l'ultimo ventennio hanno iniziato a trovare una seppur lenta e graduale risoluzione.
Nel 1974 la popolazione torinese toccò il suo massimo con 1.202.846 abitanti. Da quando la popolazione della città ha raggiunto il suo apice, è diminuita secondo una tendenza simile a quella di tutte le principali metropoli italiane. Ciò non è dipeso soltanto dal ritorno di molti immigrati del Mezzogiorno nelle loro regioni di origine, ma dagli spostamenti avvenuti da Torino verso quella che poi divenne l'area metropolitana, determinando così l'espansione dei comuni della prima cintura (Moncalieri, Nichelino, Beinasco, Grugliasco, Collegno, Venaria Reale, Borgaro Torinese, Settimo Torinese, San Mauro Torinese) e di quelli della seconda (Vinovo, Candiolo, Orbassano, Rivalta di Torino, Rivoli, Alpignano, Pianezza, Druento, Caselle Torinese).
Considerando i dati dell'ultimo rilevamento provvisorio dell'ISTAT (dicembre 2020), la popolazione della città conta poco più di 848.000 abitanti, evidenziando un'ulteriore diminuzione rispetto al censimento del 2001 (865.263).
Abitanti censiti (migliaia)

### Etnie e minoranze straniere
Al 31 dicembre 2023 gli stranieri residenti nel comune erano 129 951, ovvero il 15,27% della popolazione. Di seguito sono riportati i gruppi più consistenti:
- Romania 42 101
- Marocco 14 771
- Perù 7 549
- Cina 7 365
- Nigeria 6 332
- Egitto 6 131
- Albania 5 835
- Filippine 3 479
- Bangladesh 2 895
- Iran 2 453

### Religione
La prima confessione religiosa a Torino è quella cattolica secondo il rito romano. La città è sede dell'arcidiocesi di Torino, suffraganea di quella di Milano fino al 21 maggio 1515, quando papa Leone X la elevò al rango di arcidiocesi metropolitana. Torino è, inoltre, meta di pellegrinaggio da parte di fedeli cattolici in quanto ospita la sacra sindone, importante reliquia cristiana giunta in città nel 1578. Torino è un centro religioso abbastanza importante anche per quanto riguarda le confessioni protestanti, in particolare per la comunità valdese: la città, per la vicinanza con le cosiddette valli valdesi, conta un numero non esiguo di fedeli, i quali si riuniscono nel tempio situato in Corso Vittorio Emanuele II. Altre confessioni protestanti o ortodosse presenti in città sono dovute, principalmente, all'immigrazione, in particolari dai paesi dell'Europa orientale.

Seconda comunità religiosa cittadina è quella islamica con un numero di fedeli che varia fra le 30000 e le 50000 unità, quasi tutti di origine straniera. Nonostante la numerosità della popolazione islamica, in città non vi sono edifici di culto strutturati, bensì delle cosiddette "sale di preghiera" sparse sul territorio cittadino.

Relativamente all'ebraismo, Torino è sede della comunità ebraica più importante del Piemonte, terza in Italia, con oltre mille fedeli in città e diverse istituzioni religiose, scolastiche e culturali. Lo stesso edificio simbolo della città, la Mole Antonelliana, nacque come progetto della prima sinagoga cittadina, progetto poi ceduto al comune in cambio del terreno ove sorge l'attuale Sinagoga di Torino.

### Istituzioni, enti e associazioni
La città è sede d'importanti centri dell'ONU, ospitati in un unico campus nella zona sud di Torino. Essi sono:
- l'Istituto interregionale delle Nazioni Unite per la ricerca sul crimine e la giustizia (UNICRI): fondato nel 1968 a Roma - ma trasferito nel 2000 a Torino - si occupa di prevenzione del crimine e giustizia criminale;
- il CIF-ILO (Centro Internazionale di Formazione dell'Organizzazione internazionale del lavoro), istituto di perfezionamento per i funzionari dell'agenzia ONU specializzata nella promozione della giustizia sociale e dei diritti del lavoro;
- lo United Nations System Staff College (UNSSC), la struttura incaricata della formazione dei funzionari delle Nazioni Unite;

A Torino hanno inoltre sede la Fondazione europea per la formazione professionale (ETF), una delle agenzie dell'Unione europea, e l'Autorità di regolazione dei trasporti (ART), autorità indipendente italiana.

## Cultura
(Friedrich Nietzsche, Lettere da Torino)

### Citazioni
Definita da Le Corbusier come « [...] la città con la più bella posizione naturale del mondo», celebrata da numerosi personaggi storici, tra cui Friedrich Nietzsche, Mark Twain e Jean-Jacques Rousseau, il quale descrisse il suo panorama dalla collina di Superga come « [...] il più bello spettacolo che possa colpire l'occhio umano», è una delle più importanti città barocche d'Europa ed è considerata, insieme a Milano e Palermo, la capitale italiana dell'Art Nouveau, di cui sono grande esempio, fra l'altro, i suoi innumerevoli e famosi caffè storici, fioriti soprattutto nel periodo risorgimentale e della Belle Époque.

### Istruzione

#### Biblioteche e archivi

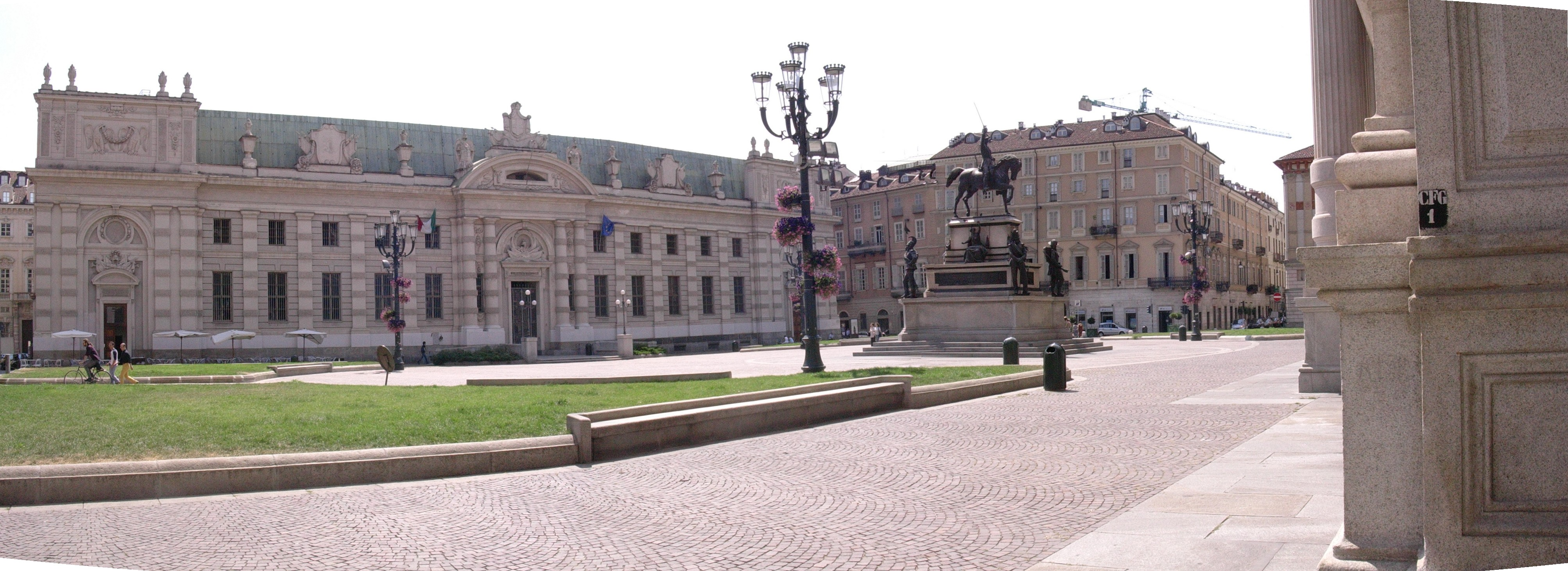
Biblioteca nazionale di Torino

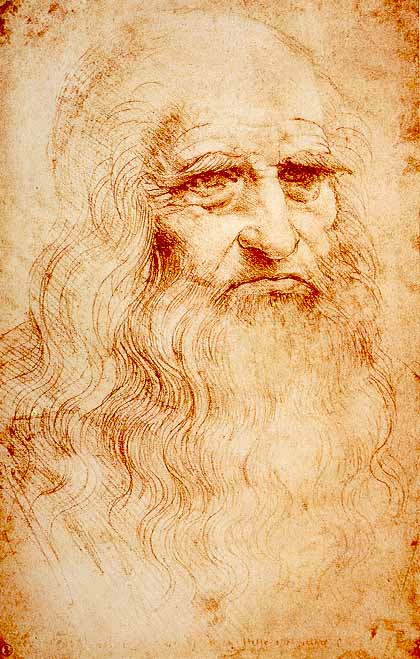
Autoritratto di Leonardo da Vinci, Biblioteca Reale

La città ospita alcune importanti biblioteche: la Biblioteca nazionale di Torino e la Biblioteca Reale di proprietà dello Stato, la Biblioteca civica centrale e molte collezioni specializzate come la Biblioteca internazionale di cinema e fotografia Mario Gromo, la Biblioteca Nazionale del Club Alpino Italiano, la Biblioteca della Fondazione Luigi Einaudi, le biblioteche d'arte della Galleria civica d'arte moderna e contemporanea e dell'Accademia Albertina. Altre importanti biblioteche antiche sono la Biblioteca dell'Accademia delle Scienze, la Biblioteca della Scuola di Applicazione dell'Esercito (con sede nello juvarriano Palazzo dell'Arsenale), la Biblioteca dell'Archivio di Stato e la Biblioteca Provinciale dei Frati minori cappuccini, situata all'interno del Convento dei Monti Cappuccini.
La rete delle biblioteche civiche comprende, oltre alla Civica centrale, altre 23 istituzioni analoghe (17 biblioteche civiche diffuse sul territorio, 2 biblioteche situate presso le carceri e 4 punti di lettura), il cui patrimonio complessivo ammonta a oltre 1 200 000 volumi.
A queste si aggiungono le biblioteche centrali e dipartimentali delle università: l'Università degli Studi ne dispone di 50, tra cui spicca la Biblioteca Interdipartimentale di Scienze Religiose Erik Peterson. Il Politecnico dispone di 17 biblioteche. La consultazione dei volumi è libera per tutti, ma il prestito è riservato ai soli iscritti alle varie facoltà.
Inoltre, i comuni di cintura dell'area urbana e metropolitana cittadina possiedono un sistema bibliotecario integrato denominato SBAM (Sistema Bibliotecario Area Metropolitana) composto di 65 biblioteche per un totale di circa 1 700 000 documenti.
L'Archivio di Stato di Torino custodisce i documenti della corte e dell'amministrazione sabauda, sin dall'epoca medievale.

#### Ricerca scientifica

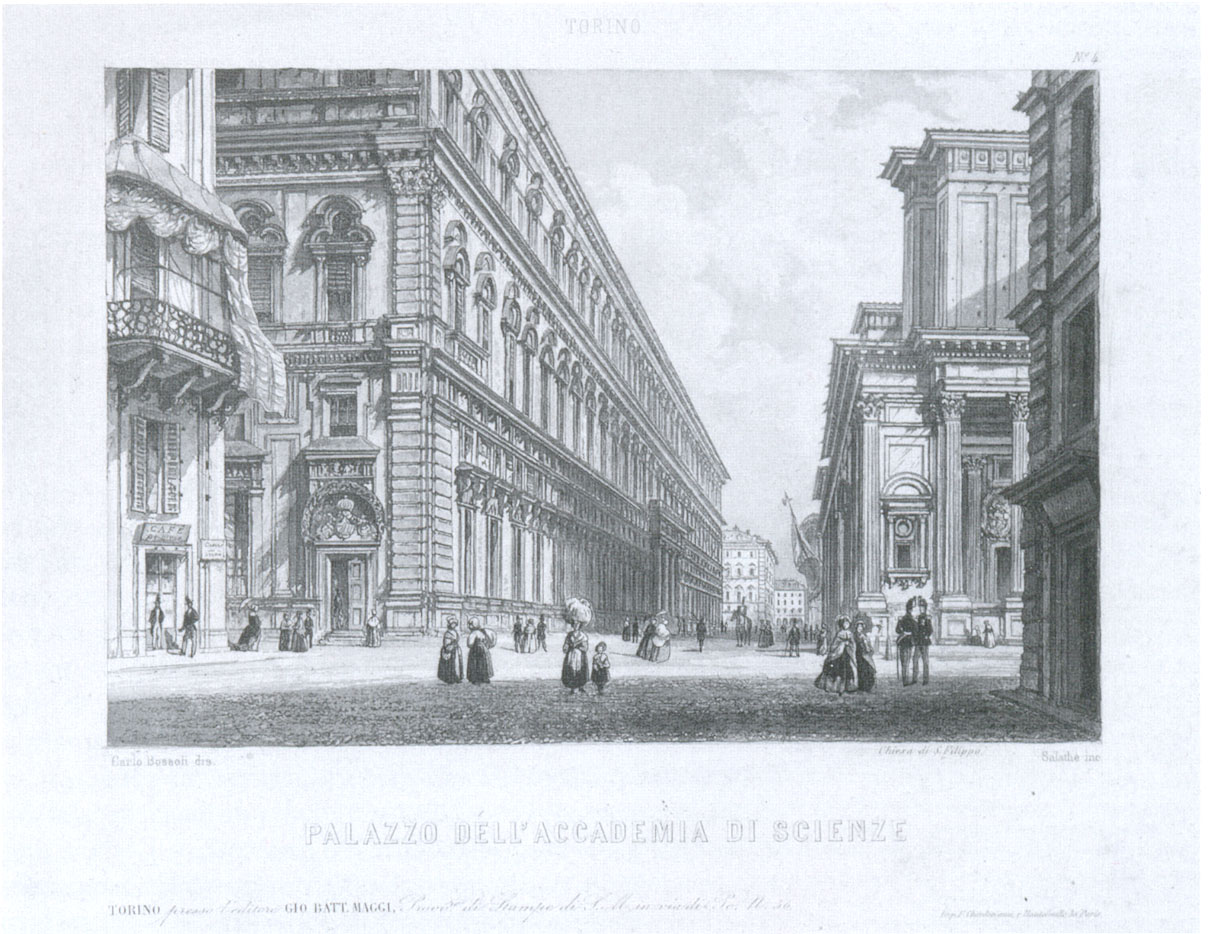
Immagine storica del Palazzo dell'Accademia delle Scienze

A Torino hanno sede importanti istituti di ricerca scientifica, tecnologica e cinematografica che sono la testimonianza di una tradizione culturale improntata sulla sperimentazione e sull'innovazione. Qui, infatti si trovano:
- l'Accademia delle Scienze, fondata nel 1757
- l'Istituto nazionale di ricerca metrologica (INRiM), istituito con DL 38/2004 dalla fusione dell'Istituto elettrotecnico nazionale Galileo Ferraris con l'Istituto di metrologia "Gustavo Colonnetti" del CNR
- il Centro ricerche e innovazione tecnologica Rai
- l'Istituto per l'Interscambio Scientifico
- l'Accademia di medicina di Torino
- Telecom Italia Lab (già CSELT)
- l'Accademia d'Agricoltura
- il Centro sperimentale cinematografico appartenente alla Scuola nazionale di cinema

Torino è da sempre una città molto vivace dal punto di vista della ricerca scientifica e applicata in diverse discipline. Essa, nel tempo, ha conseguito diversi primati. Ad esempio, qui è nato il motore elettrico a corrente alternata a opera di Galileo Ferraris, che scoprì e dimostrò il campo magnetico rotante. Nel 1961 venne creato il laboratorio di telecomunicazioni CSEL, divenuto nel 1964 il centro di ricerca CSELT del gruppo STET: già alla fine del decennio era affermato con collaborazioni di ricerca industriale con partner non più solo nazionali. Il gruppo di tecnologie vocali di CSELT produsse, nel 1975, il primo sintetizzatore vocale al mondo capace di parlare italiano e, curiosamente, anche di cantare: MUSA: il gruppo continuò la sua attività e nel 2001 divenne lo spinoff Loquendo SpA. Nel 1977 Torino fu anche la prima città al mondo dotata di una rete di fibra ottica urbana (lunga 9km)), sperimentata proprio da CSELT; sempre in CSELT, inoltre, nacque l'iniziativa MPEG che portò alla creazione, tra gli altri, dello standard di codifica audio MP3 (il cui corretto funzionamento proprio qui venne dimostrato, per la prima volta in assoluto, nel marzo 1992), diffuso rapidamente in tutto il mondo. Nel 1999, a Torino venne sperimentata la prima telefonata urbana UMTS, sempre da CSELT. Nel 2003 il centro divenne TILabs.
A Torino, inoltre, si svolsero alcuni episodi notevoli della storia dell'informatica: qui Charles Babbage presentò per la prima volta in una conferenza scientifica il progetto della sua Macchina Analitica su invito dell'astronomo Giovanni Plana; circa un secolo dopo nacque il torinese Pier Giorgio Perotto, ideatore e progettista del primo personal computer, la Programma 101, sotto il marchio Olivetti; Perotto fu anche docente al Politecnico di Torino.
Nel 2016 Torino si è aggiudicata il secondo posto del prestigioso Premio Capitale Europea dell'Innovazione - iCapital, dietro ad Amsterdam e davanti a Parigi.

#### Università
Il polo universitario torinese è uno dei principali in Italia. Nei due più importanti atenei cittadini, l'Università di Torino e il Politecnico, risultavano iscritti nel 2006 quasi 100.000 studenti. Per l'anno 2020/2021 l'Università di Torino contava oltre 81.700 iscritti mentre il Politecnico 33.102, a cui vanno aggiunti gli iscritti ai corsi degli atenei minori.
Torino, secondo un'inchiesta di Skyscanner, fa parte delle dieci città universitarie più amate d'Italia.
I principali istituti di studi superiori, oltre all'Università degli Studi e al Politecnico, sono:
- Accademia Albertina di belle arti
- Conservatorio Giuseppe Verdi
- Scuola di applicazione e Istituto di studi militari dell'Esercito
- Istituto europeo di design
- Istituto d'arte applicata e design
- International University College of Turin
- Scuola superiore per mediatori linguistici Unicollege.

A Torino ha inoltre sede uno dei cinque campus europei dell'ESCP Business School. Gli altri campus europei di questa Grande École sono: Parigi, Londra, Berlino, Madrid e Varsavia.
Per quanto attiene l'università popolare, in città è stata fondata e conserva tuttora la sede nazionale l'UNITRE.

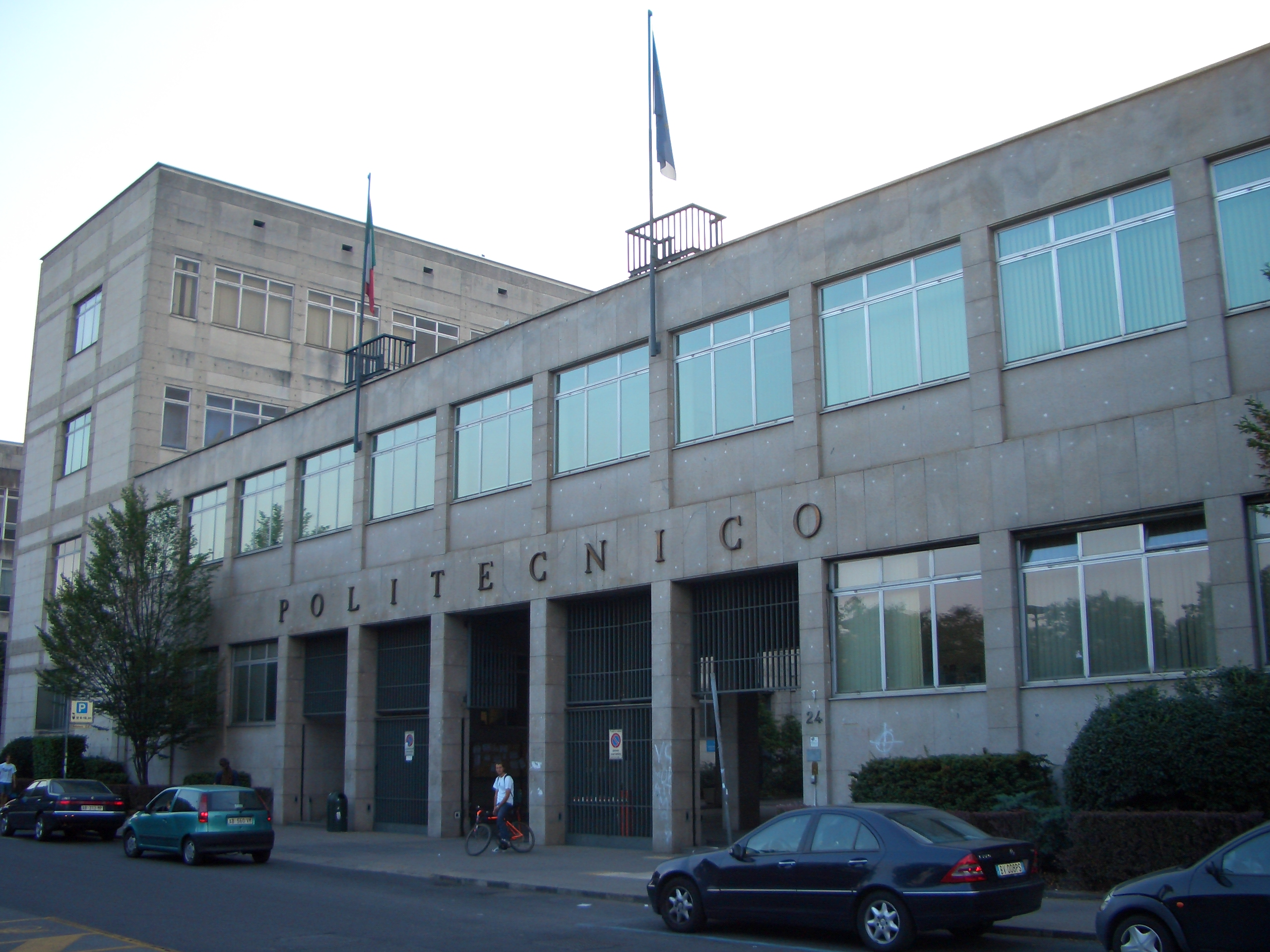
Politecnico di Torino
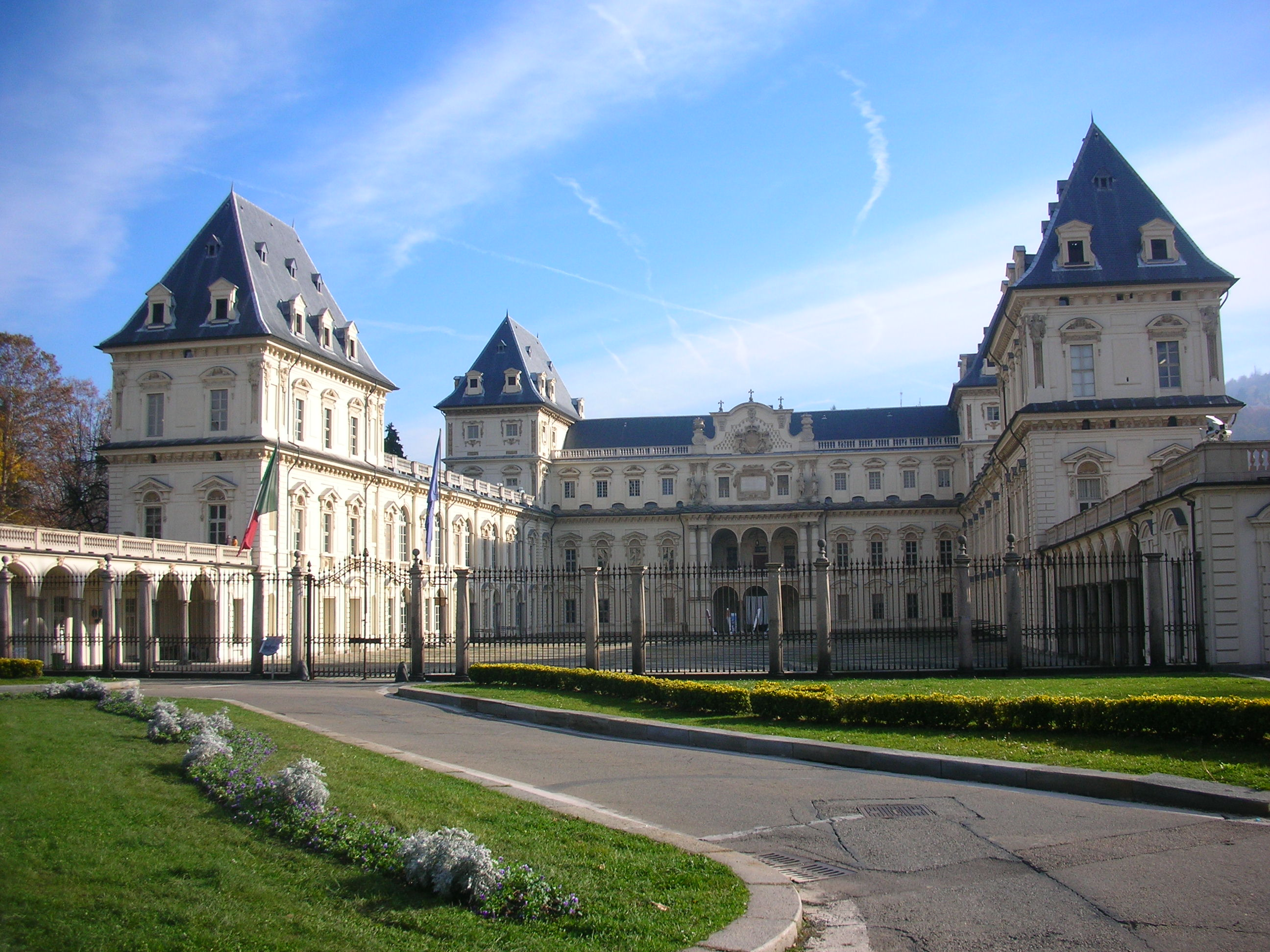
Castello del Valentino, sede della facoltà di architettura del Politecnico
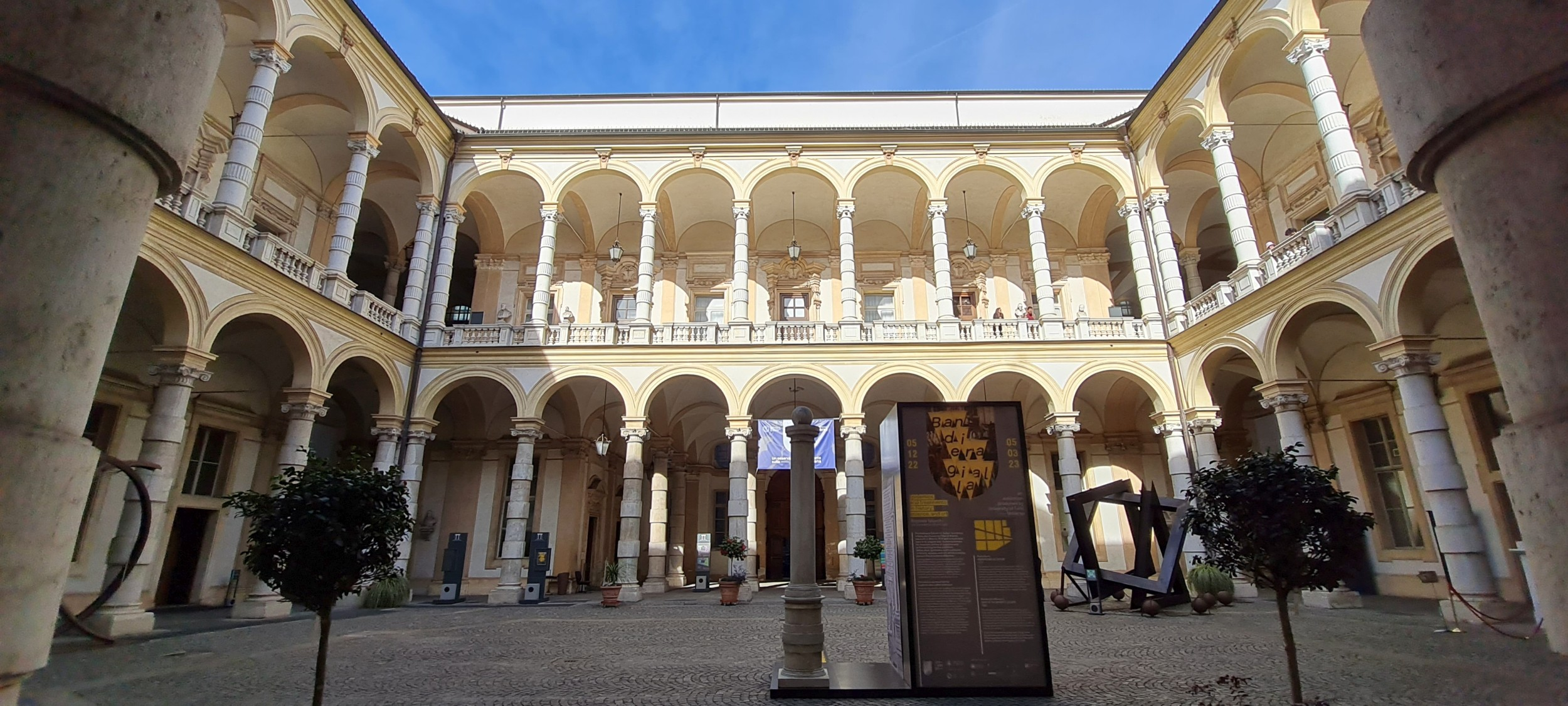
Porticato del rettorato dell'Università degli Studi di Torino
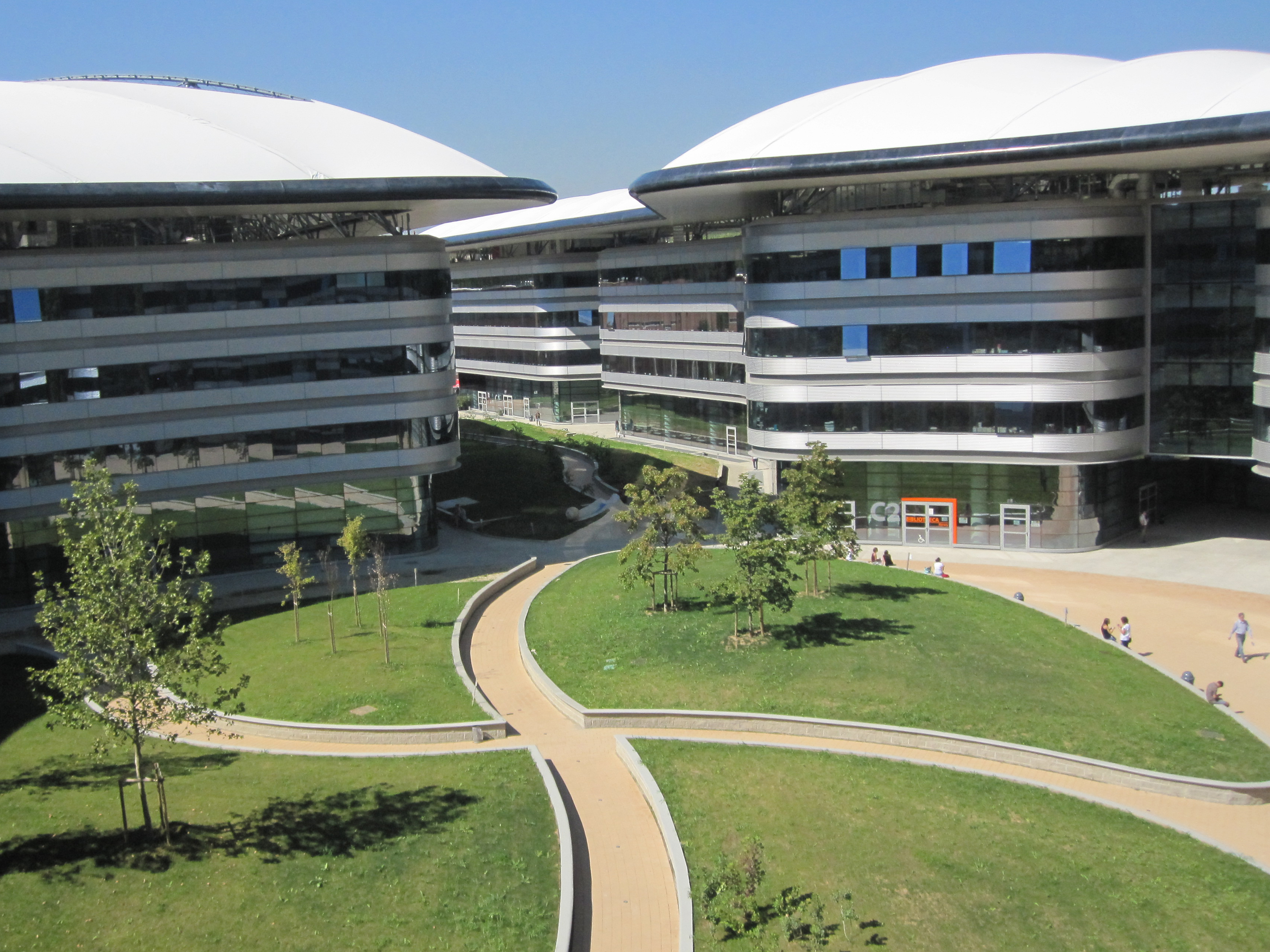
Campus Luigi Einaudi, sede delle Scuole di scienze giuridiche, politiche ed economico-sociali
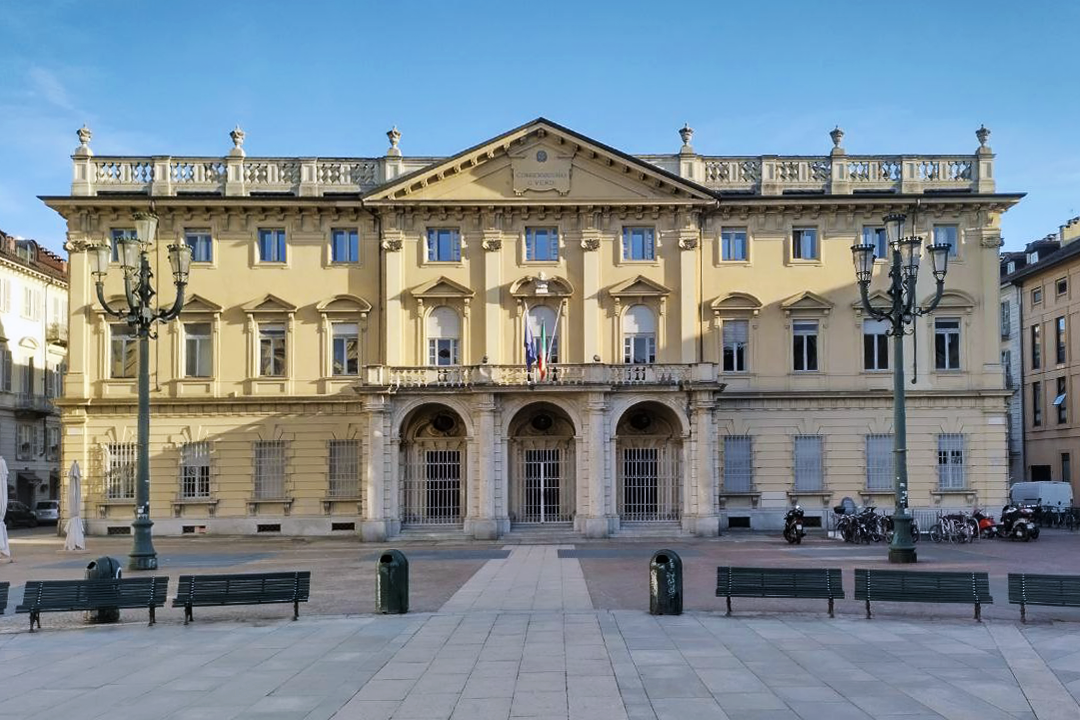
Conservatorio Giuseppe Verdi
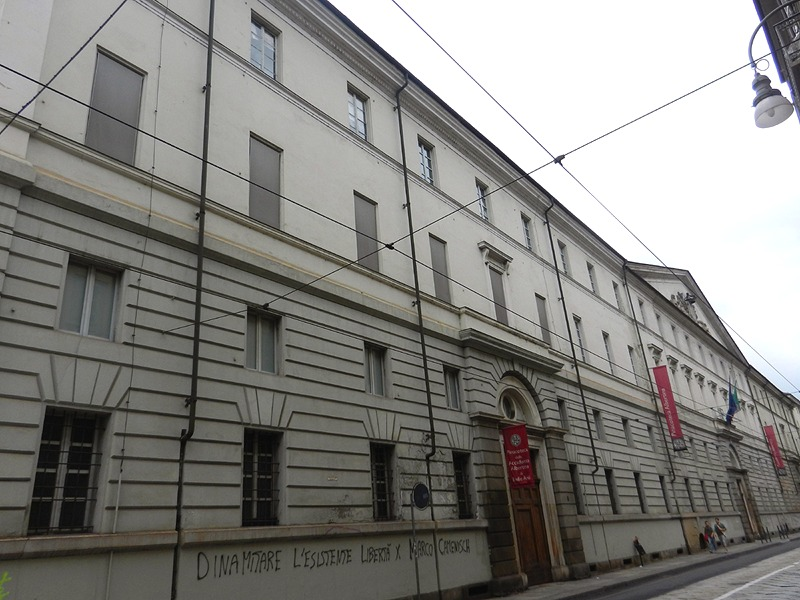
Accademia Albertina di belle arti

#### Musei

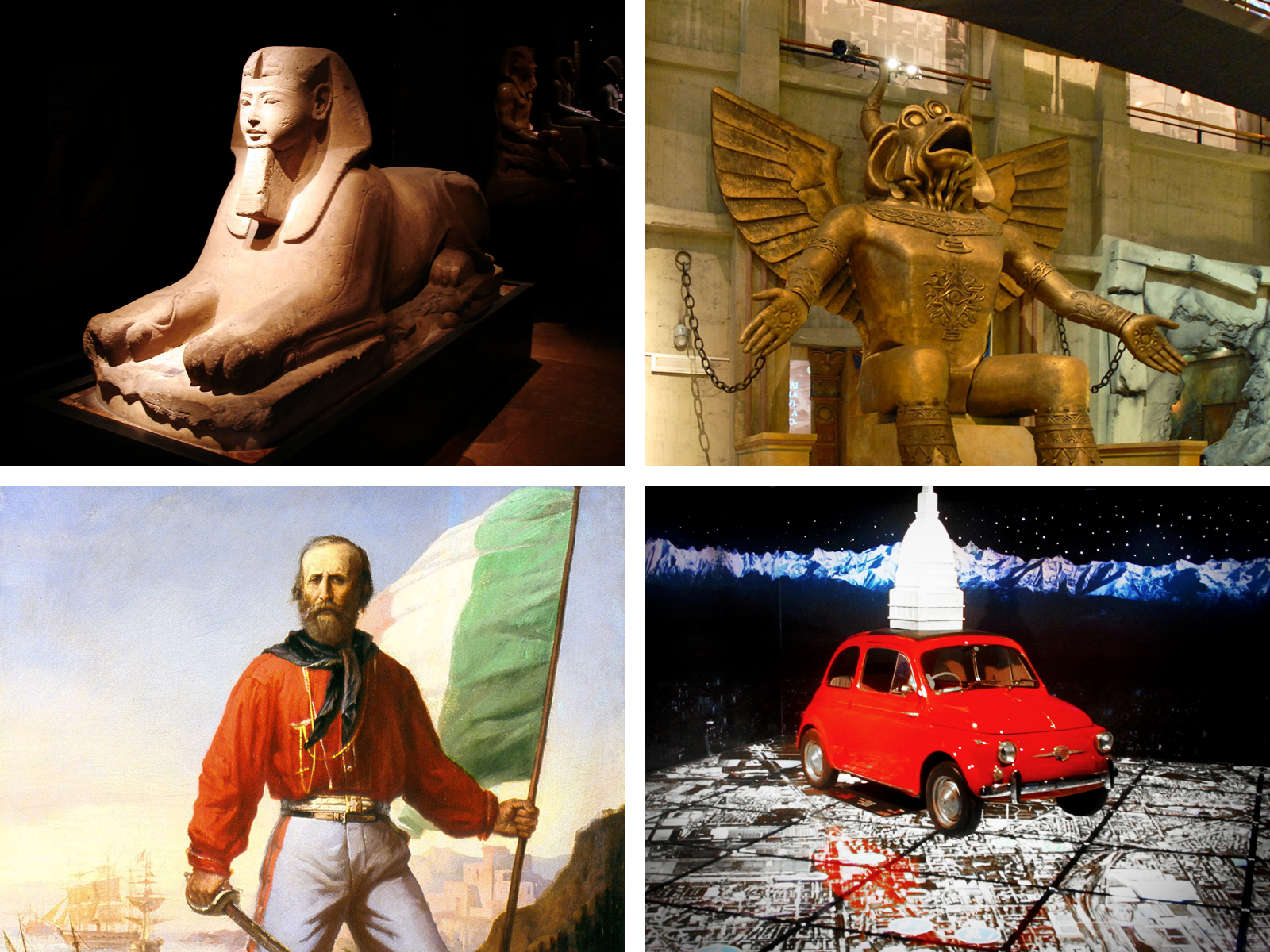
Immagini da alcuni musei di Torino: Museo egizio, Museo del cinema, Museo del Risorgimento, Museo dell'automobile

Torino possiede un sistema museale di livello internazionale, forte di oltre 50 musei presenti sul territorio cittadino e metropolitano, i quali hanno raggiunto nel 2017 la cifra complessiva di 5,3 milioni di visitatori.
Vi sono quattro musei nazionali (Museo del cinema, Museo dell'automobile, Museo della montagna, Museo del Risorgimento) e numerosi altri musei di rilevanza nazionale e internazionale come il Museo egizio, il Museo Accorsi-Ometto,l'Armeria Reale, ora ricompresa nei Musei Reali, il Museo d'Arte Orientale, Museo dell'Astronomia e Planetario, il J-Museum a cui si aggiungeva, fino al 2015, il Museo dello sport.
Alcuni musei sono stati ampliati e rinnovati negli ultimi anni (per esempio il Museo del Cinema, il Museo Egizio e il Museo dell'Automobile) o sono in corso di rinnovamento: tra questi, il Museo di anatomia umana Luigi Rolando, il Museo di Antropologia ed Etnografia, e il Museo di antropologia criminale Cesare Lombroso, che verranno unificati in un unico Museo dell'Uomo, all'interno del "Palazzo degli Istituti Anatomici" di corso Massimo d'Azeglio.
Molto importanti sono le collezioni artistiche della città: vi si trovano infatti opere di Leonardo da Vinci, Antonello da Messina, Beato Angelico, Andrea Mantegna, ma anche di Van Eyck, Rembrandt, Van Dyck. Per l'arte figurativa è da citare la Galleria Sabauda, una delle più importanti pinacoteche d'Italia, oggi parte dei Musei Reali, che ospita dipinti per il periodo che va dal XII al XVIII secolo. Per l'arte moderna e contemporanea vi sono la Galleria civica d'arte moderna e contemporanea (il secondo museo di arte moderna in Italia, con 5.000 dipinti e 400 sculture), il Museo civico d'arte antica di Palazzo Madama, la Fondazione Sandretto Re Rebaudengo contenente esposizioni degli artisti contemporanei provenienti da tutto il mondo, la Pinacoteca Giovanni e Marella Agnelli e la Fondazione Merz. Considerando che la vicina Rivoli ospita nell'omonimo castello il Museo d'Arte Contemporanea, Torino può essere considerata come il più importante polo museale italiano per l'arte contemporanea.
Le collezioni di arte antica, la cui raccolta fu iniziata dal duca Emanuele Filiberto di Savoia nella seconda metà del Cinquecento, sono conservate nel Museo di antichità, che raccoglie anche le principali testimonianze archeologiche piemontesi dal Paleolitico al Tardo Medioevo. Dal Museo di Antichità furono separate, negli anni quaranta del Novecento, le collezioni egizie che costituirono il Museo egizio, il più importante d'Europa (nonché il più antico al mondo), in quanto custode della seconda collezione di arte egizia del mondo per vastità e importanza dopo quella del Museo del Cairo.
Inoltre, l'apertura del MAO - Museo d'Arte Orientale nel dicembre 2008 ha permesso di ospitare ricche collezioni provenienti dal Vicino Oriente, dall'India, dalla Cina e dal Giappone, oltre che dall'Asia centrale.
Il museo Accorsi-Ometto è una ricca collezione privata, ora aperta al pubblico, di opere collezionistiche e di arte decorativa. Mostre temporanee di rilievo si tengono a Palazzo Bricherasio e a Palazzo Madama.
Importanti sono poi dal punto di vista storico il Museo nazionale del Risorgimento italiano, presso Palazzo Carignano, e il Museo nazionale della montagna, presso il Monte dei Cappuccini, sulla riva destra del Po. Testimonianze della storia di Torino sono a disposizione presso l'Istituto Storico della Resistenza, che gestisce inoltre il Museo diffuso della Resistenza, della deportazione, della guerra, dei diritti e della libertà.
Per quanto riguarda le scienze, è sicuramente da ricordare il Museo Regionale di Scienze Naturali, tra i maggiori in Italia dello specifico settore, e il Museo della Sindone, che illustra al visitatore le scoperte scientifiche sul telo sindonico.
Da ricordare il Museo dell'astronomia e Planetario di Torino, che sorge accanto dell'Osservatorio astronomico di Torino a Pino Torinese, cittadina collinare nei pressi immediati del capoluogo piemontese.
Nel 2004 è stato inaugurato il Museo A come Ambiente, il primo in Europa interamente dedicato alle tematiche ambientali.
Da segnalare, infine, che tutti i musei sopra indicati, più numerosi altri all'interno della Regione Piemonte per un totale di circa 200 siti, sono gratuitamente e illimitatamente accessibili tramite l'Abbonamento Musei regionale, che fin dagli anni '90 è stato sviluppato per permettere la fruizione dei luoghi museali sul territorio previo acquisto annuale forfettario, e che nel 2017 ha raggiunto l'importante obiettivo delle oltre 136.000 tessere vendute e i circa 900.000 ingressi nei siti convenzionati.

### Media

#### Stampa
Torino ha una storica tradizione in campo editoriale. La concentrazione di case editrici in città è superiore alla media nazionale e tutt'oggi il 50% delle case editrici scolastiche e universitarie italiane ha sede a Torino, con un'incidenza del 30% del mercato librario scolastico nazionale.
A Torino inoltre è concentrato oltre il 90% della produzione editoriale nazionale a edizioni a grandi caratteri per ipovedenti. Torino è anche luogo di sperimentazione tipografica.
Nel capoluogo piemontese sono nate importanti case editrici come:
- UTET
- SEI - Società Editrice Internazionale
- Einaudi
- Bollati Boringhieri
- Finanze & Lavoro
- Rosenberg & Sellier
- Claudiana
- Clut
- EDT (editore)
- Lattes Editori
- Loescher
- Paravia
- G. Giappichelli Editore
- Il Capitello
- Centro Scientifico Torinese

- Umberto Allemandi & C.
- Elledici
- Comunicando
- Codice Edizioni
- Vittorio Pavesio Productions
- SAIE Editrice
- Edisco
- Petrini Editore
- Viglongo
- Editrice Il Punto
- Daniela Piazza Editore
- Minerva Medica
- Vivalda Editori
- Seneca Edizioni
- INSTAR Libri
- Cosmopolis Edizioni

- Edizioni ESAV
- HAPAX Editore
- Edizioni Gruppo Abele
- Editrice Antonelliana
- Agorà Edizioni scolastiche
- Edizioni Camilliane
- Ananke Edizioni
- Fogola Editore
- Ariete Multimedia
- Nino Aragno Editore
- Bradipolibri Editore
- Arethusa Edizioni
- ONE Books
- CET Casa Editrice Torinese
- ISEDI
- Paola Caramella Editrice

Dal 1988 a Torino si organizza il Salone internazionale del libro.
Periodici
Sede in passato di importanti quotidiani nazionali come la Gazzetta del Popolo e Stampa Sera, adesso hanno sede nel capoluogo piemontese:
- La Stampa
- Tuttosport
- CronacaQui

In città hanno anche sede le redazioni locali de La Repubblica, de Il Giornale e del Corriere della Sera. Vi si pubblicano anche l'edizione locale del free press quotidiano Metro, il settimanale Però, il mensile Torino Magazine e il bimestrale Extratorino. Sono presenti in città anche le redazioni di svariati periodici dedicati ad arte e cultura come Il Giornale dell'Arte, Il Giornale dell'Architettura e Il Giornale della Musica. Il Comune di Torino, dal 2004, pubblica il periodico CittAgorà.

#### Radio
Torino è stata per decenni la sede dell'EIAR e poi della Rai e perciò è la città da cui partiva la maggior parte delle trasmissioni radiofoniche nell'epoca in cui non c'era ancora la televisione (1927-1954).
Le principali emittenti radiofoniche cittadine sono: Radio Manila, Radio GRP, Radio 2000 Blackout, Radio Veronica One, Radio Torino International (quest'ultima è dedicata alla comunità proveniente dalla Romania: la programmazione è trasmessa, infatti, prevalentemente in lingua romena). In passato esistevano anche Radio Flash (che ha chiuso i battenti il 1º luglio 2019 cedendo la sua storica frequenza 97.6 (già 97.7) a Radio Italia Uno ed era affiliata al circuito Popolare Network) e Radio Centro 95 (poi ridenominata Radio Centro Soft FM e chiusa definitivamente nel 2013).

#### Televisione
Torino è tra le sedi principali del Centro di Produzione Televisiva Rai, come quelli di Roma, Milano e Napoli. Assieme a queste tre sedi, da quando ha iniziato i suoi programmi nel 1954, il centro di Torino (ospitante il Museo della Radio e della Televisione) è stato anche il primo dell'azienda televisiva. Torino, inoltre, prima che si trasformasse in RAI, già ospitava il centro di direzione dell'EIAR dal 1927.
Altre emittenti a diffusione regionale sono Rete 7 Piemonte, Videogruppo Piemonte e GRP Televisione. In passato vi erano anche Quartarete TV, TeleStudio Torino, Quinta Rete e Telesubalpina (poi sostituita da Radio Bianconera TV) chiuse tra il 2010 e il 2022. Fino al 2017 anche il canale alessandrino 7 Gold Telecity aveva una redazione locale nel capoluogo piemontese in Corso Unione sovietica, in seguito dismessa.
Una delle più importanti produzioni ambientate a Torino è stata la soap opera CentoVetrine che ha utilizzato la gran parte delle location esterne per le case dei protagonisti, il commissariato Franco Balbis, il carcere, l'ospedale e le principali piazze. Nel 2012 approda su Rai 1 la fiction Questo nostro amore, ambientata a Torino. Il 21 dicembre 2012 è stato trasmesso su Canale 5 il film per la televisione Natale a 4 zampe con Massimo Boldi, dove gran parte delle riprese cinematografiche sono state girate a Torino.

#### Altri media
Torino è stata la seconda città italiana a finire su un videogioco in 3D, ma la prima (sempre d'Italia) come città vera e propria, dov'era possibile girare liberamente per le numerose vie. Nel 2001 infatti la Rockstar Games creò The Italian Job, ispirato al film The Italian Job, girato in parte a Torino nel 1969. Anche se nel gioco la città è ben diversa dalla realtà, sono comunque presenti il tram numero 13, il Po e molti edifici storici realmente esistenti. La prima città italiana ad apparire su un videogioco fu Venezia in Tomb Raider II, ma c'erano solo i pochi edifici necessari per completare i 3 livelli (2, 3 e 4) ambientati in questa città. Ispirandosi sempre al film del 1969 e utilizzando tre Mini Cooper, la band gallese degli Stereophonics ha girato il video di Pick a part that's new a Torino. Ispirandosi sempre a questo film, nell'episodio La zingara di Budapest della serie TV MacGyver, fu riprodotto il famoso inseguimento nel traffico torinese, rifacendo alcune scene e utilizzando anche scene della pellicola originale, come l'inseguimento sulla pista di collaudo automobilistico sita sul tetto dell'ex stabilimento FIAT del Lingotto.

### Teatro

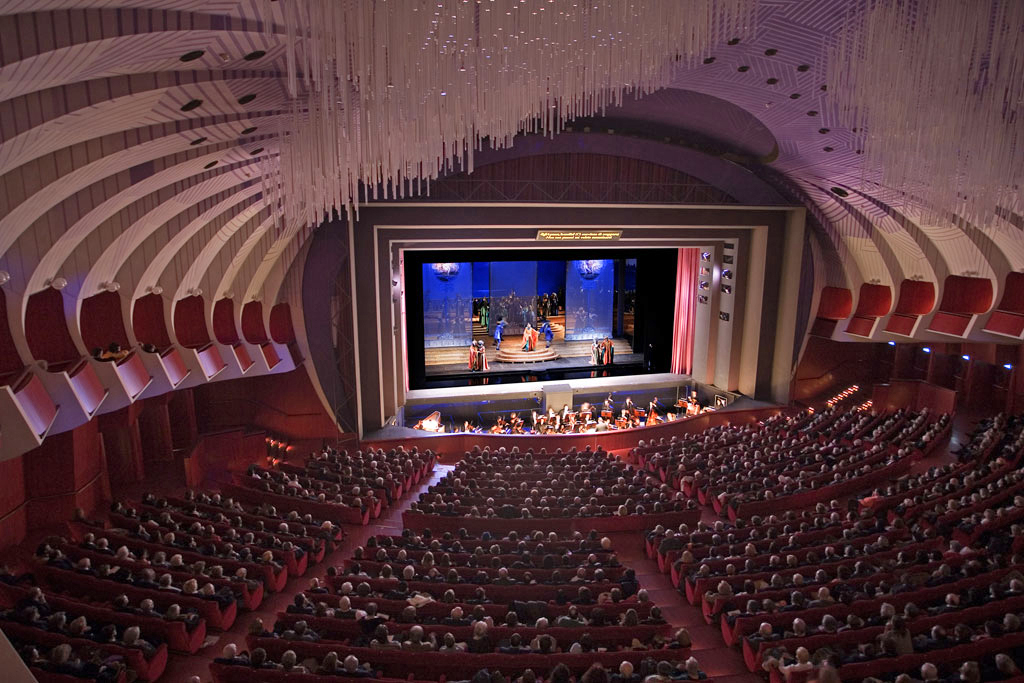
Il Teatro Regio, progetto di Carlo Mollino

Torino può oggi vantare una grande varietà di teatri e sale di rappresentazione. La città è inoltre sede di diverse istituzioni teatrali, tra cui la principale è il Teatro Stabile di Torino, dichiarato Teatro Nazionale: fondato nel 1955, secondo in Italia dopo il Teatro Stabile di Milano, gestisce le produzioni stagionali del Carignano, del Gobetti e delle Fonderie Limone di Moncalieri.
Fra i teatri maggiori, con una capienza superiore a 400 posti, vi sono il teatro Regio, in cui si tenne la prima de La bohème di Puccini, il teatro Carignano, il teatro Alfieri e il teatro Colosseo; importante, poi, è il teatro Gobetti, sede principale del sopracitato teatro stabile cittadino. Altre sale teatrali minori comprendono:
- Alfa Teatro
- Teatro Erba
- Teatro Gioiello
- Teatro Vittoria
- Teatro Tangram
- Teatro Monterosa
- Teatro Agnelli
- Teatro Astra
- Teatro Araldo
- Teatro Cardinal Massaia
- Teatro Le Musichall (ex Teatro Juvarra)
- Teatro della Caduta

- Teatro Nuovo
- Cineteatro Baretti
- Teatro Marchesa
- Teatro Ruggero Leoncavallo
- Teatro Principessa Isabella
- Teatro del Pilone
- Teatro Educatorio della Provvidenza
- Teatro Crocetta
- Teatro Giulia di Barolo
- Teatro Don Pollarolo (Officine Caos)
- Casa del Teatro Ragazzi e Giovani
- Piccolo Teatro Comico

- Teatro San Giuseppe
- Cubo Teatro
- Piccolo Teatro Scalzo
- Teatro Espace
- Café Müller
- Cab 41
- Teatro Grande Valdocco
- Circolo Bloom
- Cap 10100
- Teatro BellARTE
- Atelier Teatro Fisico

Vi sono inoltre diversi auditorium:
- Auditorium Rai "Arturo Toscanini", sede dell'Orchestra sinfonica nazionale della RAI
- Auditorium "Gianni Agnelli" del Lingotto
- Auditorium Intesa-Sanpaolo (interno dell'omonimo grattacielo)
- Auditorium "Vivaldi" (Biblioteca Nazionale)
- Educatorio della Provvidenza - Auditorium Orpheus

Diversi edifici teatrali sono andati distrutti o caduti in disuso. Fra questi il teatro Balbo e il teatro di Torino, distrutti durante un bombardamento nel 1943, il teatro Rossini, bruciato in un incendio nel 1941, i teatri Adua, Gianduja, Gerbino e Arena torinese, smantellati e, infine, il teatro Nazionale riconvertito in cinema; inoltre v'è una sala teatrale, oggi in disuso, nell'edificio storico della Cavallerizza Reale.
In città, inoltre, si svolgono alcuni eventi periodici riguardanti il teatro. Tra i più significativi vi sono:
- "Festival delle colline torinesi": festival di teatro contemporaneo che si svolge a Torino dal 1996 impegnando fra luglio e agosto diversi spazi della città.
- "Torino Fringe Festival": festival annuale di arti performative e teatro off organizzato dal 2013[113].

### Cinema
Torino può vantare un patrimonio culturale cinematografico molto ricco e antico e diversi primati nazionali: Torino, infatti è stata la prima città italiana in cui è stato proiettato un film (Ospizio di Carità in via Po, 1896), in cui si è insediato il primo studio cinematografico (Carlo Rossi & C., nel 1907), il primo cinema d'essai italiano (il Romano nella Galleria Subalpina, nel 1971), la principale associazione cinematografica nazionale (l'Aiace Torino) e la prima multisala del Paese (l'Eliseo, nel 1983). 
Molti studi e case di produzioni cinematografiche hanno (o hanno avuto) sede in città: tra queste l'Ambrosio Film, l'Itala Film, l'Aquila, gli studi Fert la Movies Inspired e il Cineporto. 
Fra i film interamente ambientati a Torino vi sono Un colpo all'italiana, Profondo rosso, La donna della domenica, Torino violenta, Così ridevano, Santa Maradona, Non ho sonno, Heaven, Dopo mezzanotte e La solitudine dei numeri primi. Molte, inoltre le citazioni o apparizioni in film nazionali ed internazionali.
Oggi Torino è tra le principali sedi di realizzazioni cinematografiche e televisive in Italia, grazie al ruolo della Torino Film Commission che vi riporta la produzione di molti lungometraggi, sceneggiati e spot. 
In città, inoltre, hanno luogo molti eventi e festival incentrati sull'arte cinematografica. Fra questi il Torino Film Festival, il Lovers Film Festival, il ViewFest ed Cinema a Palazzo Reale.

### Musica
L'ente lirico di Torino è il Teatro Regio, mentre la principale orchestra sinfonica cittadina è l'Orchestra sinfonica nazionale della RAI, che si esibisce all'Auditorium della RAI. Nell'ambito della musica classica sono attive anche l'Orchestra Filarmonica di Torino, la Filarmonica del Regio e l'Accademia Musicale Stefano Tempia, specializzata nel repertorio barocco. Inoltre, notevole rilevanza è rivestita dalle stagioni annuali dell'Unione Musicale e di Lingotto Musica, che vantano numerose collaborazioni con prestigiosi solisti e orchestre internazionali.
A Torino vi è una ricca offerta musicale. Viene eseguita dal vivo ogni tipo di musica e, oltre ai principali teatri e sale da concerto per la musica classica, dopo le recenti Olimpiadi sono aumentati i Palazzetti dove avvengono concerti ed esibizioni di musica leggera. Tra questi i più frequentati sono:
- il PalaRuffini, conosciuto anche come Palazzetto dello Sport;
- il PalaTorino, già PalaStampa e Mazda Palace (chiuso dal 2011);
- il Palasport Olimpico, oggi Inalpi Arena per motivi di sponsorizzazione (detto anche PalaIsozaki dal nome del suo ideatore, l'architetto Arata Isozaki).

Inoltre vi si svolgono diversi eventi periodici annui:
- Settembre Musica: rassegna musicale che si tiene ogni anno a settembre in vari luoghi, unendo concerti di musica classica, jazz, etnica e pop. Fondata nel 1978, dal 2007 si svolge in gemellaggio con Milano con il nome di MITO SettembreMusica;
- Club to Club: festival internazionale di musica e arti elettroniche che dal 2006 coinvolge, con la sezione "Club Europa", un'importante città europea, con scambio di pubblico, artisti, iniziative;
- Torino Jazz Festival: festival internazionale di musica Jazz tenutosi ogni anno a fine aprile dal 2012 al 2016, con la partecipazione di ospiti prestigiosi come Al Di Meola, Paolo Fresu, Caetano Veloso, Manu Dibango, Daniele Sepe, Enzo Avitabile.[114] Da maggio 2017 è rimpiazzato dal nuovo format Narrazioni Jazz[115];
- Traffic - Torino Free Festival: festival musicale gratuito che si è svolto annualmente a Torino dal 2004 al 2014 nel mese di luglio. Dall'estate 2015 è stato sostituito dal TOdays Festival[116];
- Movement Torino Music Festival: festival di musica elettronica, arti visive e circensi nato nel 2006, che ospita le performance dei migliori musicisti e DJ internazionali, per rappresentare gli sviluppi della cultura musicale contemporanea.
- Kappa FuturFestival: nato come evento artistico nel 2009, è, dal 2012, un festival di musica elettronica diurno che si svolge al Parco Dora.
- Reload Music Festival.: festival di musica EDM che si svolge dal 2015 ogni anno tra febbraio e marzo. L'edizione 2020 è stata annullata a causa della pandemia del COVID-19.[117]

### Magia e occultismo
(Giorgio de Chirico, 1939)

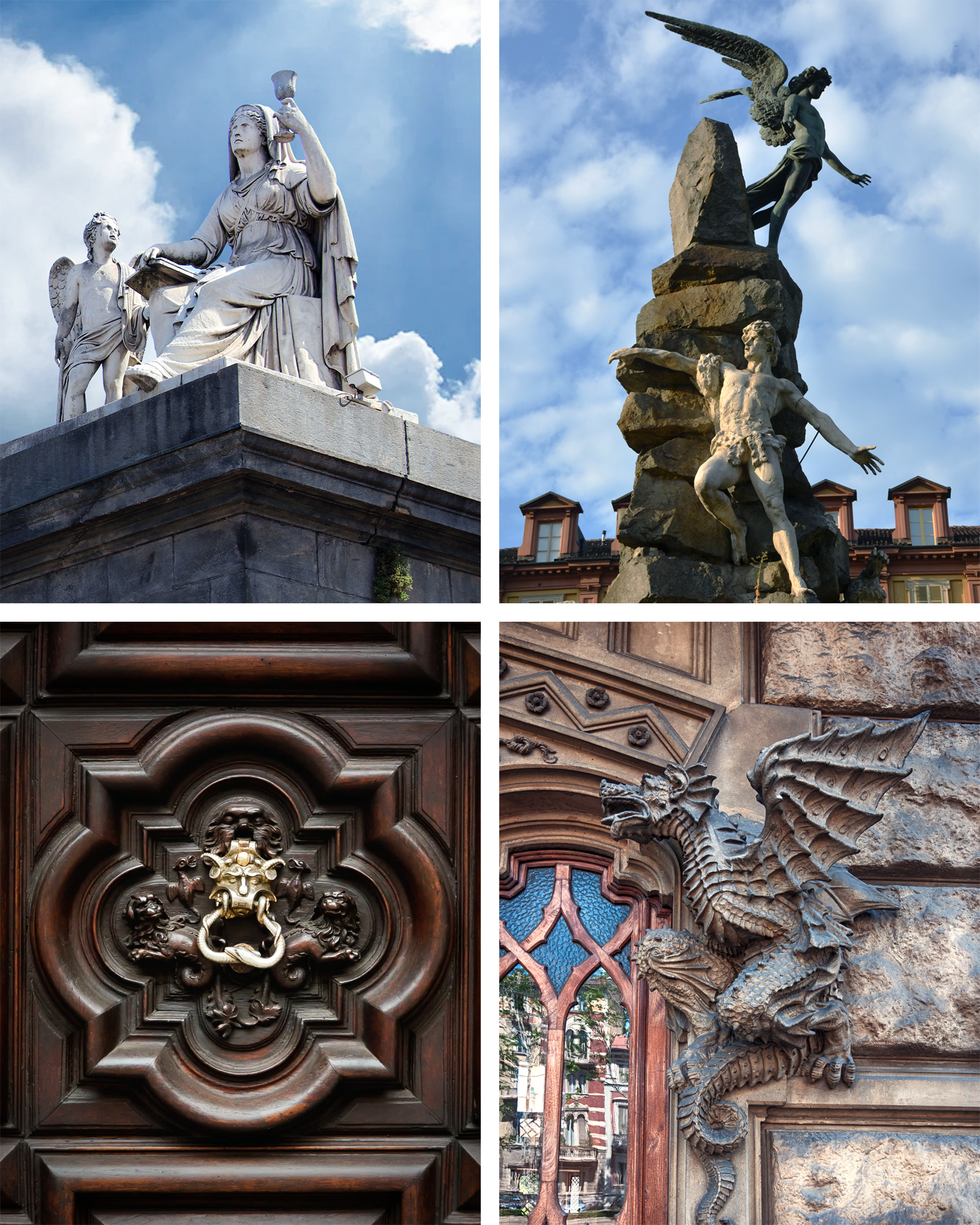
Elementi di Torino tradizionalmente considerati esoterici. Da in alto a sinistra in senso orario: statua della carità davanti alla Gran Madre, monumento al traforo del Fréjus, Casa dei Draghi, portone del diavolo

La città è anche conosciuta per la tradizione di magia e occultismo. Effettivamente, Torino non è soltanto la sede della Sindone e dei santi sociali del XIX secolo, come Giovanni Bosco o Giuseppe Benedetto Cottolengo. Leggende popolari, partendo dal fatto che la città fu una munitissima piazzaforte nel XVII secolo, affermano che Torino sia attraversata da una fittissima rete di gallerie e sotterranei, utilizzata dai Savoia e dai nobili per spostamenti in incognito. Nel 1556 a Torino ha soggiornato Nostradamus e qui ha vissuto recentemente un singolare personaggio come Gustavo Adolfo Rol. A Torino fecero la loro comparsa anche Cagliostro, Paracelso, il Conte di Saint-Germain e Fulcanelli. Gli esperti di occultismo sostengono che Torino sia vertice in due triangoli magici: il primo, quello bianco, con Lione e Praga, mentre il secondo, quello nero, insieme a Londra e San Francisco.
Da un punto di vista strettamente storico, l'origine di questa tradizione va ricercata, secondo alcuni, nel Risorgimento e nella massiccia campagna di discredito organizzata contro la città dalla Curia Romana, che era contraria all'unità nazionale. Altri sostengono invece, o almeno in concomitanza e contrapposizione, che le autorità civili, Stato e comune e la corte sabauda, abbiano tollerato e sostenuto circoli massonici, associazioni teosofiche e spiritistiche, favorendo così una specie di agguerrita "concorrenza" nei confronti della Chiesa cattolica e favorendo quindi anche il mito di Torino, città magica. Libertà di pensiero e un certo spirito anticlericale furono poi rinfocolati, dopo l'Unità d'Italia, dal progressismo positivistico e dal nascente movimento operaio. Simboli massonici sono presenti in molti palazzi e in alcune tombe del Cimitero monumentale di Torino. Da qualche tempo vi sono in città dei tour operator che organizzano anche visite guidate sui misteri di Torino. Ai lati della scalinata che conduce all'ingresso della chiesa della Gran Madre di Dio troviamo le due statue raffiguranti la Fede e la Religione, tra le quali si troverebbe il nascondiglio del Graal.
La Fontana del Frejus di Piazza Statuto fu ideata dal conte Marcello Panissera per ricordare l'inaugurazione dell'omonimo traforo ed è indicata dagli esoteristi come il "cuore nero" della città, per due motivi: perché si trova a occidente, e quindi in posizione infausta a causa del tramonto del sole, e perché qui vi era la vallis occisorum, luogo di esecuzioni capitali e di sepoltura. Ospitava infatti il patibolo, che rimase per secoli in piazza Statuto e che venne poi spostato dai francesi all'incrocio tra corso Regina Margherita e Via Cigna: il rondò 'd la forca (Rotonda della forca).

### Cucina
La cucina tipica torinese è ricca ed elaborata. Nonostante questo, è profondamente radicata nel territorio. Essa infatti nasce da un connubio fra la sua origine contadina e le esigenze raffinate della corte sabauda, senza dimenticare le importanti influenze della cucina francese. In virtù di questo profondo legame con il cibo, in città si svolgono alcune manifestazioni ricorrenti a tema alimentare:
- "Terra Madre - Salone del Gusto": manifestazione enogastronomica internazionale che riunisce ogni due anni a Torino produttori e artigiani del settore agroalimentare provenienti da tutto il mondo.
- CioccolaTò: manifestazione fieristica del cioccolato, che si svolge con cadenza annuale.

### Eventi
Torino è un centro culturale vivace ed attivo. In città hanno sede molti eventi a carattere artistico, cinematografico, culinario, scientifico, sportivo e tecnologico. Essi hanno luogo in diversi sopazi fieristici, come l'Oval Lingotto, nei teatri, nelle piazze e nei parchi della città.

## Geografia antropica

### Suddivisioni amministrative

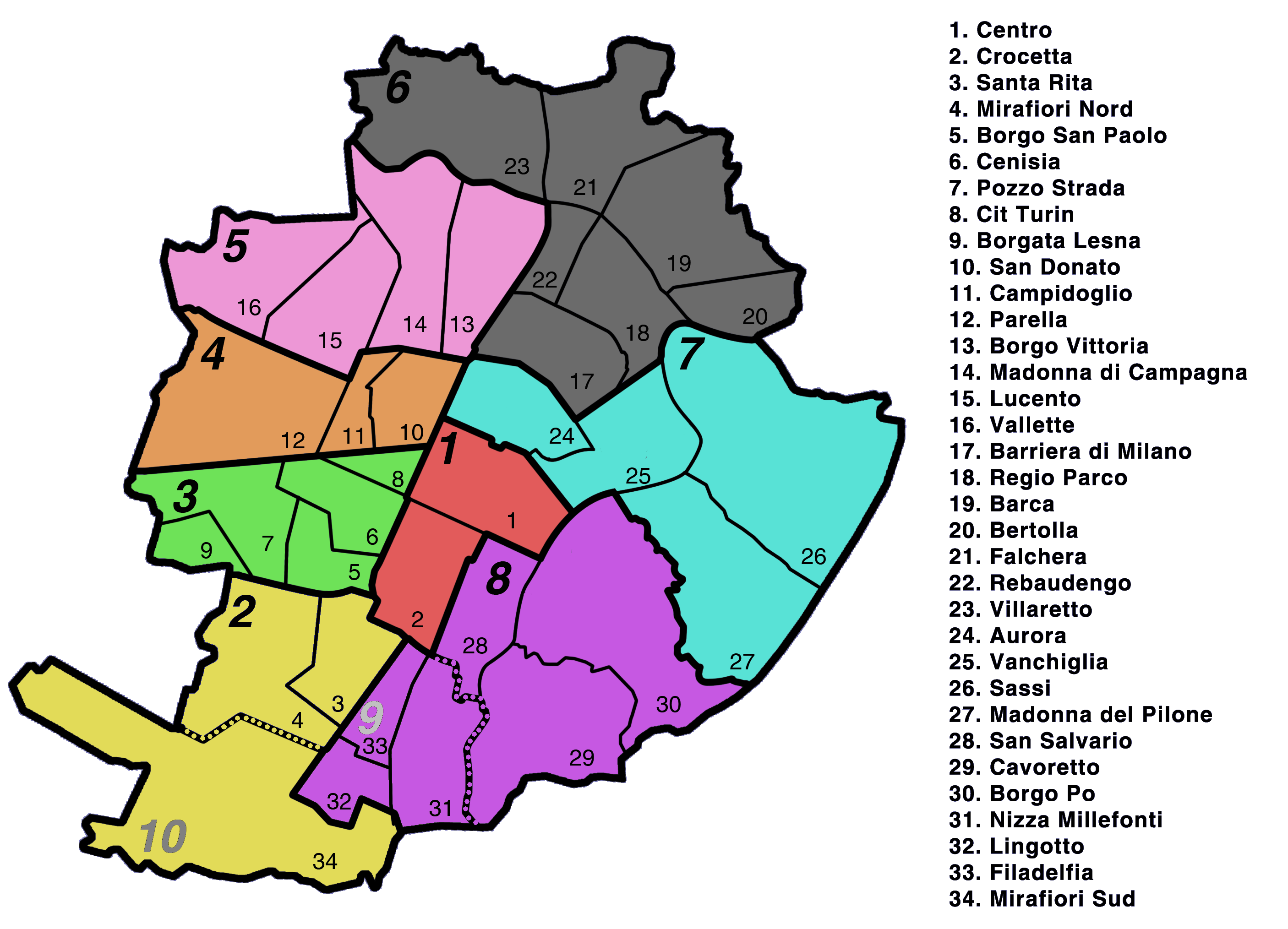
Mappa delle Circoscrizioni di Torino

La città di Torino è cuore di un'area metropolitana che conta circa 1,7 milioni di abitanti ed è suddivisa in 92 zone statistiche e relativi quartieri cittadini. Questi ultimi sono raggruppati in 8 macro-zone amministrative, chiamate "circoscrizioni", con i rispettivi centri civici.
Ognuna delle 8 Circoscrizioni con i rispettivi centri civici a loro volta comprende più quartieri storici: borghi, rioni, borgate, zone.
- Circoscrizione I: Centro - Crocetta
- Circoscrizione II: Santa Rita - Mirafiori Nord - Mirafiori Sud
- Circoscrizione III: Borgo San Paolo - Cenisia - Pozzo Strada - Cit Turin - Borgata Lesna
- Circoscrizione IV: San Donato - Campidoglio - Parella
- Circoscrizione V: Borgo Vittoria - Madonna di Campagna - Lucento - Borgata Ceronda - Vallette
- Circoscrizione VI: Barriera di Milano - Regio Parco - Barca - Bertolla - Falchera - Rebaudengo - Villaretto
- Circoscrizione VII: Aurora - Vanchiglia/Vanchiglietta - Sassi - Madonna del Pilone
- Circoscrizione VIII: San Salvario - Cavoretto - Borgo Po - Nizza Millefonti - Lingotto - Filadelfia

## Economia
Torino è uno dei poli economici più importanti d'Italia, posizionandosi quasi costantemente, dagli anni cinquanta, sul podio insieme a Milano e Roma. Diversi fattori, in particolare le olimpiadi invernali 2006, hanno reso la città anche uno dei comuni col maggior debito pubblico: al 2021, la città presentava, infatti, un PIL di circa 20,3 miliardi e un debito pubblico di circa 4,2 miliardi di €. Torino presenta un tasso di disoccupazione tra i più alti del Nord Italia, attestatosi nel 2014 al 12,9%, con un andamento che a partire dal 2008 ha seguito quello medio nazionale. Il tasso di disoccupazione nel 2019 si attesta all'8,3%. Insieme alla sua provincia è ai vertici dell'export italiano, piazzandosi al secondo posto tra le province italiane per valore delle esportazioni.

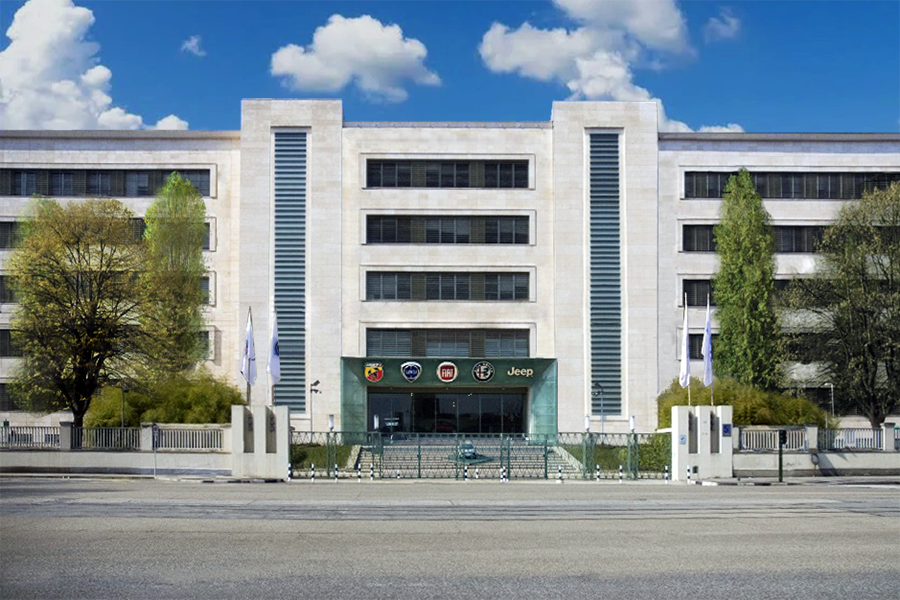
Lo stabilimento Fiat Mirafiori, la fabbrica più grande d'Italia nonché la più antica in Europa ancora in funzione.

Considerata una delle capitali europee dell'automobile, a Torino e cintura sono presenti alcune delle più importanti aziende del settore: FIAT, Comau, Teksid, Magneti Marelli, Italdesign Giugiaro, Pininfarina, Iveco.
Il forte radicamento del settore automobilistico nel territorio è favorito anche da un sistema universitario con percorsi di studio esclusivi a livello nazionale (il Politecnico di Torino è l'unico in Italia ad avere un corso di laurea in Ingegneria dell'autoveicolo) e la presenza di istituti di design come l'IED e l'IAAD.
In territorio torinese ci sono centri direzionali e stabilimenti produttivi di CNH Industrial, operante nel settore dei capital goods e tra i principali leader del settore e di Fiat Chrysler Automobiles dove Torino è diventata nodale per la crescita di Maserati: a Grugliasco vengono prodotte Ghibli e Quattroporte, mentre nello stabilimento di Mirafiori viene prodotta, dall'inizio del 2016, la nuova Maserati Levante. I livelli occupazionali nel settore automobilistico sono rimasti pressoché stabili nel periodo 2012-2014, a peggiorare è stato il ricorso alla cassa integrazione, iniziata a calare solamente nel 2014 grazie alla ripresa degli investimenti e alla ripartenza dei principali mercati automobilistici europei.
Importante anche il contributo dell'automazione industriale alla crescente internazionalizzazione dell'economia torinese, con la presenza di aziende come Prima Industrie e Comau, con quest'ultima (tra le prime 4 in Europa per fatturato) che realizza in tutto il mondo robot per i principali gruppi automobilistici.
A Torino è molto sviluppato anche il comparto bancario con Intesa Sanpaolo, prima banca italiana per capitalizzazione di mercato e terza della zona euro, e il comparto assicurativo con Reale Mutua Assicurazioni. Le fondazioni bancarie Compagnia di San Paolo e Fondazione CRT operano in campo sociale, culturale e filantropico e sono rispettivamente la seconda e la terza fondazione d'origine bancaria d'Italia per dimensione patrimoniale; la prima è la principale azionista del gruppo Intesa Sanpaolo, mentre la seconda fa parte della compagine azionaria di UniCredit.
Anche le banche di private banking e d'investimento Fideuram e Banca Investis hanno sede a Torino, così come la più piccola Banca del Piemonte.
Altre aziende di rilievo in territorio torinese sono: Alpitour, Avio Aero, Basic Net (Robe di Kappa), De Fonseca, Eataly, Kelémata, Lavazza, Martini & Rossi, Caffè Vergnano, Carlo Pignatelli, Reply, Sabelt, Seven, Sparco, Gruppo Armando Testa, Urmet. A Torino o nella sua città metropolitana hanno sede legale anche diverse filiali italiane di società estere come Suzuki, Vodafone Italia, Bavaria, Diageo, Michelin, Kimberly-Clark, Petronas, Mizuno e SKF.
Negli anni la città ha attraversato una lunga fase di riconversione industriale, sia per la crisi dell'industria metalmeccanica, sia per la tendenza delle aziende dei paesi avanzati a trasferire le loro produzioni manifatturiere nei paesi in via di sviluppo. Dagli anni ottanta Torino ha vissuto un'importante fase di terziarizzazione, pur rimanendo uno dei principali centri industriali italiani ed europei. Tante sono le aziende che hanno scelto Torino, tra le quali General Motors, che ha deciso di tenere nel capoluogo piemontese una base di ricerca per la sperimentazione dei motori diesel. Con una rete di oltre 350 aziende di componentistica, la Camera di Commercio di Torino ne ha selezionate 145. Il progetto From Concept to Car mira a promuovere le eccellenze del settore in tutto il mondo.
Negli anni vi è stato un boom del settore informatico ed elettronico. Alla già preesistente attività di ricerca del Politecnico di Torino, dell'Istituto Mario Boella, dell'Istituto Galileo Ferraris e del Centro Ricerche Fiat, si è affiancata l'attività del distretto informatico Torino Wireless che appartiene alla rete dei distretti italiani riconosciuti dal Ministero dell'Università e della Ricerca. Nato per coordinare tutte le attività di ricerca e di produzione del settore ICT dell'area torinese, attualmente vi sono impegnate circa 6000 imprese. Un'altra operazione importante è stata la riconversione di una parte della superficie occupata dalla fabbrica di Mirafiori, sostenuta dal progetto Torino Nuova Economia che, anche grazie alla collaborazione con il Politecnico, ospita il Centro del design.
L'evento olimpico del 2006 ha contribuito a diminuire il ristagno economico. Grandi opere pubbliche come quelle per il Passante Ferroviario, la Metropolitana e le Spine hanno ridisegnato e stanno ridisegnando il volto della città. Culla del cinema italiano, grazie all'associazione Torino Film Commission, la città è diventata un'apprezzata quinta per l'ambientazione e la produzione di film, pubblicità e video musicali. All'interno della Mole è ospitato il Museo nazionale del cinema. Nel capoluogo sabaudo è inoltre attivo il Cineporto, una struttura polifunzionale dedicata alle produzioni cinematografiche unica in Italia.
Nel 2016 è stata classificata da GaWC come una città mondiale "Gamma".
Nel 2014 l'UNESCO ha dichiarato Torino Città Creativa nella categoria del design.
Nel 2024 Confindustria ha designato Torino come Città Capitale della Cultura d'Impresa. Il dossier vincente, intitolato “Torino, spazio al futuro” , è stato presentato da Unione Industriali Torino. 

### Industria
Torino è una città con una forte tradizione industriale e ospita una vasta gamma di imprese di diverse dimensioni e settori. Una delle principali attività economiche della città è l'automotive, con la presenza di importanti aziende come Fiat Chrysler Automobiles e CRF (Centro Ricerche Fiat). Altri settori di rilievo sono l'aerospaziale, con aziende come Leonardo e Airbus, e il settore della meccanica in genere. La città è anche sede di numerose imprese operanti nei settori dell'alimentare e del tessile.
Oltre alle grandi aziende, Torino è anche sede di numerose piccole e medie imprese che contribuiscono all'economia cittadina e alla creazione di posti di lavoro. La città è anche un importante centro per la ricerca e lo sviluppo, con la presenza di università e centri di ricerca di livello internazionale.

### Turismo

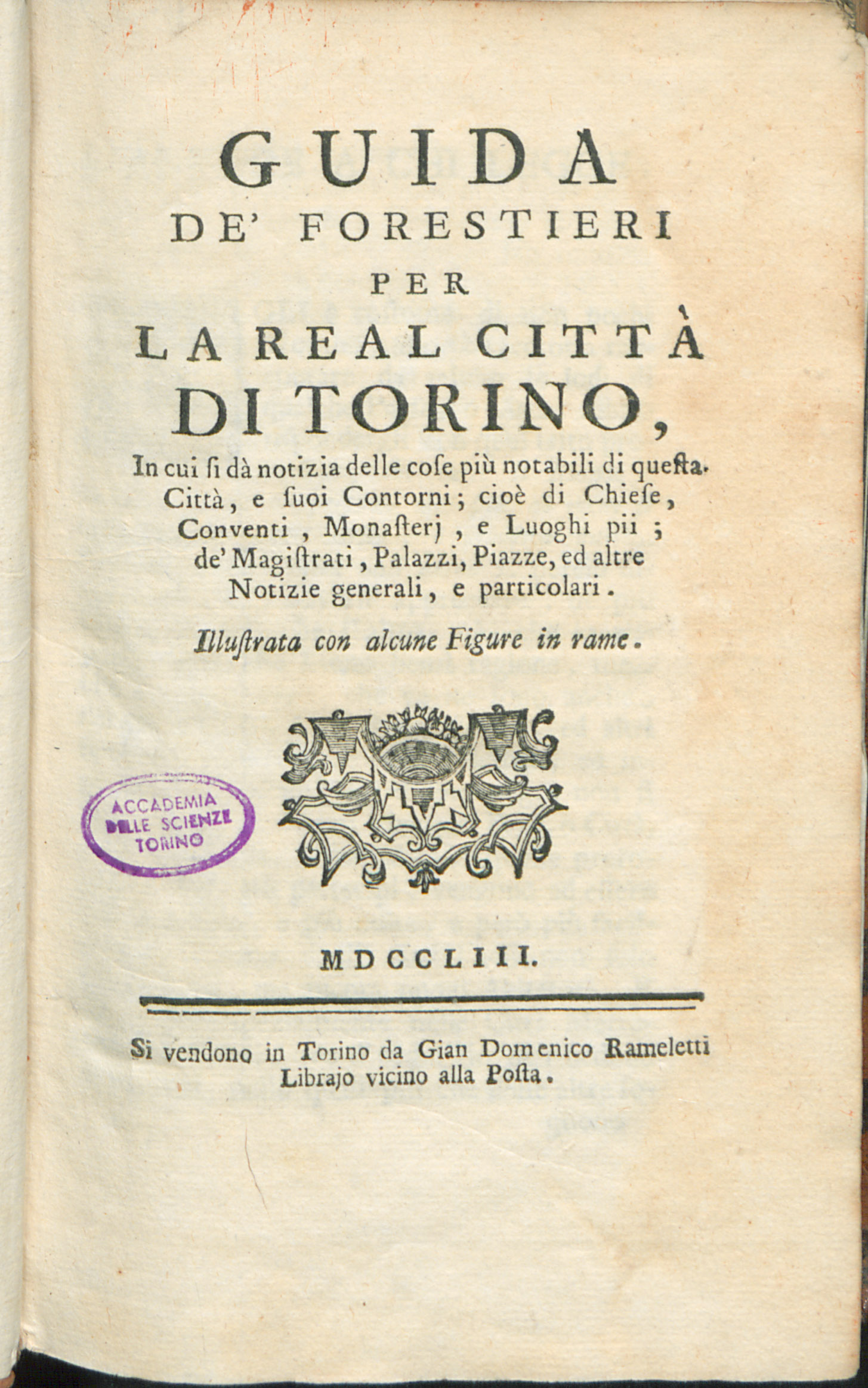
, 1753

Già meta del Grand Tour, Torino è una delle prime città italiane ad avere avuto un'organizzazione turistica nella storia; per esempio, per i trecento anni del miracolo del SS. Sacramento, il libraio Giovanni Gaspare Craveri pubblicava la Guida de' forestieri. La guida del Craveri suddivide la visita della città in quattro giornate e descrive, con dovizia di particolari, anche i dintorni. A quella del Craveri fecero seguito altre guide come, per esempio, quella di Onorato Derossi Nuova guida per la città di Torino, pubblicata nel, 1781.
A partire dal 2006, anno dello svolgimento dei XX Giochi Olimpici Invernali, l'attrattiva turistica della città è cresciuta in modo deciso e costante.
Nel 2017 la città di Torino si colloca stabilmente fra le prime 10 in Italia per arrivi e presenze turistici, rispettivamente 1.200.000 e 3.700.000. Se si comprende anche la prima cintura urbana gli arrivi sfiorano quota 1.900.000 e le presenze i 5.000.000.
Il riconoscimento sembra arrivare anche dalla presenza straniera e dall'interesse della stampa internazionale: per il 2016 il New York Times ha consigliato la città di Torino - l'unica in Italia - come una delle 52 destinazioni del mondo da visitare nell'anno, mentre Skyscanner le dedica l'apertura della rassegna tra le venti bellissime città d'arte in Italia e i blogger la includono tra le sedici città italiane da visitare. In totale, le presenze registrate in città durante l'anno solare sono state 4.800.000.
Il sito internazionale di viaggi eDreams ha designato Torino come una delle mete turistiche più importanti a livello mondiale per il 2017 e come prima tappa turistica europea, definendola inoltre la capitale culturale del Nord Italia.

## Infrastrutture e trasporti

### Strade

#### Collegamenti autostradali
Su Torino convergono cinque autostrade (tra cui è particolarmente importante quella in direzione della Francia) e un raccordo autostradale:
- A4 Torino - Milano - Brescia - Verona - Venezia - Trieste
- A5 Torino - Ivrea - Aosta - Traforo del Monte Bianco
- A6 Torino - Fossano - Savona
- A21 Torino - Alessandria - Piacenza - Brescia
- A32 Torino - Susa - Bardonecchia - Traforo stradale del Frejus
- RA10 Torino - Caselle Torinese - Aeroporto di Torino-Caselle

#### Tangenziali
La tangenziale di Torino è la A55, divisa in Tangenziale Nord e Tangenziale Sud, va da nord est fino a sud est passando in maniera semicircolare da ovest. Inoltre comprende la tratta da Torino fino a Pinerolo.
La tratta che manca a est (Tangenziale Est di Torino) è in fase di progetto.
Il sistema autostradale urbano di Torino comprende inoltre il raccordo all'A4 Torino-Milano e alla S.S.11 di 3,13 km.

### Ferrovie

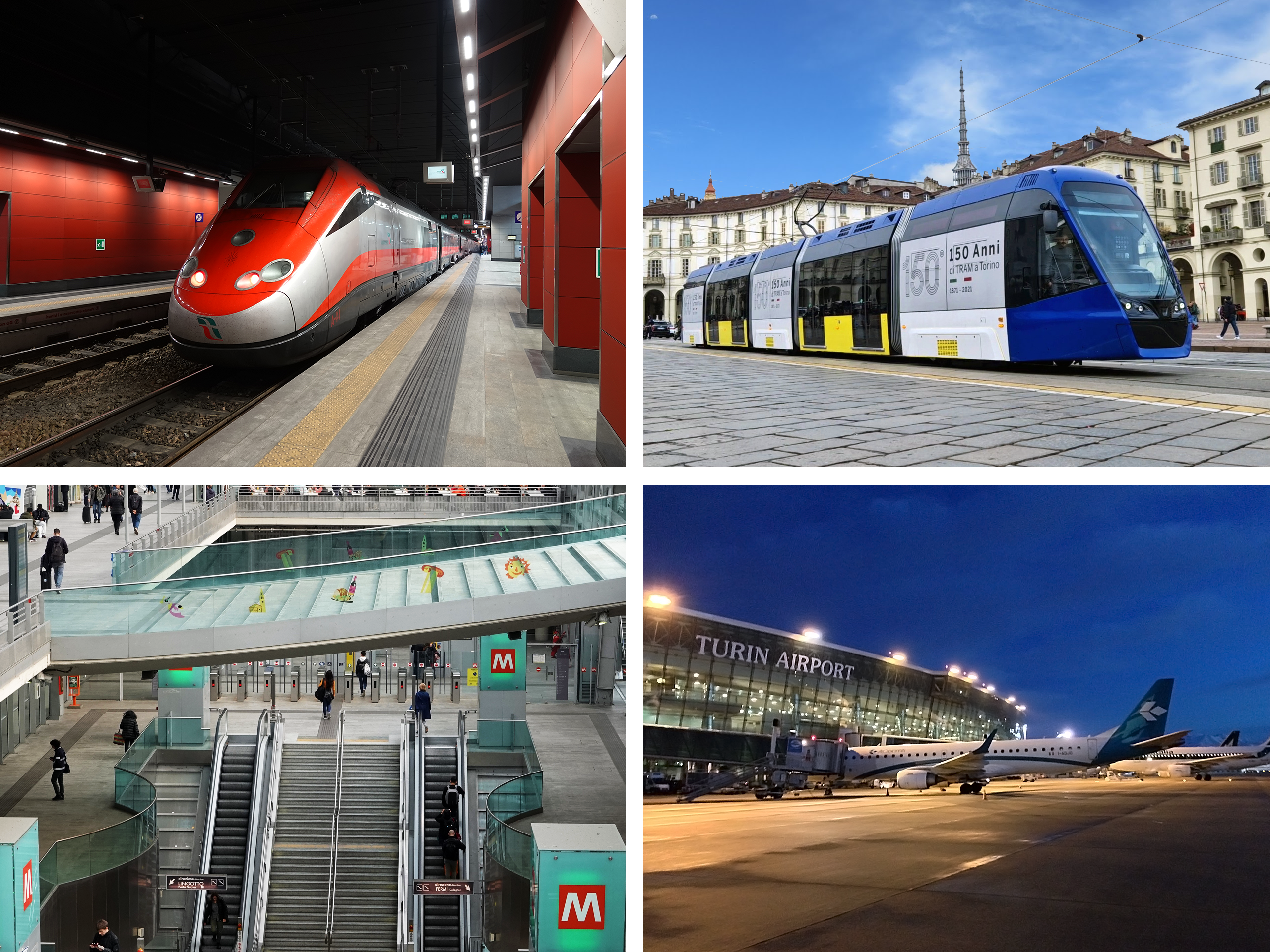
Esempi di trasporti a Torino: ferroviario, tranviario, metropolitana e aeroporto

Torino è un importante nodo per il traffico ferroviario passeggeri e merci, terzo in Italia dopo Roma e Milano. La città presenta sei stazioni attive ed è servita da diverse linee locali, nazionali e internazionali; la maggior parte dei binari ferroviari sono interrati nel cosiddetto passante ferroviario di Torino. La prima linea ferroviaria ad attraversare la città fu la Torino-Genova, inaugurata nel 1848 con l'apertura della tratta che collegava l'Imbarcadero di Torino Porta Nuova alla Stazione di Trofarello.
La rete ferroviaria all'interno dei suoi confini è costituita principalmente da linee ferroviarie RFI. La linea più importante per numero di passeggeri e merci è quella che va verso Milano, la quale è servita sia da una ferrovia tradizionale che da una ad alta velocità. Altre linee ferroviarie principali che si diramano da Torino sono quelle che vanno verso Genova, Savona, Pinerolo, verso la Francia (via Bardonecchia e il Traforo ferroviario del Frejus) e Ventimiglia (tramite il Traforo ferroviario del Colle di Tenda). Le linee ferroviarie della città sono servite dal servizio ferroviario suburbano della città, l'SFM, che con 8 linee offre un collegamento fra le diverse zone del Torinese (pinerolese, Val di Susa, canavese) e delle contigue province di Cuneo e Asti; la linea che unisce Torino a Ceres collega, inoltre, la città all'aeroporto cittadino (servizio rimasto sospeso dal 2007). Infine, Torino è uno dei due terminali designati della linea ferroviaria ad alta velocità Torino-Lione, attualmente in via di realizzazione.
La città di Torino è attualmente servita da sei stazioni:
- Stazione di Torino Porta Nuova
- Stazione di Torino Porta Susa
- Stazione di Torino Lingotto
- Stazione di Torino Stura
- Stazione di Torino Rebaudengo Fossata
- Stazione di Torino Grosseto

Porta Nuova e Porta Susa sono le due maggiori, facendo transitare trasporti nazionali, internazionali e ad alta velocità; le altre quattro sono stazioni minori, permettettendo il transito di linee metropolitane o regionali.

Oltre a queste, vi sono tre ulteriori stazioni in cantiere e dieci stazioni dismesse, alcune demolite altre riqualificate. Infine è presente Torino Smistamento, un deposito locomotive fulcro del servizio di ricovero di motrici ferroviarie dell'area nord-occidentale dell'Italia.

### Aeroporti
Attualmente la città di Torino dispone di uno scalo aereo internazionale: l'Aeroporto di Torino-Caselle, un aeroporto di medie dimensioni (200-300 ettari, 1-5 milioni di passeggeri all'anno) inaugurato nel 1953. È presente anche l'Aeroporto di Torino-Cuneo, in provincia di Cuneo, che fa riferimento al capoluogo piemontese come secondo aeroporto del Piemonte.
In corso Marche, inoltre, è presente l'aeroporto di Torino-Aeritalia: inaugurato nel 1916, dopo la costruzione dell'aeroporto di Caselle è rimasto in uso come struttura di aviazione generale e da turismo, affiancato da una scuola di volo per aerei ed elicotteri e dalla sede dei velivoli di elisoccorso e protezione civile.
Vi sono, infine, due aeroporti dismessi:
- Torino Mirafiori - Il primo scalo aereo della città fu quello di Mirafiori, costruito per scopi militari e inaugurato nel 1911. L'aeroporto, a causa dei forti danni strutturali subiti durante i bombardamenti della seconda guerra mondiale, venne dismesso nel 1947 e l'area venne data in gestione al CNR fino all'anno 1976, quando venne convertita a parco pubblico intitolato a Gustavo Colonnetti.
- Torino Piossasco - Aeroporto Cerrina (Codice ICAO: LILT).

### Mobilità urbana
La rete di trasporti di Torino è gestita dal GTT, acronimo di Gruppo Torinese Trasporti, nato nel 2003 dalla fusione di ATM e SATTI. Nel territorio comunale di Torino il sistema di mobilità metropolitana e ferroviaria urbana si sviluppa complessivamente per 29 km, articolati su otto linee servite da ventotto stazioni. Per i suoi acquisti verdi la città di Torino ha raggiunto il secondo posto dell'European Gpp Award del 2016, alle spalle delle città di Vienna e davanti alla città metropolitana di Torino.

#### Tram
La città dispone di una fitta rete tranviaria, gestita da GTT. Essa si estende per 90 km e su 9 linee; inoltre, nei periodi festivi, circola una linea speciale, la linea 7 di Piazza Castello, sulla quale circolano vetture storiche. Il parco tranviario torinese utilizza solo tram articolati composti da sei serie di vetture.

La rete tranviaria di Torino è la più antica d'Italia, risalendo le prime linee a trazione equina al 1871.Nel corso degli anni, si discusse della necessità di modernizzare la rete di tram a cavalli con l'elettrificazione dei veicoli. Tra i sostenitori, anche il fisico Galileo Ferraris, allora consigliere della città: nel 1897 fu assegnata la concessione alla Società Anonima Elettricità Alta Italia (SAEAI). Nel 1907 la SAEAI venne municipalizzata, dando vita all'ATM, Azienda Tranvie Municipali. Nel 1922 vennero incorporate anche le altre società che operavano sul territorio comunale (STT e STB), determinando il processo di unificazione delle reti. La massima espansione della rete tranviaria si verificò nel 1949, quando a Torino si contavano ventitré linee di tram. La rete subì un periodo di declino negli anni cinquanta e sessanta, con la soppressione di molte linee, ma negli anni settanta tornò timidamente a espandersi. Nel 1982 il Comune di Torino attuò una profonda riforma della rete tranviaria, che mirava a sostituire l'originario impianto a struttura radiale con uno "a griglia" che consentisse altresì di eliminare le sovrapposizioni. Inoltre si propose l'istituzione di una rete di metrotranvia composta da cinque linee, di cui però una sola fu realizzata.

#### Metropolitana

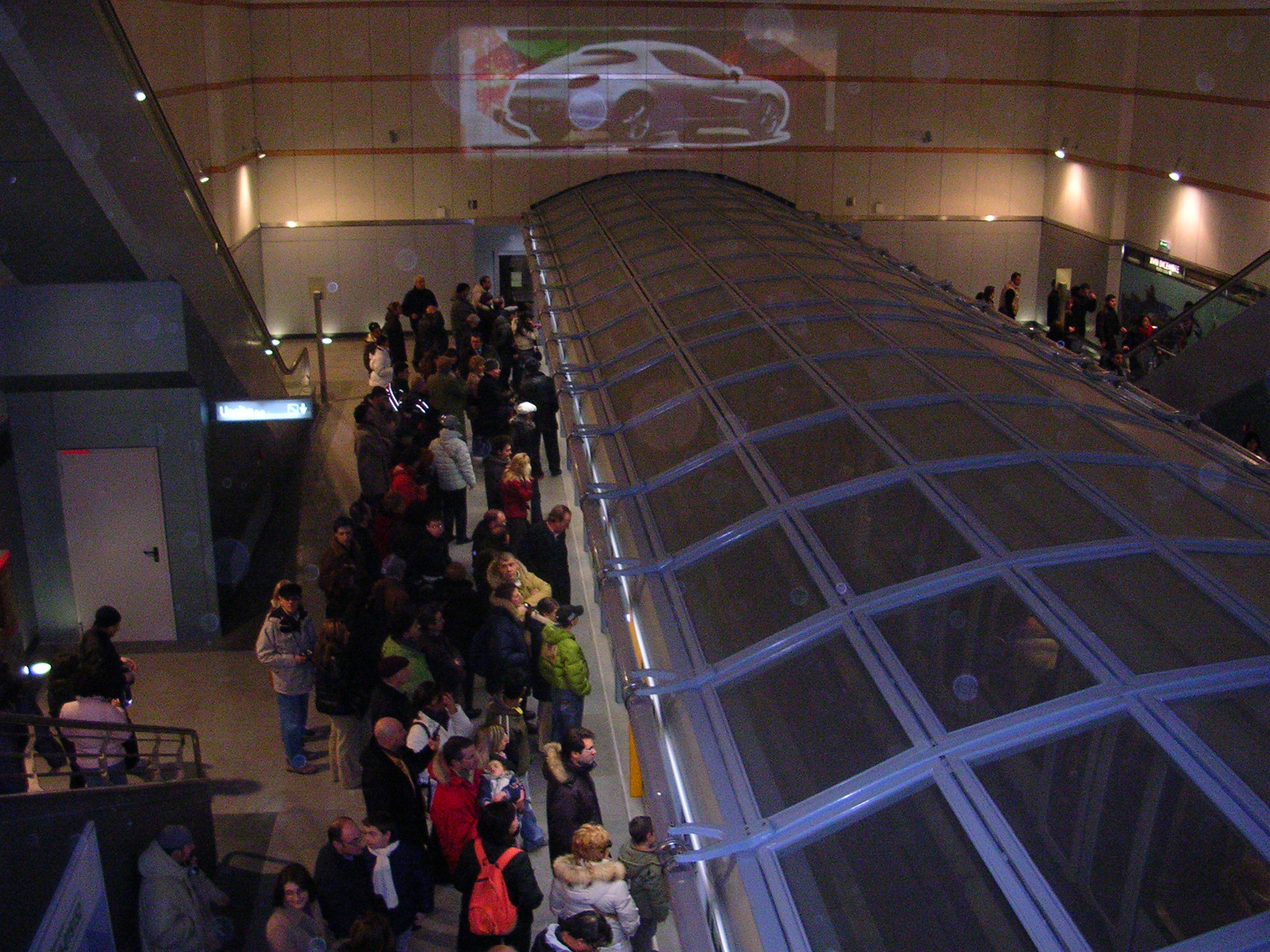
La metropolitana di Torino

La metropolitana di Torino è un sistema di trasporto pubblico di massa dotato di sistema automatico VAL e gestita dal Gruppo Torinese Trasporti. La rete si compone attualmente della linea 1 di 15,1 km (23 stazioni), di cui sono in corso prolungamenti verso ovest. Il progetto della linea 2 prevede di collegare la zona nord-est con quella sud-ovest, interscambiando con la linea 1 a Porta Nuova.

Il primo progetto per una rete metropolitana nella città di Torino risale agli anni venti del XX secolo, su idea dell'imprenditore biellese Riccardo Gualino, ripreso nel 1931 da Marcello Piacentini nel contesto della grande ristrutturazione di via Roma con la creazione di un vano sotterraneo adatto al transito di mezzi; il progetto, però, non si realizzò. Negli anni sessanta, sull'onda del boom economico, l'idea del sistema metropolitano venne ripreso: a questo collaborò anche la FIAT e venne costituita una società dedicata. La crisi petrolifera del 1973, l'austerity e l'elezione di una giunta comunale avversa al sistema metropolitano sancirono l'abbandono del progetto. Lo spazio sottostante la via Roma, da piazza San Carlo a piazza Castello, venne adibito a parcheggio pubblico a pagamento. Una linea di ferrovia metropolitana venne poi realizzata e inaugurata il 4 febbraio 2006, in occasione dei XX Giochi olimpici invernali.

## Amministrazione

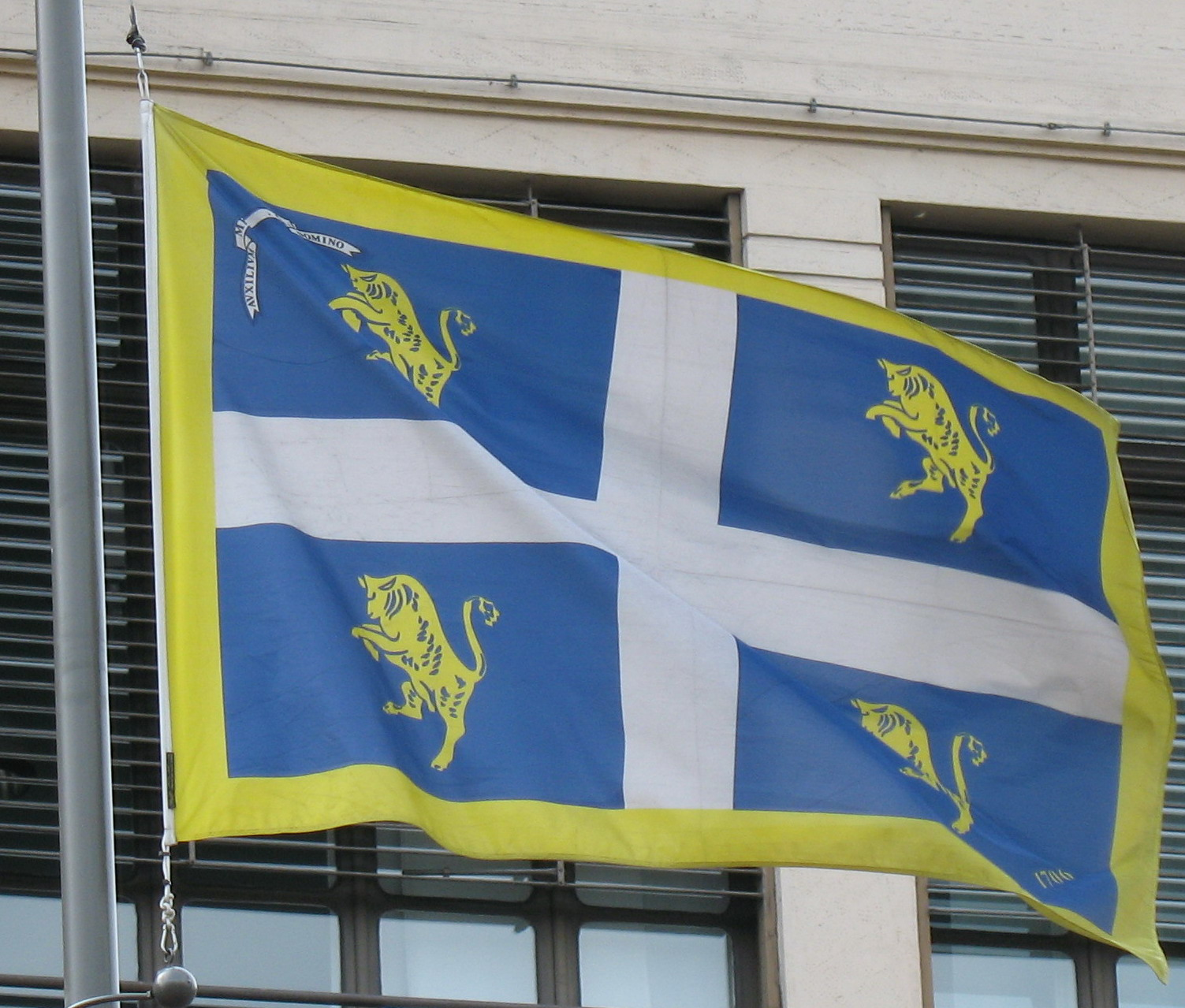
Bandiera ufficiale di Torino, risalente all'assedio del 1706

Le prime testimonianze riguardanti l'amministrazione della città risalgono ad un documento del 827 riguardante un placito tenuto dal messo imperiale Bosone, in cui sono citati tre scabini di Torino: Sunifrè, Giovanni e Gherardo. Ad esclusione di definizioni poco chiare, il secondo documento in cui si può riconoscere la presenza di figure amministrative della città è un rogito (Breve recordationis de conventione facta inter Taurinenses cives et Ribaldum de Ripalta) redatto dal notaio torinese Ogerio il 30 giugno 1149, in cui sono citati dei consoli torinesi (Taurinenses consules): Ulrico e Bongiovanni Zucca, Taurino Rufo, Taurino Dudolo, Rodolfo Alessandra e Ansaldo Fibentaria. La carica di console non era unica e variava sia per numero che per le funzioni svolte, le quali andavano dall'amministrazione della giustizia al disbrigo dei pubblici affari e all'esercizio del potere esecutivo. Inoltre, v'era una suddivisione in base al lignaggio in "Consoli maggiori", di famiglia aristocratica (o "d'albergo"), a cui erano riservati gli incarichi più prestigiosi, e "Consoli minori" di origine popolare e con compiti meno importanti. L'assetto consolare durò fino al 1149, quando le tensioni sociali e la sempre maggior preminenza della città sul territorio circostante portarono alla creazione di un sistema bipolare del potere con la nomina di un potestà imperiale: Tommaso il Nono di Annone; dopo una breve parentesi nel 1199, in cui i nobili ripresero il potere in città, dal 1200 il potestà divenne la figura preminente del potere cittadino. Nel 1270 la città passò sotto il dominio di Carlo I d'Angiò e, con la cacciata del potestà, fu nominato un vicario regio, l'albese Pietro di Brayda. La figura del vicario era, però, maggiormente legata alla figura del signore dominante e, perciò, l'amministrazione cittadina era delegata ad un sistema complesso, formato da figure quali chiavarii (o clavarii), sindaci, capitani e gruppi consigliari (o credenzie: credenzia maggiore, credenzia minore e parlamento). Questo intricato assetto istituzionale durò fino al 1562, quando Emanuele Filiberto di Savoia ammodernò l'apparato amministrativo cittadino, riducendo il numero di consiglieri a sessantadue unità ("consiglio generale"); tra questi, ventidue ("consiglio ristretto") avranno il compito di eleggere annualmente dai due ai quattro decurioni che, salvo casi eccezionali, provenivano dall'aristocrazia. I primi tre decurioni furono eletti nel 1564: Paolo Nicolò, Lorenzo Nomis e Bernardino Ranzo.

### Consolati
Torino è sede di uffici diplomatici stranieri dal 1684, quando venne aperta in città, l'ambasciata del Regno di Francia. Fra il XVIII e il XIX secolo, in quanto capitale del ducato di Savoia prima e del Regno d'Italia poi, la città si arricchì di diverse ambasciate; con il trasferimento della capitale a Firenze e, successivamente, a Roma, gli uffici delle ambasciate si spostarono e, a Torino, rimasero le sedi consolari di alcuni stati. Attualmente, il corpo consolare di Torino annovera al suo interno cinquanta Consolati, comprendenti tre Consoli generali (Marocco, Perù e Romania), quarantacinque Consoli generali onorari e Consoli onorari con ufficio a Torino, e due Consolati con uffici ubicati fuori regione; essi rappresentano gli interessi nazionali nelle entità territoriali della regione Piemonte e, sovente, della Valle d'Aosta.

### Gemellaggi
Al settembre 2024, Torino è gemellata con 14 città:
- Chambéry, dal 1957
- Colonia, dal 1958
- Córdoba, dal 1986
- Detroit, dal 1998
- Esch-sur-Alzette, dal 1958
- Gaza, dal 1999
- Glasgow, dal 2003
- Liegi, dal 1958
- Lilla, dal 1958
- Nagoya, dal 2005
- Quetzaltenango, dal 1997
- Rotterdam, dal 1958
- Salt Lake City, dal 2006
- Shenyang, dal 1985

Sempre a settembre 2024, ha accordi di collaborazione con:
- Bacău, Romania, dal 2007
- Campo Grande, Brasile, dal 2002
- Cannes, Francia, dal 1999
- Ekaterinburg, Russia, dal 1998
- Guangzhou, Cina, dal 2021
- Gwangju, Corea del Sud, dal 2024
- Haifa, Israele, dal 2005
- L'Avana, Cuba, dal 2021
- Lione, Francia, dal 2012
- Ouagadougou, Burkina Faso, dal 2003
- Praia, Capo Verde, dal 2003
- Rosario, Argentina, dal 2011
- San Pietroburgo, Russia, dal 2012[174]
- Salvador de Bahia, Brasile, dal 2003
- Santos, Brasile, dal 2011
- Shenzhen, Cina, dal 2007
- Skopje, Repubblica di Macedonia, dal 2012
- Wenzhou, Cina, dal 2021
- Yangon, Birmania, dal 2015[175]
- Zlín, Repubblica Ceca, dal 2004

e ha firmato lettere di intenti con:
- Harbin, Cina, nel 2003
- Nantes, Francia, nel 2013

## Sport

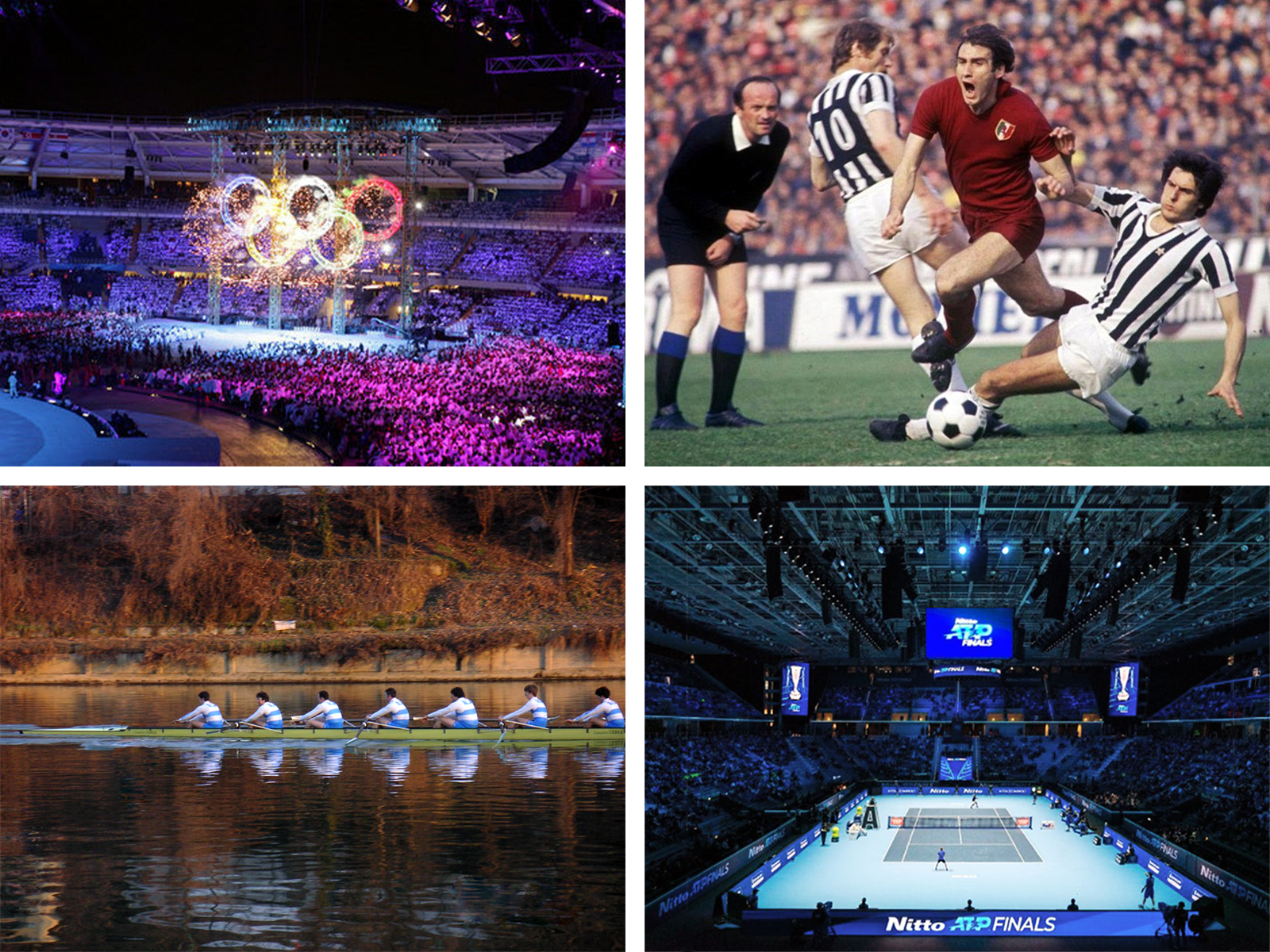
Immagini sportive di Torino: Olimpiadi invernali 2006, derby di Torino, canottaggio sul Po, ATP Finals 2021

La città di Torino ha una lunga tradizione sportiva, sede di alcune fra le prime società sportive italiane, di club pluripremiati e luogo di eventi internazionali di massimo rilievo. Nel 2015 alla città è stato assegnato il titolo di Capitale europea dello sport, in quanto eccellenza nel panorama sportivo europeo, riconoscimento assegnato annualmente da ACES Europe a città che si contraddistinguono con dei progetti che seguono i principi etici dello sport.

La prima società sportiva di Torino risale al XIX secolo, più specificatamente al 17 giugno 1844, data della fondazione della prima società ginnica italiana, la Reale Società Ginnastica di Torino.

Nel 1863 venne fondata la Reale Società Canottieri Cerea, la più antica società di canottieri d'Italia; 25 anni dopo, nel 1888, venne fondata la Federazione Italiana Canottaggio con il nome di Rowing Club Italiano, seguita il 25 giugno 1892 dalla Fédération Internationale des Sociétés d'Aviron (FISA), la federazione internazionale di canottaggio.

Torino è una città molto importante anche per il gioco del calcio: oltre a essere sede di due delle società professionistiche più antiche e premiate d'Italia e del mondo, la Juventus (fondata nel 1897) e il Torino (del 1906), vi fu fondata nel 1898 la Federazione Italiana Football, oggi Federazione Italiana Giuoco Calcio e, nello stesso anno, l'8 maggio, si tenne al Velodromo Umberto I il primo campionato ufficiale.

Altro sport in cui la città ha una tradizione di rilievo è il ciclismo: il capoluogo piemontese, oltre ad avere ospitato diverse volte una tappa del Giro d'Italia, è il luogo d'arrivo della Milano-Torino, la corsa ciclistica più antica del mondo, essendosi disputata per la prima volta nel 1876.

Anche il tennis può essere annoverato fra gli sport rilevanti per la città: oltre a essere stata sede del Tennis Club Juventus, campione per tre volte del campionato italiano di Serie A1 per squadre, la città ha ospitato numerosi tornei di prestigio, tra i quali quelli disputati della squadra nazionale di Coppa Davis durante sei edizioni della competizione e, come sede unica, la Federation Cup 1966. A Torino sono state inoltre assegnate le ATP Finals dal 2021 al 2025.

Un ulteriore primato della città è rappresentato dal rugby: Torino vanta la primogenitura in Italia sia del rugby a 15 (o rugby union) che del cosiddetto "tredici" (o rugby league). Fu nel capoluogo sabaudo, infatti, che nel 1910 si tenne la prima partita documentata di rugby a 15 mai disputata in Italia, un incontro dimostrativo tra il parigino SC Universitaire e la ginevrina Servette, e ivi nacque il primo club rugbistico italiano, che durò solo il tempo di un incontro amichevole contro una selezione di rugby della Pro Vercelli. Nel 1952 Torino ospitò il primo incontro interno della Nazionale italiana a XIII, una sconfitta 18-22 contro la Francia (solo nel 2008 la Nazionale a XV disputò il suo primo incontro a Torino, una sconfitta 15-22 contro l'Argentina).

Realtà prestigiose, nelle rispettive discipline, sono poi la Femminile Juventus Torino (prima squadra femminile della città, fondata nel 1978), la Juventus Women (calcio femminile, cinque volte Campionesse d'Italia), i Giaguari Torino (football americano, campioni nel 1991), la Sisport (pallacanestro femminile, cinque scudetti e una Coppa dei Campioni), il CUS Torino (pallavolo maschile, quattro scudetti e una Coppa dei Campioni) e l'Auxilium Torino (squadra di pallacanestro vincitrice della Coppa Italia nel 2018).
Un altro sport abbastanza praticato è l’hit ball. A Torino nei primi anni ’90 è stata fondata la Federazione Italiana Hit Ball (FIHB), che dal 1992 organizza il campionato nazionale.
Altri sport praticati in città sono baseball, curling, hockey, pattinaggio di figura e short track, pallanuoto, pallamano, scherma, tennis tavolo, tiro con l'arco, bocce e pallone elastico.

### Eventi sportivi
Per quanto riguarda gli eventi sportivi, il maggiore vanto della città è l'aver ospitato la XX edizione dei Giochi olimpici invernali, svoltisi il 10-26 febbraio del 2006, seguiti a marzo dalle Paralimpiadi. Il 14 maggio 2014 la città ha ospitato la finale di UEFA Europa League tra il Sevilla Fútbol Club e il Benfica. Un altro evento di grande prestigio per Torino è rappresentato dal torneo di tennis ATP Finals, ospitato in città per cinque edizioni, dal 2021 al 2025. 
Ulteriori competizioni di rilievo che si son svolte in città comprendono il campionato mondiale di scherma 2006, le Olimpiadi degli scacchi del 2006, i campionati mondiali universitari di golf nel 2006 e nel 2022, le Universiadi invernali del 2007, i Campionati Mondiali Olimpici e Paralimpici di tiro con l'arco del Luglio 2011, i Mondiali assoluti di nuoto pinnato nel 2015, le fasi finali del campionato mondiale maschile di pallavolo 2018 e la fase finale della UEFA Nations League 2020-2021, oltre a diversi altri campionati sportivi europei.

### Impianti sportivi
Grazie alla solida tradizione sportiva della città, Torino dispone di impianti sportivi e d'intrattenimento all'avanguardia, parco implementato grazie all'assegnazione della sede ospitante i XX Giochi Olimpici Invernali. Fra le strutture con una capienza superiore ai 10000 posti si citino lo Juventus Stadium, lo stadio Olimpico Grande Torino, il Palasport Olimpico e il PalaTorino, quest'ultimo chiuso però dal 2011; altri impianti con capacità molto vicine a questi numeri sono lo stadio Primo Nebiolo e il PalaVela. Decisamente più piccolo (circa 4000 posti), ma ugualmente importante per la storia sportiva cittadina, è il PalaRuffini. Una menzione speciale, infine, merita lo stadio Filadelfia, teatro del ciclo di vittorie del Grande Torino negli anni quaranta del XX secolo, oggi rinnovato e ridimensionato come centro sportivo e campo di allenamento della squadra di calcio del Torino. Da non dimenticare il Palazzo del Nuoto di via Filadelfia, l'impianto natatorio più importante di tutta la regione che ospita gare di nuoto regionali, interregionali e nazionali per la Federazione Italiana Nuoto, grazie all'accordo tra essa e il Comune di Torino, il Palazzo del Nuoto dal 2021 ha un Centro Federale di Alta Specializzazione, da quel momento in poi la struttura ha già ospitato un Campionato Italiano Master di Nuoto nel dicembre 2023 e li ospiterà di nuovo nel dicembre 2024.

## Altri riferimenti al nome della città
- Alla città di Torino è stato dedicato l'asteroide 9523 Torino, in riferimento all'omonima scala di pericolosità degli oggetti di tipo NEO (near-Earth object).
- A Torino è dedicata l'automobile Ford Torino, un modello coupé molto in voga negli USA durante gli anni settanta: si tratta della vettura utilizzata dall'agente Starsky nella serie televisiva Starsky & Hutch. Il nome del modello "GT" compare nel film Gran Torino, diretto e interpretato da Clint Eastwood nell'anno 2008.

### Annotazioni
1. ↑  Il liberty era considerato uno stile inopportuno per la realizzazione di architettura sacra poiché ostentava forme troppo frivole, talvolta sensuali e spesso evocative di uno stereotipo di femminilità considerato decadente e lascivo.

### Fonti
1. 1 2 3   Bilancio demografico mensile anno 2025 (dati provvisori), su demo.istat.it, ISTAT.
2. ↑   Classificazione sismica (XLS), su rischi.protezionecivile.gov.it.
3. ↑   Tabella dei gradi/giorno dei Comuni italiani raggruppati per Regione e Provincia (PDF), in Legge 26 agosto 1993, n. 412, allegato A, Agenzia nazionale per le nuove tecnologie, l'energia e lo sviluppo economico sostenibile, 1º marzo 2011,  p. 151. URL consultato il 25 aprile 2012 (archiviato dall'url originale il 1º gennaio 2017).
4. ↑   Co-patrono.; inoltre la città riconosce in San Giuseppe il suo comprotettore (atto di affidamento del 1695).
5. ↑   Carta "Nomi dialettali dei paesi esplorati", su navigais-web.pd.istc.cnr.it.
6. ↑  Camillo Brero, Gramàtica piemontèisa, Torino, Gros/Tomasone & C., ed. 1975, dal colophon in lingua piemontese.
7. 1 2   Scheda ufficiale sul sito del World Heritage Centre, su whc.unesco.org. URL consultato il 26 luglio 2016 (archiviato l'11 luglio 2017).
8. ↑   Nitto Atp Finals: Torino e il Piemonte in fermento per la seconda edizione, su federtennis.it, 15 luglio 2022. URL consultato il 19 luglio 2022.
9. ↑  (EN) Turin, Italy, to host the 66th Eurovision Song Contest in May 2022 🇮🇹, su Eurovision.tv, 8 ottobre 2021. URL consultato il 12 ottobre 2021.
10. ↑   Intelligenza Artificiale Torino, nominato il Comitato del centro automotive e aerospazio, su torinoggi.it.
11. ↑   Intesa Sanpaolo apre a Torino il Digital Hub contro i crimini finanziari, su ilsole24ore.com.
12. ↑   European Capitals of Sport, su aceseurope.eu. URL consultato il 23 novembre 2024.
13. ↑   World Cities 2024, su gawc.lboro.ac.uk. URL consultato il 23 novembre 2024.
14. ↑   Dario Lanzardo, La città dei quattro fiumi: Torino lungo le sponde di Po, Dora, Stura, Sangone, Torino, Capricorno, 2010. ISBN 9788877071200.
15. ↑  Da notare che fino al XVI secolo tutti i fiumi torinesi scorrevano al di fuori della cinta muraria cittadina, oggi visibile parzialmente.
16. ↑   Po e collina Torino Riserva Biosfera, su ansa.it. URL consultato il 20 marzo 2016 (archiviato il 21 marzo 2016).
17. ↑  (EN) Ecological Sciences for Sustainable Development, su unesco.org. URL consultato il 4 ottobre 2016 (archiviato il 5 ottobre 2016).
18. ↑   Torino inclusa tra le "Tree Cities of the World", su torinoggi.it. URL consultato il 20 febbraio 2020 (archiviato il 20 febbraio 2020).
19. ↑   Tabelle climatiche 1971-2000 della stazione meteorologica di Torino Caselle (PDF), su clima.meteoam.it, 5 marzo 2016 (archiviato dall'url originale il 5 marzo 2016).
20. ↑   L'andamento del clima a Torino dal Settecento a oggi, su datimeteoasti.it. URL consultato il 19 giugno 2016 (archiviato il 13 agosto 2016).
21. ↑   Nimbus Web Climatologia locale, su nimbus.it. URL consultato il 29 giugno 2015 (archiviato il 6 marzo 2016).
22. ↑   Il record del Luglio 1987 è stato battuto il 22 giugno 2021, quando in una sola ora sono caduti tra i 60 e i 70 mm in un'ora e in tre ore tra gli 87 e i 105 mm. Infatti a Torino non ha mai piovuto così tanto dal 1928., su torino.repubblica.it.
23. ↑   Copia archiviata (TXT), su clisun.casaccia.enea.it. URL consultato il 13 luglio 2016 (archiviato il 21 dicembre 2014).
24. ↑   Torino, in Treccani.it – Enciclopedie on line, Roma, Istituto dell'Enciclopedia Italiana. URL consultato il 23 giugno 2015.
25. ↑  Tito Livio, Ab urbe condita XXI, 38
26. ↑   MuseoTorino, Comune d'Italia, I Taurini - MuseoTorino, su museotorino.it. URL consultato il 23 giugno 2015 (archiviato il 24 giugno 2015).
27. ↑   Federico Navire, Torino come centro di sviluppo culturale: un contributo agli studi della civiltà italiana, Peter Lang, 2009,  pp. 45-47, ISBN 978-3-631-59130-7. URL consultato il 22 giugno 2015 (archiviato il 19 aprile 2015).
28. ↑  Cittadella militare.
29. ↑   Torino medievale - MuseoTorino, su museotorino.it. URL consultato il 20 febbraio 2023.
30. ↑    Intesa San Paolo, Podcast A. Barbero – Come Torino divenne capitale del Piemonte, su YouTube. URL consultato il 20 febbraio 2023.
31. ↑  L'Università di Torino.
32. ↑  Filippo Ambrosini, Piemonte giacobino e napoleonico, pp. 106-107
33. ↑  Filippo Ambrosini, Piemonte giacobino e napoleonico, p. 110
34. ↑  Filippo Ambrosini, Piemonte giacobino e napoleonico, p. 111
35. ↑   Notice de tableaux dont plusieurs ont été recueillis à Parme et à Venise: exposés dans le grand salon du Musée Napoléon, ouvert le 27 thermidor an XIII, De l'imprimerie des sciences et des arts, Paris.
36. ↑   Marie-Louise Blumer, Catalogue des peintures transportées d'Italie en Francce de 1796 à 1814, collana Bulletin de la Société de l'art français, 1936, fascicule 2.
37. ↑  La sera prima era stato diramato il  famoso telegramma (archiviato dall'url originale il 19 novembre 2019). che iniziava con la frase in codice scelta per ordinare l'insurrezione generale: "Aldo dice ventisei per uno" ( La Liberazione - "Aldo dice 26 x 1" (archiviato dall'url originale il 18 novembre 2019).), ricordata poi anche in un libro di memorie di Pietro Secchia.
38. ↑   Mario Giovana, Si combatte a Torino, in Il Calendario del Popolo, vol. 64, n. 740, Milano, Nicola Teti Editore, aprile 2009.
39. ↑   Claudio Raffaelli, 75 anni fa, il voto di Torino per la Repubblica e la Costituente – CittAgorà, su comune.torino.it, 4 novembre 2024. URL consultato il 4 novembre 2024.
40. ↑   Eligendo Archivio - Ministero dell'Interno DAIT, su Eligendo. URL consultato il 4 novembre 2024.
41. ↑   Petunia Ollister, "Quell’orgoglio meridionale tutto torinese", in La Stampa, 28 gennaio 2018. URL consultato il 22 febbraio 2023.
42. ↑   Grattacieli in cornice barocca, in La Stampa, 30 gennaio 1988,  p. 14.
43. ↑   Bozzetto dello stemma del Comune di Torino, su Archivio Centrale dello Stato, Raccolta dei disegni degli stemmi di comuni e città. URL consultato il 27 settembre 2024.
44. 1 2   Le onorificenze della Repubblica Italiana, su quirinale.it. URL consultato il 18 settembre 2016 (archiviato il 19 settembre 2016).
45. ↑   MuseoTorino, Comune di Torino, Direzione Musei, Assessorato alla Cultura e al 150° dell'Unità d'Italia, 21Style http://www.21-style.com, MuseoTorino, su museotorino.it. URL consultato il 6 luglio 2020.
46. ↑   Torino: la pianta a "scacchiera" che non discende dai romani, su Mole24. URL consultato il 6 luglio 2020.
47. 1 2   Assessorato per le Politiche Ambientali e Verde Pubblico, Piano strategico dell'infrastruttura verde (PDF) (Documento di amministrazione urbana), 2020-12.
48. 1 2   I viali di Torino come i boulevards parigini, in Mole 24, 16 luglio 2017. URL consultato il 28 febbraio 2023.
49. ↑   Un patrimonio da difendere, su TorinoClick. URL consultato il 28 febbraio 2023.
50. ↑   Servizio telematico pubblico della Città di Torino (archiviato dall'url originale il 29 novembre 2009).
51. ↑   Ottieni link Facebook e Twitter, L'abbattimento dell'Allea Oscura, ostacolo della Torino ortogonale, in Rotta su Torino, 23 maggio 2018. URL consultato il 28 febbraio 2023.
52. 1 2   Storia del verde a Torino, su comune.torino.it. URL consultato il 28 febbraio 2023.
53. ↑   Vera Comoli Mandracci, Torino, 1a ed, Laterza, 1983,  pp. 95-96, ISBN 88-420-2352-3, OCLC 11683034. URL consultato il 28 febbraio 2023.
54. ↑   Barillet-Deschamps e l'arte del verde urbano [collegamento interrotto], su comune.torino.it.
55. ↑   Basilica di Superga a Torino, su Viaggiamo, 23 dicembre 2021. URL consultato il 26 febbraio 2023.
56. ↑   Teresa Barone, La Gran Madre di Torino: storia, curiosità e leggende, in Il Giornale, 2 maggio 2022. URL consultato il 26 febbraio 2023.
57. ↑   La Cappella della Sindone di Torino: il capolavoro barocco di Guarino Guarini, su Guida Torino, 25 gennaio 2022. URL consultato il 26 febbraio 2023.
58. ↑   La chiesa San Carlo e la chiesa Santa Cristina: le "gemelle" di Torino, su Guida Torino, 17 aprile 2021. URL consultato il 26 febbraio 2023.
59. ↑  B. Coda N., R. Fraternali, C. L. Ostorero, 2017, p. 155.
60. ↑   Porta Palatina - MuseoTorino, su museotorino.it. URL consultato il 9 luglio 2023.
61. ↑   Torino barocca, su museotorino.it. URL consultato il 10 luglio 2023.
62. ↑   Carlo alberto Piccablotto, Torino neoclassica, in T come Torino, vol. 1, 1ª ed., Torino, Il Capitello, 1987,  pp. 126-130, ISBN 9788842603511.
63. ↑   Il liberty in Italia, Charta, 1997  [1968],  p. 13.
64. ↑   Redazione Ansa, Torino vince il premio Best LibertyCity, in Ansa, 24 novembre 2023.
65. ↑   Edifici del regime fascista per il controllo del territorio: gruppi rionali e case del balilla, su museotorino.it. URL consultato il 22 luglio 2023.
66. ↑   Torino tra le due guerre, su museotorino.it. URL consultato il 22 luglio 2023.
67. ↑   Irene Perino, C’era una volta la Torino Nera e lo stile Razionalista, in Mole 24, 15 ottobre 2012. URL consultato il 22 luglio 2023.
68. ↑   Turismo Turino|, su turismotorino.org. URL consultato il 23 giugno 2007 (archiviato il 3 agosto 2007).
69. ↑   Uomini e mercati di Daniele Gaglianone, su youtube.com. URL consultato il 4 maggio 2019 (archiviato il 21 settembre 2016).
70. ↑   Redazione web Servizio Telematico Pubblico, Città di Torino - Verde Pubblico, su comune.torino.it. URL consultato il 25 luglio 2015 (archiviato il 26 giugno 2015).
71. ↑   Ecco le 17 città con più alberi nel mondo (l'unica italiana è Torino), su corriere.it. URL consultato il 5 marzo 2017 (archiviato il 10 ottobre 2017).
72. ↑   Ecosistema bambino. Rapporto di Legambiente (PDF) (archiviato dall'url originale il 21 luglio 2011).
73. ↑   Si consultino i libri di Tiziano Fratus, Le bocche di legno. Guida arborea del Piemonte, Edizioni Marco Valerio, 2011 e Terre di Grandi Alberi. Alberografie a Nord-Ovest, Nerosubianco Edizioni, 2012|, su homoradix.com. URL consultato il 30 maggio 2020 (archiviato il 6 gennaio 2020).
74. ↑   Turismotorino-Via francigena (archiviato dall'url originale il 29 novembre 2014).
75. ↑   Sito Basse di Stura, su amiat.it. URL consultato l'11 aprile 2013 (archiviato il 13 aprile 2013).
76. ↑   Raccolta domiciliare - Amiat Gruppo Iren, su Amiat. URL consultato il 4 gennaio 2024.
77. ↑   Dati del Comune di Torino su fonte Amiat S.p.A., su comune.torino.it. URL consultato il 9 aprile 2013 (archiviato dall'url originale il 15 marzo 2013).
78. ↑   ISPRA :: Catasto Nazionale Rifiuti, su catasto-rifiuti.isprambiente.it. URL consultato il 4 gennaio 2024.
79. ↑  Report annuali del catasto nazionale dei rifiuti [78]
80. 1 2   Censimenti popolazione di Torino, su tuttitalia.it. URL consultato il 20 marzo 2015 (archiviato il 7 gennaio 2015).
81. ↑   Torino negli ultimi 100 anni, su comune.torino.it, Comune di Torino. URL consultato il 3 gennaio 2012 (archiviato l'8 novembre 2013).
82. ↑   Relazione Previsionale e Programmatica 2005-2007 (PDF), su provincia.torino.gov.it, La popolazione nella provincia di Torino. URL consultato il 3 gennaio 2012 (archiviato il 9 novembre 2013).
83. ↑  Dati tratti da:
  -  Popolazione residente dei comuni. Censimenti dal 1861 al 1991 (PDF), su ebiblio.istat.it, ISTAT.
  -  Popolazione residente per territorio – serie storica, su esploradati.censimentopopolazione.istat.it.
Nota bene: il dato del 2021 si riferisce al dato del censimento permanente al 31 dicembre di quell'anno.
84. ↑   Popolazione residente per cittadinanza o paese di nascita, su demo.istat.it. URL consultato il 13 luglio 2025.
85. ↑   Rito dell'Iniziazione cristiana degli Adulti, su Servizio Diocesano per il Catecumenato, 24 maggio 2010. URL consultato il 21 maggio 2023.
86. ↑   Mara Martellotta, AL Museo Diocesano la Bolla di Papa Leone X per l'Istituzione dell'Arcidiocesi di Torino - Il Torinese, in Il Torinese, 5 giugno 2022. URL consultato il 21 maggio 2023.
87. ↑   Camilla Cupelli, Moschee a Torino. Tutto quello che c'è da sapere: mappe, foto, interviste, in Futura News, 14 giugno 2018. URL consultato il 21 maggio 2023.
88. ↑   Dal sito di ONU ITALIA (archiviato dall'url originale il 16 giugno 2007).
89. ↑   Authority dei Trasporti: cos'è e cosa cambia a Torino?, su lastampa.it. URL consultato il 15 agosto 2013 (archiviato il 15 agosto 2013).
90. ↑   Autorità Trasporti, le ultime novità, in trasportonotizie.com, 28 novembre 2013. URL consultato il 1º dicembre 2013 (archiviato dall'url originale il 3 dicembre 2013).
91. ↑   Piemonte MarketPlace, su createdinitalia.com. URL consultato il 23 giugno 2015 (archiviato dall'url originale il 23 giugno 2015).
92. ↑  "Torino è una città magnifica e singolarmente benefica" (cfr.  Friedrich Nietzsche e Torino, su cultor.org. URL consultato il 23 giugno 2015 (archiviato dall'url originale il 23 settembre 2015).).
93. ↑   TorinoCuriosa - Il primo portale delle curiosità di Torino e Provincia, su torinocuriosa.it. URL consultato il 23 giugno 2015 (archiviato dall'url originale il 23 giugno 2015).
94. ↑   Sassi-Superga, un viaggio lungo 130 anni. Storia, miti e curiosità della "dentera" (2014), su atts.to.it. URL consultato il 23 giugno 2015 (archiviato dall'url originale il 23 giugno 2015).
95. ↑   Rossana Bossaglia, Il Liberty in Italia, Milano, Charta, 1997, ISBN 88-8158-146-9.
96. ↑   Biblioteche torinesi, Biblioteche civiche torinesi: Sedi e orari, su comune.torino.it. URL consultato il 27 giugno 2015 (archiviato il 23 giugno 2015).
97. ↑   erasmoNet, su sbam.erasmo.it. URL consultato il 27 giugno 2015 (archiviato il 7 giugno 2017).
98. ↑   15 settembre 1977: Torino è la prima città al mondo cablata in fibra ottica, su chezbasilio.org. URL consultato l'11 settembre 2014 (archiviato l'8 dicembre 2013).
99. ↑   Luigi Bonavoglia (a cura di), CSELT - Trent'anni, Torino, CSELT, 1995,  p. 240.
100. ↑   Torino capitale europea dell'innovazione, su lastampa.it. URL consultato il 9 aprile 2016 (archiviato il 10 aprile 2016).
101. ↑   Secondo posto per Torino a #iCapitalAwards, arrivano 100 mila euro per l'innovazione, su quotidianopiemontese.it. URL consultato il 9 aprile 2016 (archiviato l'11 aprile 2016).
102. ↑   UniTo in cifre, su unito.it. URL consultato il 21 ottobre 2021.
103. ↑   DIDATTICA POLITECNICO DI TORINO, su ustat.miur.it. URL consultato il 21 ottobre 2021.
104. ↑   Le 10 città universitarie più amate d'Italia, su skyscanner.it. URL consultato il 24 novembre 2015 (archiviato il 25 novembre 2015).
105. ↑   La Segreteria, su unitre.net. URL consultato il 22 settembre 2015 (archiviato dall'url originale il 5 settembre 2015).
106. ↑   Redazione Pubblico, Città di Torino: Torino Musei, su comune.torino.it. URL consultato il 28 giugno 2015 (archiviato il 1º luglio 2015).
107. 1 2   Relazione OCP 2017 (PDF), su ocp.piemonte.it. URL consultato il 14 luglio 2018 (archiviato il 14 luglio 2018).
108. ↑   CittAgorà.
109. ↑   Carlo Boccazzi Varotto, Costruire la Rai. Tecnologia e televisione in Italia dai pionieri al boom economico (PDF), in Nuova Civiltà delle Macchine, Roma, ERI, 3 giugno 2006 (archiviato dall'url originale il 3 giugno 2006).
110. ↑   Telecity ufficializza la richiesta di 69 esuberi tra Castelletto, Alessandria, Assago, Torino e Genova, su lastampa.it.
111. ↑   Telecity: licenziamenti solo congelati e chiudono le sedi di Alessandria, Genova e Torino, su lastampa.it.
112. ↑   Il Teatro Stabile di Torino riconosciuto come Teatro Nazionale • Teatro Stabile Torino, su Teatro Stabile Torino. URL consultato il 23 gennaio 2016 (archiviato il 30 gennaio 2016).
113. ↑   Torino Fringe Festival - edizioni precedenti, su tofringe.it, 15 gennaio 2020. URL consultato il 3 giugno 2024.
114. ↑   Torino Jazz festival, via a sette giorni di grandi suoni - Repubblica.it, su torino.repubblica.it. URL consultato il 26 aprile 2014 (archiviato il 26 aprile 2014).
115. ↑   Narrazioni Jazz 2017, su guidatorino.com. URL consultato il 31 marzo 2017 (archiviato il 31 marzo 2017).
116. ↑   TODAYS Festival - 28, 29 e 30 Agosto, Torino, su TODAYS Festival. URL consultato il 24 gennaio 2016 (archiviato il 16 febbraio 2016).
117. ↑   ANNULLAMENTO RELOAD MUSIC FESTIVAL 2020, su Pala Alpitour. URL consultato il 15 maggio 2020.
118. ↑  Citato in: Vittorio Messori e Giovanni Cazzullo, Il Mistero di Torino, Milano, Mondadori, 2005, ISBN 88-04-52070-1, p.217
119. ↑  Uno dei primi autori che parlò di un'origine insolita di Torino fu Emanuele Tesauro nella sua Della Historia della città di Torino, 1678, opera dedicata a Madama Reale Maria Giovanna Battista di Savoia-Nemours. Vedi inoltre: Gianni Oliva, I Savoia, Milano, Oscar Mondadori, 1998, (riguardo all'interesse per l'alchimia di Emanuele Filiberto). Lo storico Cibrario narra che nel 1648 venne scoperto un complotto che utilizzava la magia nera, avente lo scopo di uccidere Maria Cristina di Francia: i responsabili, un monaco di nome Gandolfi, l'aiutante di camera Gioia e il senatore Sillano vennero arrestati. Vedi inoltre: Danilo Tacchino, Torino. Storia e misteri di una provincia magica, Roma, Edizioni Mediterranee, 2007
120. ↑  AAVV., I segreti di Torino sotterranea Torino, Editrice il Punto, 1996 e AAVV., I Misteri del Piemonte sotterraneo, Torino, Editrice il Punto, 2001
121. 1 2  Messori e Cazzullo, Il mistero di Torino, p. 210
122. 1 2 3  Danilo Tacchino, Torino, Storia e misteri di una provincia magica, Roma, Edizioni Mediterranee, 2007
123. ↑  Enrico Bassignana, Guida alla Torino incredibile magica e misteriosa, Scarmagno, Priuli e Verlucca, 2017, p. 52. ISBN 978-88-8068-820-4
124. ↑  Messori e Cazzullo, Il mistero di Torino, p. 209
125. ↑  Francesco Cognasso, Storia di Torino, Gruppo Editoriale Giunti, 2002; Enrico Nassi, La Massoneria, Roma, TEN, 1994. Per l'anticlericalismo dell'eroe dei due mondi: Le mie memorie di Giuseppe Garibaldi, Rizzoli editore, 1982.
126. ↑  A titolo d'esempio, il 4 maggio 1850 l'arcivescovo di Torino, monsignor Luigi Fransoni, venne arrestato per il rifiuto di comparire in tribunale, colpevole di aver invitato i parroci del Regno di Sardegna a resistere all'attuazione delle leggi Siccardi. Il 10 aprile il nunzio apostolico a Torino, per protesta, aveva abbandonato la città
127. ↑  Messori e Cazzullo, Il mistero di Torino, pp. 223-224
128. ↑   Visite guidate ai misteri di torino, su guidatorino.com. URL consultato il 30 ottobre 2017 (archiviato il 6 novembre 2017).
129. ↑  Messori e Cazzullo, Il mistero di Torino, p. 226
130. ↑  Renzo Rossotti, Torino Esoterica, Roma, Newton & Compton Editori, 2009
131. ↑   Annuario del Comune di Torino-2002 (PDF), su comune.torino.it. URL consultato il 14 novembre 2012 (archiviato l'8 novembre 2013).
132. ↑   Conoscere Torino (PDF), su to.camcom.it. URL consultato il 22 agosto 2023.
133. ↑   Reddito degli italiani: dopo un anno di difficoltà torna a crescere e va oltre il livello pre-pandemia, su intwig.it, 21 aprile 2023. URL consultato il 29 agosto 2023.
134. ↑   Fabio de Ponte, Oltre 4 miliardi di debito, ecco il piano di rientro della giunta per salvare il Comune, in RaiNews, 7 aprile 2022. URL consultato il 29 agosto 2023.
135. ↑   Ministero del Commercio internazionale - Direzione generale per le Politiche di internazionalizzazione (Osservatorio economico), dati 2006 (PDF), su mincomes.it. URL consultato il 28 ottobre 2007 (archiviato l'11 ottobre 2006).
136. ↑   A. Statera, Torino e la guerra tra i poveri "Ma non saremo mai schiavi", su repubblica.it.
137. ↑   "Il futuro di Mirafiori", La Repubblica 13/09/2013, su torino.repubblica.it. URL consultato il 6 agosto 2015 (archiviato il 4 marzo 2016).
138. ↑   Riflessioni sul settore auto in Italia, Jobonline, su jobonline.it. URL consultato il 6 agosto 2015 (archiviato il 5 marzo 2016).
139. ↑   Rapporto CISL, CISL, su cisl.it. URL consultato il 6 agosto 2015 (archiviato il 23 settembre 2015).
140. ↑   "Robot: solo Comau insidia i tedeschi", Il Sole 24 Ore, su ilsole24ore.com. URL consultato il 6 agosto 2015 (archiviato il 24 settembre 2015).
141. ↑   "Intesa Sanpaolo supera capitalizzazione Eni", ANSA 17/07/2015, su ansa.it. URL consultato il 6 agosto 2015 (archiviato il 3 agosto 2015).
142. ↑   "Rapporto Acri 2018, p. 68" (PDF), su acri.it. URL consultato il 5 marzo 2020 (archiviato il 14 aprile 2020).
143. ↑  Dal Centro Estro della Camera di Commercio di Torino, sezione dedicata al progetto From Concept to Car  vedi (archiviato dall'url originale il 30 ottobre 2007).
144. ↑   Sito di Torino Nuova Economia (archiviato dall'url originale il 10 luglio 2007).
145. ↑   The World According to GaWC 2016 (archiviato dall'url originale il 10 ottobre 2013).
146. ↑   L'Unesco dichiara Torino Creative City per il design, su bdtorino.eu. URL consultato il 5 dicembre 2014 (archiviato il 10 dicembre 2014).
147. ↑   torinospazioalfuturo.it,  https://www.torinospazioalfuturo.it/.
148. ↑   Nel 2017 turismo cresciuto, anche grazie agli stranieri - Piemonteinforma, su regione.piemonte.it. URL consultato il 1º maggio 2018 (archiviato il 2 maggio 2018).
149. ↑   52 Places to Go in 2016, in The New York Times, 7 gennaio 2016. URL consultato il 2 febbraio 2016 (archiviato il 1º febbraio 2016).
150. ↑   Le 20 più belle Città d'Arte italiane, su skyscanner.it. URL consultato il 29 aprile 2016 (archiviato il 5 maggio 2016).
151. ↑   I blogger consigliano: 16 città italiane da visitare nel 2016.
152. ↑   Turismo, Torino sfiora i 5 milioni di visitatori: nel 2016 anno record, su mole24.it. URL consultato il 6 aprile 2017 (archiviato il 7 aprile 2017).
153. ↑   Torino: la capitale europea del turismo 2017, su guidatorino.com. URL consultato il 14 dicembre 2016 (archiviato il 20 dicembre 2016).
154. ↑   Torino Porta Nuova, su grandistazioni.it. URL consultato il 21 aprile 2023.
155. ↑  Ballatore e Masi, Torino Porta Nuova, p. 41.
156. ↑   Giuseppe Bottero, Ferrovie punta su Torino, nasce la super-officina, in La Stampa, 30 settembre 2018. URL consultato il 21 aprile 2023.
157. ↑   Torino, città e metropolitana sul podio del premio europeo per gli acquisti verdi, su ecodallecitta.it. URL consultato il 18 giugno 2016 (archiviato il 22 settembre 2016).
158. ↑   Linea 7 storica, su gtt.to.it. URL consultato il 1º marzo 2023.
159. ↑  Storia del tram a Torino 1871-1982
160. ↑   Andrea Parisotto, La linea 2 della metropolitana di Torino è realtà, definito il tracciato: ecco dove passerà, in diariodelweb.it, 20 novembre 2018. URL consultato il 5 marzo 2023.
161. ↑   Metropolitana verrà sciolta, in la Stampa, 11 novembre 1975,  p. 5.
162. ↑   Luigi Cibrario, Storia di Torino, vol. 1, Aless. Fontana, 1846,  pp. 107-112. URL consultato il 4 novembre 2021.
163. ↑  (LA) Cartario della abazia di Cavour Carte inedite o sparse dei signori e luoghi del Pinerolese fino al 1300, Società storica subalpina, 1909,  Documento XX. URL consultato il 4 novembre 2021.
164. ↑   Mirko Riazzoli, 1149, in Cronologia di Torino dalla fondazione ai giorni nostri, 2ª ed., 2017, ISBN 9788892671867.
165. 1 2 3   Davide Giovanni Cravero, 11 - Com'era retto il comune di Torino nei secoli passati, in Città di Torino (a cura di), Trecento anni di vita del Palazzo civico di Torino 1663-1963, 1ª ed., Torino, 1º gennaio 1964,  p. 76.
166. ↑  Cibrario, p. 188.
167. ↑   Gennaro Maria Monti, La dominazione angioina in Piemonte, vol. 133, 1930,  p. 30, OCLC 5136734. URL consultato il 5 novembre 2021.
168. ↑   Franco Bolgiani, Giuseppe Sergi e Rinaldo Comba, Storia di Torino., vol. 1, Einaudi, 1997,  p. 743, ISBN 88-06-14258-5, OCLC 38312738. URL consultato il 5 novembre 2021.
169. ↑   Andrea Missud, La storia dei sindaci di Torino, in breve, in Electo Magazine, 28 aprile 2021.
170. ↑   Torino, capitale consolare: la storia dei primi 330 anni, in La Stampa, 4 marzo 2014.
171. ↑   Marco Bonatto, La lunga vita dei consolati a Torino, in La Repubblica, 2 settembre 2017.
172. ↑   Corpo consolare di Torino, su corpoconsolareditorino.it. URL consultato il 25 febbraio 2023.
173. ↑   Città gemellate, su comune.torino.it. URL consultato l'8 settembre 2024 (archiviato il 3 dicembre 2007).
174. ↑   LaStampa - Torino-San Pietroburgo, c'è l'intesa sull'asse strategico, su lastampa.it. URL consultato il 5 dicembre 2012 (archiviato il 16 novembre 2012).
175. ↑   Torino e Yangon diventano città sorelle (archiviato dall'url originale il 21 maggio 2015).
176. ↑   Torino, Capitale Europea dello Sport 2015 (archiviato dall'url originale il 2 dicembre 2013).
177. ↑   Dossier della candidatura a Capitale Europea dello Sport 2015, su torino2015.it (archiviato dall'url originale il 13 marzo 2013).
178. ↑   Magenta, quelli che inventarono la ginnastica, il 17 marzo 1844, in Torino Storia, 12 giugno 2017. URL consultato il 9 novembre 2021.
179. ↑   Storia della Cerea, su Reale Società Canottieri Cerea - 1863 Torino, 15 gennaio 2015. URL consultato il 10 novembre 2019.
180. ↑  Maurizio Crosetti, La città che inventò lo sport, in Torino e lo sport. Storia luoghi immagini, Torino, Archivio Storico della città di Torino, 2005, pp. 168-169
181. ↑  Fabrizio Melegari (a cura di), Almanacco illustrato del calcio italiano 2011, Modena, Panini, 2010, p. 15
182. ↑  Patrizia Ferrara, Ginnastica, sport e tempo libero, in Storia di Torino - vol. 7 Da capitale politica a capitale industriale 1864-1915, Torino, Einaudi, 2001, p. 1083
183. ↑   Jvan Sica, Vogliono cancellare la corsa ciclistica più antica del mondo, su agoravox.it, agoravox, 24 settembre 2008. URL consultato il 13 ottobre 2019.
184. ↑   A Torino le Atp Finals: “Un milione di biglietti in 5 anni. Impatto economico di 400- 500 milioni”, su LaStampa.it. URL consultato il 10 giugno 2019 (archiviato il 6 maggio 2019).
185. 1 2   Romano Sirotto, Il rugby è nato a Torino, poi se n'è andato, in Torino Sette, 25 settembre 1987. URL consultato il 1º dicembre 2013 (archiviato il 3 dicembre 2013).
186. ↑   L'Italia battuta dalla Francia nell'incontro di rugby XIII: 22-18, in La Stampa, 23 maggio 1952. URL consultato il 1º dicembre 2013 (archiviato il 3 dicembre 2013).
187. 1 2   Pasquale Notargiacomo, Italrugby, un passo indietro. Brutta e nervosa, vincono i Pumas, in la Repubblica, 15 novembre 2008. URL consultato il 2 dicembre 2013 (archiviato il 4 dicembre 2013).
188. ↑   P.L.V. Hit Ball – UISP Pallapugno leggera variante Hit Ball, su plvhitball.it. URL consultato il 9 settembre 2022.
189. ↑   Chi siamo – P.L.V. Hit Ball, su plvhitball.it. URL consultato il 9 settembre 2022.
190. ↑   Hit ball: il gioco nato a Torino, su Mole24. URL consultato il 9 settembre 2022.
191. ↑   Hit Ball – Hit Dogs, su hitdogs.it. URL consultato il 9 settembre 2022.
192. ↑   Storia dell’Hit Ball – Hit Dogs, su hitdogs.it. URL consultato il 9 settembre 2022 (archiviato dall'url originale il 28 settembre 2022).